# Vitesse in het seizoen 2017/18
|               | Eredivisie | Play- offs | KNVB beker | Europa League | J.C. schaal | Totaal |
| ------------- | ---------- | ---------- | ---------- | ------------- | ----------- | ------ |
| Wedstrijden   | 34         | 4          | 1          | 6             | 1           | 46     |
| Gewonnen      | 13         | 4          | 0          | 1             | 0           | 18     |
| Gelijk        | 10         | 0          | 1          | 2             | 1           | 14     |
| Verloren      | 11         | 0          | 0          | 3             | 0           | 14     |
| Thuis         | 17         | 2          | 0          | 3             | 0           | 22     |
| Uit           | 17         | 2          | 1          | 3             | 1           | 24     |
| Gele kaarten  | 50         | 9          | 0          | 13            | 2           | 74     |
| 2× gele kaart | 0          | 0          | 0          | 1             | 0           | 1      |
| Rode kaarten  | 0          | 0          | 0          | 1             | 0           | 1      |
| Doelsaldo     | +16        | +6         | 0          | −5            | 0           | +17    |
| voor          | 63         | 12         | 0          | 5             | 1           | 81     |
| tegen         | 47         | 6          | 0          | 10            | 1           | 64     |
| ‘De Nul’      | 9          | 0          | 1          | 1             | 0           | 11     |

Vitesse kwam in het seizoen 2017/2018 voor het 29e seizoen op rij uit in de hoogste klasse van het betaald voetbal, de Eredivisie. Daarnaast nam het Arnhemse elftal deel aan de KNVB beker en de groepsfase van de UEFA Europa League. Tevens vierde de club haar 125-jarig jubileum en werd het tijdens het Gelders Sportgala verkozen tot sportploeg van het jaar. Het tweede elftal van de club, Jong Vitesse, kwam dit seizoen uit in de Derde divisie (Zondagafdeling) en behaalde uiteindelijk het kampioenschap.

## Samenvatting
Door de bekerwinst begon de club aan het seizoen met de wedstrijd om de Johan Cruijff Schaal tegen Landskampioen Feyenoord in de Kuip op 5 augustus 2017. Na 90 minuten, met een stand van 1–1, verloor Vitesse uiteindelijk de Johan Cruijff Schaal na een penaltyreeks (4–2). Daarin misten Tim Matavž en Milot Rashica de eerste twee strafschoppen namens Vitesse.
In de Eredivisie staat Vitesse na de laatste speelronde met 49 punten op de 6e plaats; Vitesse plaatste zich hierdoor voor de Play-offs om Europees voetbal. Vitesse wint deze Play-offs, door in de eerste ronde van de play-offs af te rekenen met ADO Den Haag en vervolgens met FC Utrecht in de finale. Vitesse eindigde hierdoor als vijfde in de officiële eindstand van de Eredivisie en plaatste zich voor de tweede kwalificatieronde van de UEFA Europa League 2018/19.
In de KNVB beker werd Vitesse in de eerste ronde na een penaltyreeks (5–3) uitgeschakeld door Hoofdklasser AVV Swift.
In de Europa League werd al snel duidelijk dat de kloof met de rest van Europa te groot was voor Vitesse. Na drie nederlagen en twee gelijke spelen, sloot Vitesse het Europees avontuur winnend af tegen OGC Nice.
Bij de competitiewedstrijden bezochten gemiddeld 16.112 toeschouwers Vitesse in GelreDome.
Op 20 mei 2018 werd Jong Vitesse kampioen van Derde divisie door de winst op Blauw Geel '38 (4–1).

## Voorbereiding

### April
- Op 10 april tekende Thomas Bruns een vierjarig contract.[1] De speler kwam transfervrij over van Heracles Almelo nadat zijn contract afliep.
- Op 25 april werd het nieuwe thuistenue voor het jubileumseizoen 2017/18 gepresenteerd. Het geel-zwarte shirt werd tijdens de bekerfinale voor het eerst gedragen.

### Mei
- Na de competitie werd Eloy Room definitief geselecteerd voor de nationale selectie van Curaçao, waarmee hij aan de Caribbean Cup en de Gold Cup zou deelnemen. Ook  werden Goeram Kasjia (Georgië), Milot Rashica (Albanië) en Marvelous Nakamba (Zimbabwe) opgeroepen voor verschillende internationale wedstrijden met de nationale selectie.
- Op 14 mei maakte Vitesse bekend dat Arnold Kruiswijk zijn aflopend contract bij Vitesse heeft verlengd met twee jaar.
- Op 17 mei werd bekendgemaakt dat Andy Myers om persoonlijke redenen zal vertrekken uit Arnhem.[2] Vitesse ging dus op zoek naar een nieuwe assistent-trainer.
- Op 22 mei verlengen beloftespelers Jovi Munter en Boyd Lucassen hun contract voor één seizoen, met een optie voor nog een jaar.
- Op 23 mei opende de club een expositie getiteld 125 jaar Vitesse, over de geschiedenis van de Arnhemse voetbalclub in het cultureel centrum Rozet.[3] Ter gelegenheid van het 125-jarige jubileum, biedt de club de Gemeente Arnhem een Vitesse-brug aan. De brug komt te liggen over de Jansbeek in de buurt van de Bakkerstraat en de Broerenstraat. In de leuning wordt het logo van de club en de tweekoppige adelaar uit het Arnhemse stadswapen verwerkt als aandenken aan het 125-jarige jubileum van Vitesse.[4]
- Op 29 mei maakte Vitesse bekend dat John Lammers na drieënhalf jaar vertrekt als hoofdcoach van Jong Vitesse.[5]

### Juni
- Op 2 juni maakte Vitesse bekend dat Aleksandar Ranković wordt aangesteld als de nieuwe assistent-trainer.[6]
- Op 6 juni vertrok Jong Vitesse speler Kai Koreniuk per direct naar AZ Alkmaar.[7]
- Op 13 juni maakte Vitesse bekend dat Milot Rashica een optie in zijn contract heeft gelicht tot 2020. Jong Vitesse speler Ewout Gouw verliet transfervrij de club.
- Op 14 juni tekende Thulani Serero een driejarig contract.[8] De speler kwam transfervrij over van Ajax nadat zijn contract afliep. Daarnaast vertrok Ricky van Wolfswinkel per direct bij Vitesse; hij tekende een driejarig contract bij FC Basel.
- Op 20 juni werd de transfer van Marvelous Nakamba naar Club Brugge afgerond.
- Op 21 juni werd Jong Vitesse (aanvankelijk) door de KNVB ingedeeld in de zaterdagafdeling van de Derde divisie.
- Op 22 juni vertrok Valeri Kazaisjvili per direct naar San Jose Earthquakes.
- Op 23 juni maakte Vitesse bekend dat jeugdtrainer Nicky Hofs wordt aangesteld als assistent-trainer bij het eerste elftal.[9]
- Op zondag 25 juni vond de eerste training van het seizoen 2017/18 plaats op Papendal, onder leiding van trainer Henk Fraser. Bijna de volledige selectie nam deel aan de training, bestaande uit keepers Houwen en Tørnes, verdedigers Büttner, Kasjia, Kruiswijk, Lelieveld, Faye en Dabo, middenvelders Foor, Osman, Bruns, Serero, Calor en aanvallers Van Bergen en Rashica. Ook sloten jeugdspelers Bayazit, Buitink, Lucassen, Mercan, Ten Teije en Acheffay aan bij de training. Bij de selectie ontbraken Room (i.v.m. de Gold Cup in Amerika) en Zhang (i.v.m. een transfer). Eerder op de dag maakte Vitesse bekend dat Fankaty Dabo voor een seizoen wordt gehuurd van Chelsea en dat keeperstrainer Raimond van der Gouw zijn aflopend contract heeft verlengd met twee jaar.[10]
- Op 29 juni tekende Tim Matavž een driejarig contract.[11] De speler kwam over van FC Augsburg.

### Juli

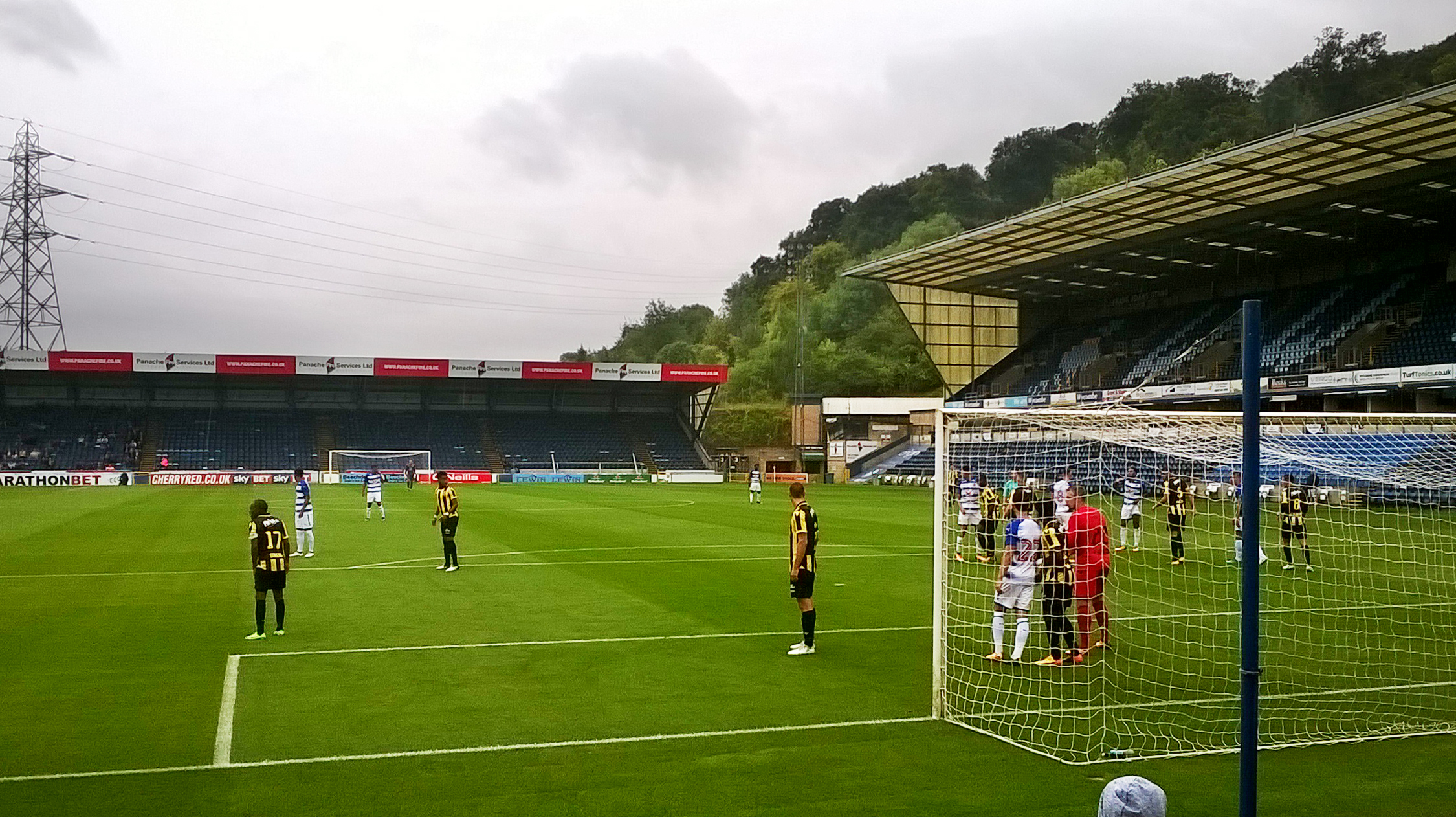
Reading FC - Vitesse (2-3)

- Op 1 juli verloor Vitesse een oefenwedstrijd tegen PFK Oleksandrija met 0–2. Ook vertrok Kelvin Leerdam transfervrij naar de Amerikaanse voetbalclub Seattle Sounders FC.
- Op 3 juli tekende Bryan Linssen een driejarig contract bij Vitesse. De aanvaller kwam over van FC Groningen. Yuning Zhang vertrok naar West Bromwich Albion die hem weer per direct verhuurde aan Werder Bremen.
- Op 5 juli tekende Remko Pasveer een driejarig contract bij Vitesse. De keeper kwam over van PSV.
- Op 6 juli maakte Vitesse bekend dat Charlie Colkett voor één seizoen wordt gehuurd van Chelsea FC.
- Op 7 juli maakte de Supportersvereniging Vitesse (SV) bekend dat ze uit protest geen buskaarten gaan verkopen voor de verplichte buscombi. Daarmee zal het uitvak bij de strijd om de Johan Cruijff Schaal op 5 augustus in De Kuip nagenoeg leeg zijn. Door de nieuwe opzet van de JC-Schaal, kreeg Vitesse maar 1.200 kaarten van de KNVB, terwijl De Kuip een capaciteit heeft van 51.000 toeschouwers. Daardoor voelt Vitesse zich een figurant in een neutrale wedstrijd.[12][13]
- Op 8 juli speelt Vitesse in een oefenwedstrijd gelijk met 1–1 tegen KV Oostende. Het Vitesse-doelpunt werd gemaakt door Alexander Büttner.
- Op 10 juli vertrekt Vitesse naar Karinthië in Oostenrijk voor een trainingskamp tot en met 16 juli. Naast de spelers van het eerste elftal, zonder Eloy Room i.v.m. de Gold Cup, reisden ook een zestal jeugdspelers mee: Bayazit, Buitink, Lucassen, Oude Kotte, Schuurman en Ten Teije.
- Op 12 juli maakte Vitesse bekend dat Gerrit Breeman om persoonlijke redenen vertrekt uit de Raad van Commissarissen. Ook maakte de KNVB bekend dat Jong Vitesse en Magreb '90 van plek ruilen in de Derde Divisie. De Arnhemse belofteteam stapt van de Derde divisie zaterdag over naar de zondag. Hierdoor wordt de verdeling van beloftenteams in de Derde divisie meer gelijkmatig.[14]
- Op 13 juli werd de nieuwe hoofdsponsor gepresenteerd: SWOOP. Ook werd er een nieuwe mouwsponsor toegevoegd aan het shirt voor drie seizoenen: Clean Mat Trucks.
- Op 14 juli werd Joseph Oosting, voormalig jeugdtrainer van de Vitesse Voetbal Academie, gepresenteerd als de nieuwe trainer van Jong Vitesse.
- Op 17 juli startte het seizoen voor Jong Vitesse officieel met de eerste veldtraining op Papendal. Ook maakte Vitesse bekend dat Olivier Smit de nieuwe commercieel directeur wordt per 1 september. Tevens tekende voormalig huurling Mukhtar Ali een driejarig contract bij Vitesse. De aanvaller kwam over van Chelsea FC. Beloftespelers Stef Brummel verlengde zijn contract voor één seizoen, met een optie voor nog een jaar.
- Op 15 juli neemt Henk Parren per direct de taken van Gerrit Breeman over in de Raad van Commissarissen. Ook speelt Vitesse in een oefenwedstrijd gelijk met 1–1 tegen Istanbul Başakşehir. Het Vitesse-doelpunt werd gemaakt door Lars ten Teije.
- Op 20 juli speelde Vitesse in een oefenwedstrijd gelijk met 1–1 tegen Sparta Praag. Het Vitesse-doelpunt werd gemaakt door Bryan Linssen.
- Op 22 juli verloor Jong Vitesse een oefenwedstrijd tegen Achilles '29 met 4–1. Het Vitesse-doelpunt werd gemaakt door Kyle Gruno.
- Op 24 juli maakte Vitesse bekend dat Mason Mount, afgelopen seizoen verkozen tot ‘Academy Player of the Year’, voor één seizoen wordt gehuurd van Chelsea FC.
- Op 25 juli won Vitesse een oefenwedstrijd tegen FC Emmen met 2–1. De Vitesse-doelpunten werden gemaakt door Tim Matavž. Jong Vitesse verloor een oefenwedstrijd tegen Wolverhampton Wanderers FC (Under-23) met 0–4.
- Op 26 juli zou Vitesse een oefenwedstrijd spelen tegen Aston Villa FC. Maar op 20 juli werd de wedstrijd afgelast. Vanwege recent ingevoerde regelgeving vanuit de Duitse voetbalbond mag de oefenwedstrijd niet op Duitse grond gespeeld worden.[15]
- Op 28 juli maakte Vitesse bekend dat Matt Miazga voor een tweede seizoen op rij gehuurd wordt van Chelsea FC.
- Op 29 juli won Vitesse een oefenwedstrijd tegen Reading FC met 2–3. De Vitesse-doelpunten werden gemaakt door Bryan Linssen en Tim Matavž. Ook Jong Vitesse won een oefenwedstrijd. De ploeg van trainer Oosting versloeg SV TEC met 1–4.

## Competitieseizoen

### Augustus

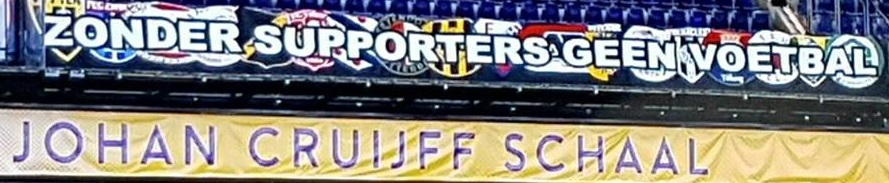
Protestactie (Zonder Supporters Geen Voetbal) tijdens de Johan Cruijff Schaal.

- Op 4 augustus vond de officiële persconferentie, in aanloop naar de supercupfinale, plaats in Stadion Feijenoord. Hierbij waren Henk Fraser (trainer) en Goeram Kasjia (aanvoerder) namens Vitesse aanwezig.
- Op 5 augustus verloor Vitesse het duel om de Johan Cruijff Schaal van Feyenoord. In de beginfase kwam Vitesse op een 1–0 achterstand. In de tweede helft kwam Vitesse meer aan de bal en werd het een paar keer dreigend voor het doel van Brad Jones. Daarna volgden enkele miraculeuze minuten in de Kuip. Eerst werd Tim Matavž neergehaald in de zestien maar scheidsrechter Danny Makkelie besloot geen strafschop toe te kennen aan Vitesse. Het spel ging door en Nicolai Jørgensen maakte aan de andere kant in de rebound de 2–0. Door het gebruik van de videoreferee werd alsnog een strafschop toegekend aan Vitesse en werd het doelpunt van Feyenoord afgekeurd. Het doelpunt werd overigens gemaakt in buitenspelpositie, waardoor het sowieso niet had geteld. Alexander Büttner scoorde het Arnhemse doelpunt vanaf de stip en het duel om de Johan Cruijff Schaal eindigde na reguliere speeltijd in 1–1. Vitesse verloor uiteindelijk na strafschoppen (4–2), waarbij Vitesse-spelers Matavž en Milot Rashica een penalty miste. Navarone Foor en Charlie Colkett benutten de strafschop wel.
- Op 6 augustus won Jong Vitesse een oefenwedstrijd tegen Jong N.E.C. met 3–0. De Vitesse-doelpunten werden gemaakt door Mitchell van Bergen, Bo van Essen en Mason Mount.
- Op 7 augustus maakte Vitesse bekend dat Luc Castaignos voor één seizoen wordt gehuurd van Sporting Lissabon.
- Op 8 augustus tekende Lars ten Teije een driejarig contract.
- Op 12 augustus won Vitesse in de eerste speelronde thuis tegen NAC Breda met 4–1. De Vitesse-doelpunten werden gemaakt door Thomas Bruns, Bryan Linssen, Tim Matavž en Milot Rashica. Jong Vitesse won een oefenwedstrijd tegen VV DUNO met 3–1. In deze wedstrijd werden de Vitesse-doelpunten gemaakt door Mohammed Osman, Thomas Oude Kotte en Julian Calor.
- Op 15 augustus nam Jong Vitesse deel aan het Fletcher Toptoernooi van Excelsior'31 uit Rijssen. Jong Vitesse won van zowel DOS '37 (1–0) als van SVZW Wierden (2–0) en gaat na de eerste speeldag aan de leiding in de poule.
- Op 16 augustus maakte Vitesse bekend dat Eloy Room na vijftien jaar de overstap maakt naar PSV.
- Op 18 augustus won Vitesse uit tegen Roda JC Kerkrade met 1–3. De Vitesse-doelpunten werden gemaakt door Tim Matavž, Thomas Bruns en Goeram Kasjia.
- Op 19 augustus eindigt Jong Vitesse als tweede op het Fletcher Toptoernooi. Jong Vitesse verloor tijdens de finale van Sportclub Silvolde met 0–1. Mohammed Osman werd uitgeroepen tot Speler van het Toernooi.
- Op 21 augustus verloor Jong Vitesse een oefenwedstrijd tegen Jong PEC Zwolle met 0–1.
- Op 25 augustus vond de loting plaats voor de groepsfase Europa League. De Arnhemmers treffen Lazio Roma, OGC Nice en Zulte Waregem in groep K.
- Op 26 augustus verloor Vitesse thuis tegen AZ met 1–2. Het Vitesse-doelpunt werd gemaakt door Tim Matavž. Op deze dag vond ook de loting voor de eerste ronde van de KNVB beker plaats waarbij Vitesse een uitwedstrijd tegen AVV Swift lootte.
- Op 27 augustus won Jong Vitesse in de eerste speelronde thuis tegen HSC '21 met 5–0. De Vitesse-doelpunten werden gemaakt door Jesse Schuurman, Gino Bosz, Bo van Essen en Sven van Doorm.

### September
- Op 3 september speelde Jong Vitesse uit tegen Blauw Geel '38 met 2–2 gelijk. De Vitesse-doelpunten werden gemaakt door Anil Mercan en Bo van Essen.
- Op 6 september werd het contract van Mohammed Osman per direct ontbonden.
- Op 9 september won Vitesse uit tegen Excelsior met 0–3. De Vitesse-doelpunten werden gemaakt door Luc Castaignos, Tim Matavž en Bryan Linssen.
- Op 10 september organiseert de club het Vitesse Festival, in het kader van het 125-jarige jubileum, voor de supporters op Papendal.
- Op 10 september won Jong Vitesse thuis tegen VV De Meern met 2–0. De Vitesse-doelpunten werden gemaakt door Thomas Oude Kotte en Mitchell van Bergen.
- Op 14 september verloor Vitesse thuis, in de eerste wedstrijd in de groepsfase van de Europa League, tegen S.S. Lazio met 2–3. De Vitesse-doelpunten werden gemaakt door Tim Matavž en Bryan Linssen.
- Op 17 september speelde Vitesse thuis in de Airborne-duel met 1-1 gelijk tegen VVV-Venlo. Het Vitesse-doelpunt werd gemaakt door Tim Matavž. Jong Vitesse won uit tegen USV Hercules met 1–3. De Vitesse-doelpunten werden gemaakt door Sven van Doorm en Anil Mercan.
- Op 20 september verloor Vitesse in de eerste ronde om de KNVB beker uit tegen AVV Swift. Het duel eindigde na reguliere speeltijd in 0–0. Vitesse verloor uiteindelijk na strafschoppen (5–3), waarbij Vitesse-speler Alexander Büttner een penalty miste. Tim Matavž, Navarone Foor en Charlie Colkett benutten de strafschop wel.
- Op 24 september won Vitesse uit tegen Ajax met 1–2. De Vitesse-doelpunten werden gemaakt door Goeram Kasjia en Milot Rashica. Jong Vitesse won thuis tegen RKVV Westlandia met 3–0. De Vitesse-doelpunten werden gemaakt door Julian Calor en Hidde van Dijk.
- Op 28 september verloor Vitesse de tweede wedstrijd in de groepsfase van de Europa League uit tegen OGC Nice met 3–0. In de 52e minuut viel het licht uit in de Allianz Riviera, waardoor de wedstrijd ruim een kwartier werd gestaakt.

### Oktober

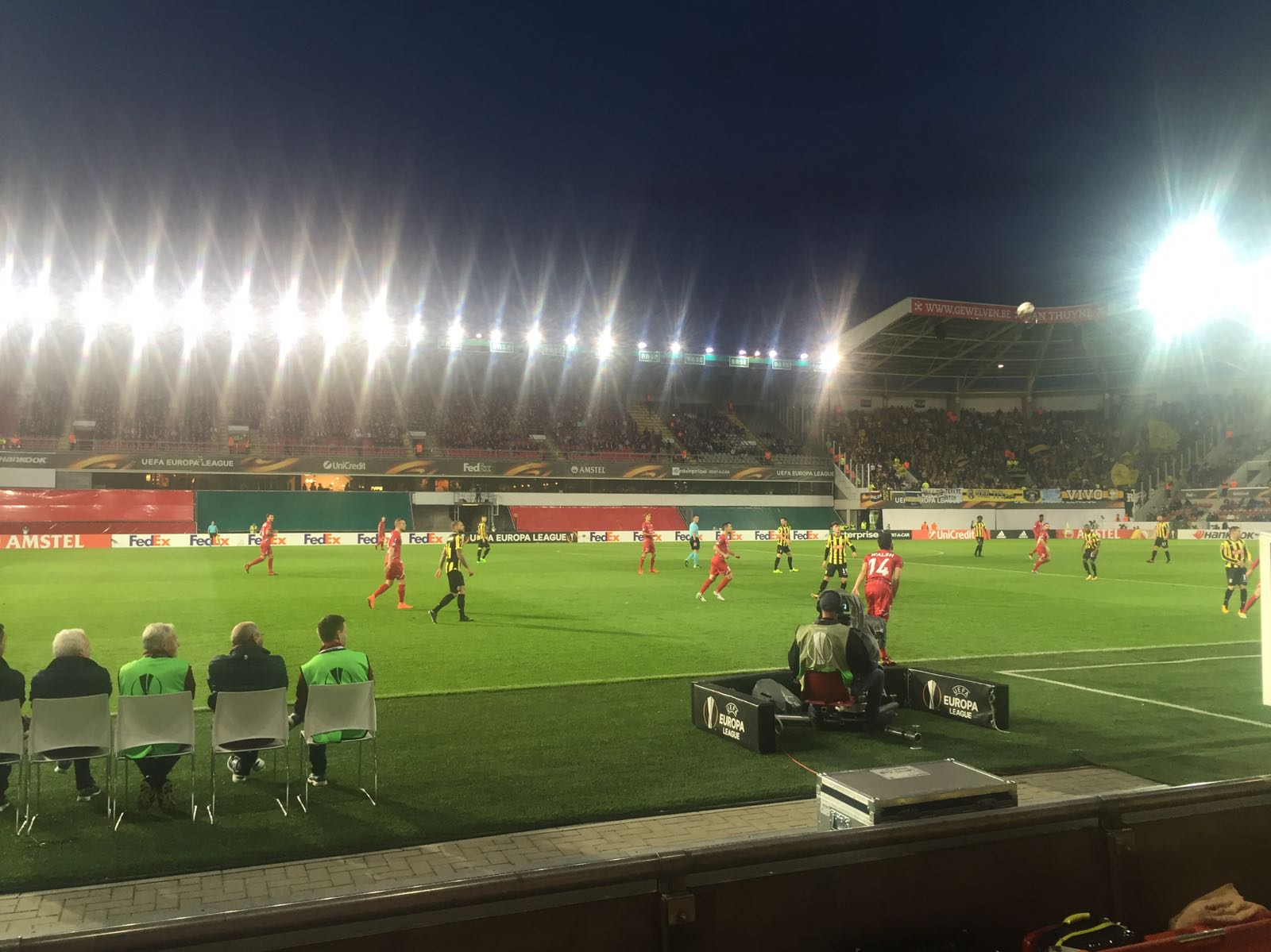
Zulte Waregem - Vitesse (1-1)

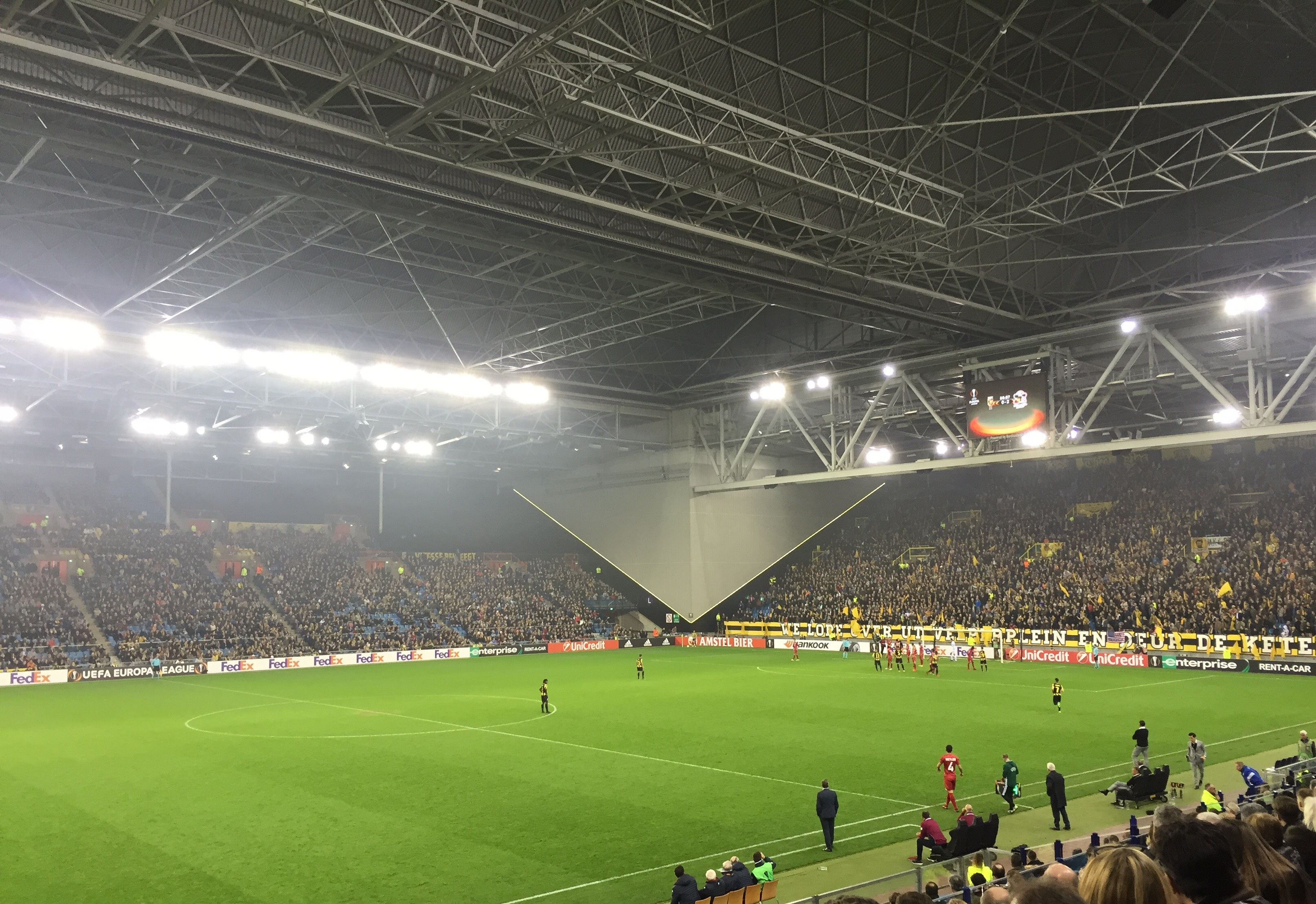
Vitesse - Zulte Waregem (0-2)

- Op 1 oktober speelde Vitesse thuis tegen FC Utrecht met 1–1 gelijk. Het Vitesse-doelpunt werd gemaakt door Mason Mount. Jong Vitesse won uit van HBS-Craeyenhout met 0–2. De doelpunten werden gemaakt door Sven van Doorm en Lars ten Teije.
- Op 4 oktober won Jong Vitesse een oefenwedstrijd tegen Jong PEC Zwolle met 1–0. Het Vitesse-doelpunt werd gemaakt door Thomas Oude Kotte.
- Op 8 oktober verloor Jong Vitesse thuis tegen OJC Rosmalen met 1–2. Het Vitesse-doelpunt werd gemaakt door Julian Calor.
- Op 15 oktober speelt Vitesse uit tegen Heracles Almelo met 1–1 gelijk. Het Vitesse-doelpunt werd gemaakt door Bryan Linssen. Jong Vitesse won uit van VV Dongen met 0–3. De doelpunten werden gemaakt door Mitchell van Bergen, Bo van Essen en Julian Calor.
- Op 19 oktober speelt Vitesse in de groepsfase van de Europa League uit tegen Zulte Waregem met 1–1 gelijk. Het Vitesse-doelpunt werd gemaakt door Thomas Bruns.
- Op 22 oktober won Vitesse uit tegen sc Heerenveen met 0–4. De doelpunten werden gemaakt door Milot Rashica, Bryan Linssen, Navarone Foor en Tim Matavž. Jong Vitesse won op dezelfde dag thuis tegen VV UNA met 5–0. De doelpunten werden gemaakt door Lars ten Teije, Boyd Lucassen, Thomas Oude Kotte en Anil Mercan.
- Op 24 oktober werd de officiële elftalfoto gemaakt bij voormalig landgoed Bronbeek, de locatie waar 125 jaar geleden de eerste stappen op het voetbalveld werden gezet.
- Op 29 oktober verloor Vitesse thuis tegen koploper PSV met 2–4. De Vitesse-doelpunten werden gemaakt door Jürgen Locadia (eigen doelpunt) en Mason Mount. Jong Vitesse won een uitwedstrijd tegen Quick '20 met 0–2 door twee doelpunten van Lars ten Teije.

### November
- Op 2 november verloor Vitesse thuis, in de vierde wedstrijd in de groepsfase van de Europa League, tegen Zulte Waregem met 0–2.
- Op 5 november speelde Vitesse thuis tegen PEC Zwolle met 0–0 gelijk. Jong Vitesse speelde uit tegen OFC met 2–2 gelijk. De doelpunten werden gemaakt door  Bo van Essen en Boyd Lucassen.
- Op 6 november vertrok technisch directeur Mohammed Allach per direct bij Vitesse. Hij maakt de overstap naar het Israëlische Maccabi Haifa. Hoofdscout Marc van Hintum neemt tijdelijk de taken van Allach over.
- Op 8 november won Jong Vitesse een oefenwedstrijd tegen FC Schalke 04 (Under-23) met 2–1. De Vitesse-doelpunten werden gemaakt door Patrick Vroegh en Cali Daniël.
- Op 19 november verloor Vitesse uit tegen FC Groningen met 4–2. De Vitesse-doelpunten werden gemaakt door Thomas Bruns en Tim Matavž. Jong Vitesse speelde thuis tegen JVC Cuijk met 3–3 gelijk. Bo van Essen, Lars ten Teije en Julian Calor maakten de Arnhemse doelpunten.
- Op 23 november speelde Vitesse uit, in de vijfde wedstrijd in de groepsfase van de Europa League, tegen SS Lazio met 1–1 gelijk. Het Vitesse-doelpunt werd gemaakt door Bryan Linssen. Vitesse is hierdoor na de groepsfase uitgeschakeld in de Europa League.
- Op 26 november won Vitesse thuis tegen ADO Den Haag met 2–0. De Vitesse-doelpunten werden gemaakt door Matt Miazga en Bryan Linssen. Jong Vitesse speelde uit tegen ADO '20 met 1–1 gelijk. Het doelpunt aan Arnhemse zijde kwam op naam van Gino Bosz.

### December
- Op 2 december verloor Vitesse uit tegen Feyenoord met 1–0.
- Op 3 december won Jong Vitesse thuis tegen Quick met 7–1. De Vitesse-doelpunten werden gemaakt door Lars ten Teije, Mitchell van Bergen, Cali Daniel, Gino Bosz en Bo van Essen.
- Op 7 december won Vitesse thuis, in de laatste wedstrijd in de groepsfase van de Europa League, tegen OGC Nice met 1–0. Het Vitesse-doelpunt werd gemaakt door Luc Castaignos.
- Op 10 december werd de uitwedstrijd van Vitesse tegen Sparta Rotterdam afgelast vanwege sneeuwval. Ook de uitwedstrijd van Jong Vitesse tegen Jong De Graafschap werd afgelast.
- Op 13 december speelde Vitesse thuis tegen Willem II gelijk met 2–2. De Vitesse-doelpunten werden gemaakt door Tim Matavž en Bryan Linssen.
- Op 14 december werd Vitesse tijdens het Gelders Sportgala verkozen tot sportploeg van het jaar.
- Op 16 december speelde Vitesse met 1–1 gelijk uit tegen FC Twente. Het Vitesse-doelpunt werd gemaakt door Mason Mount.
- Op 17 december won Jong Vitesse uit van EVV met 0–3. De doelpunten werden gemaakt door Boyd Lucassen, Jesse Schuurman en Mitchell van Bergen.
- Op 23 december verloor Vitesse in de laatste speelronde van 2017 uit van PSV met 2–1. Het Vitesse-doelpunt werd gemaakt door Tim Matavž.
- Van 25 december 2017 t/m 18 januari 2018 heeft de Eredivisie een winterstop.

### Januari
- Op 3 januari vond de eerste training van het jaar 2018 plaats.
- Van 7 t/m 13 januari verbleef de selectie in Oliva (Valencia) voor een trainingskamp. De selectie werd aangevuld met Lars ten Teije, Thomas Oude Kotte, Gino Bosz, Bilal Bayazit, Jesse Schuurman, Anil Mercan en Hicham Acheffay. Afwezig zijn Navarone Foor, Maikel van der Werff en Charlie Colkett vanwege blessures en Alexander Büttner bleef bij de beloften vanwege een disciplinaire reden.
- Op 12 januari speelde Vitesse in een oefenwedstrijd gelijk met 1–1 tegen Heart of Midlothian FC. Het Vitesse-doelpunt werd gemaakt door Bryan Linssen. Tevens maakte de club bekend dat Henk Fraser, na het seizoen, stopt als hoofdtrainer van Vitesse.
- Op 14 januari won Jong Vitesse thuis tegen Be Quick 1887 met 3–2. De Vitesse-doelpunten werden gemaakt door Bo van Essen, Thomas Buitink en Gino Bosz.
- Op 15 januari werd Gerrit Jan Steenbergen, als vertegenwoordiger van de supportersvereniging, toegevoegd in het Stichtingsbestuur van Vitesse.
- Op 16 januari won Vitesse uit van Sparta Rotterdam met 0–1; dit betrof het inhalen van het afgelaste duel van 10 december. Het doelpunt werd gemaakt door Mason Mount.
- Op 20 januari speelde Vitesse het eerste thuisduel van het jaar tegen sc Heerenveen 1–1 gelijk. Het Vitesse-doelpunt kwam als eigen doelpunt op naam van Daniel Høegh.
- Op 21 januari verloor Jong Vitesse uit tegen VV UNA met 1–0.
- Op 27 januari won Vitesse uit van PEC Zwolle met 1–2. De Vitesse-doelpunten werden gemaakt door Bryan Linssen en Mason Mount.
- Op 28 januari won Jong Vitesse thuis tegen HBS met 3–2. De Vitesse-doelpunten werden gemaakt door Gino Bosz en Thomas Oude Kotte.
- Op 31 januari vertrok Milot Rashica per direct naar Werder Bremen. Charlie Colkett raakte voor de winterstop geblesseerd en keerde terug naar Chelsea FC om te revalideren. Zijn huurcontract werd daarom voortijdig ontbonden. De Russische Vjatsjeslav Karavajev tekende een contract voor 3,5 jaar bij Vitesse. De speler kwam over van Sparta Praag. Ook aanvaller Roy Beerens tekende een contract voor 3,5 jaar. Hij werd overgenomen van het Engelse Reading FC.

### Februari
- Op 2 februari won Vitesse thuis van FC Groningen met 2–0. De doelpunten werden gemaakt door Matt Miazga en Mason Mount. De wedstrijd was het debuut van Roy Beerens.
- Op 4 februari won Jong Vitesse thuis van Quick '20 met 2–1. De doelpunten werden gemaakt door Bo van Essen en Thomas Oude Kotte.
- Op 8 februari verloor Vitesse uit van ADO Den Haag met 1–0.
- Op 11 februari won Vitesse thuis van Feyenoord met 3–1. De Vitesse-doelpunten werden gemaakt door Bryan Linssen (2x) en Goeram Kasjia; de wedstrijd was tevens het debuut van Buitink en Karavaev. Daarnaast verloor Jong Vitesse op dezelfde dag uit van Jong De Graafschap met 3–0; dit betrof het inhalen van het afgelaste duel van 10 december.
- Op 17 februari verloor Vitesse thuis van Excelsior met 1–2. Het Vitesse-doelpunt werd gemaakt door Luc Castaignos.
- Op 18 februari verloor Jong Vitesse uit van VV De Meern met 1–0.
- Op 24 februari speelde Vitesse uit tegen VVV-Venlo met 2–2 gelijk. De Vitesse-doelpunten werden gemaakt door Nils Röseler (eigen doelpunt) en Mason Mount.
- Op 25 februari won Jong Vitesse thuis van USV Hercules met 3–1. De Vitesse-doelpunten werden gemaakt door Jesse Schuurman, Vyacheslav Karavaev en Mukhtar Ali.
- Op 27 februari maakte Vitesse bekend dat Marc van Hintum technisch directeur blijft tot het einde van het seizoen 2018/2019.

### Maart
- Op 4 maart won Vitesse thuis van Ajax met 3–2. De Vitesse-doelpunten werden gemaakt door Bryan Linssen (2x) en Navarone Foor. Daarnaast verloor Jong Vitesse uit van RKVV Westlandia met 2–1. Het Vitesse-doelpunt werd gemaakt door Jesse Schuurman.
- Op 11 maart verloor Vitesse uit tegen FC Utrecht met 5–1. Het Vitesse-doelpunt werd gemaakt door Navarone Foor. Daarentegen won Jong Vitesse thuis tegen OFC  met 5–2. De Vitesse-doelpunten werden gemaakt door Sven van Doorm, Lars ten Teije (2x), Bo van Essen en Gino Bosz
- Op 12 maart 2018 werd bekendgemaakt dat Leonid Sloetski een tweejarig contract heeft getekend bij Vitesse. Hij volgt hiermee Henk Fraser aankomend seizoen op als hoofdtrainer. Naast Sloetski maakt ook Oleg Jarovinski, voormalig assistent-trainer van de Rus bij CSKA Moskou en Hull City, de overstap naar Arnhem. Tevens maakte de club bekend dat de contracten van conditietrainer Jurgen Seegers en assistent-trainer Aleksandar Ranković niet worden verlengd.
- Op 17 maart speelde Vitesse thuis tegen Heracles Almelo met 0–0 gelijk.
- Op 18 maart won Jong Vitesse uit tegen OJC Rosmalen met 0–5. De doelpunten werden gemaakt door Anil Mercan, Thomas Oude Kotte, Thomas Buitink (2x) en Martijn Berden.
- Op 21 maart won Jong Vitesse een oefenwedstrijd uit tegen De Treffers met 0–1.
- Op 26 maart is het contract van Jeroen Houwen met drie jaar verlengd, tot de zomer van 2021.
- Op 29 maart maakte Vitesse bekend dat de aflopende verbintenis met Michael Tørnes formeel is opgezegd. De contracten van Jong Vitesse-spelers Stef Brummel, Boyd Lucassen, Jesse Schuurman, Bo van Essen, Younes Zakir en Azzedine Dkidak zijn met een jaar verlengd. De aflopende contracten van Gino Bosz, Leeroy Schorea, Cali Daniel en Jovi Munter zijn formeel opgezegd. Thomas Oude Kotte heeft de aanbieding om zijn aflopend contract te verlengen afgeslagen. Dennis van Beukering treedt vanaf volgend seizoen aan als trainer van Vitesse O19. Jeugdtrainers Michael Jansen, Ruud Knol, Ben van Dael en Charles Kazlauskas gaan de academie verlaten.
- Op 31 maart verloor Vitesse thuis van Roda JC Kerkrade met 0–3.

### April
- Op 1 april won Jong Vitesse thuis van VV Dongen met 3–0. De doelpunten werden gemaakt door Anil Mercan en Martijn Berden (2x).
- Op 7 april verloor Vitesse uit van NAC Breda met 1–0.
- Op 8 april won Jong Vitesse uit van JVC Cuijk met 0–3. De doelpunten werden gemaakt door Martijn Berden, Sven van Doorm en Bo van Essen.
- Op 11 april werd hoofdtrainer Henk Fraser per direct ontslagen wegens teleurstellende resultaten. Ook de contracten van assistenten Aleksandar Ranković en Jurgen Seegers zijn ontbonden. Edward Sturing neemt de taken over tot het einde van het seizoen.
- Op 14 april won Vitesse thuis van Sparta Rotterdam met 7–0. De doelpunten werden gemaakt door Bryan Linssen (2x), Thulani Serero, Roy Beerens, Sander Fischer (e.d.), Tim Matavž en Thomas Bruns. Dit is de grootste overwinning van Vitesse in de Eredivisie. De wedstrijd is het debuut van Jesse Schuurman.
- Op 15 april won Jong Vitesse thuis van ADO '20 met 9–2. De Vitesse-doelpunten werden gemaakt door Thomas Buitink (3x), Bo van Essen (3x), Gino Bosz (2x) en Anil Mercan.
- Op 18 april verloor Vitesse uit van AZ met 4–3. De Vitesse-doelpunten werden gemaakt door Bryan Linssen, Tim Matavž en Mason Mount.
- Op 22 april won Jong Vitesse uit van H.V. & C.V. Quick met 0–2. De doelpunten werden gemaakt door Anil Mercan en Bo van Essen.
- Op 29 april won Vitesse thuis van FC Twente met 5–0; de doelpunten werden gemaakt door Matavž (2x), Serero, Mount en Linssen. Met dit resultaat plaatste Vitesse zich voor de Play-offs om Europees voetbal en degradeerde FC Twente naar de Eerste divisie. Daarnaast won Jong Vitesse thuis van Jong De Graafschap met 3–2. De Vitesse-doelpunten werden gemaakt door Julian Lelieveld (2x) en Jesse Schuurman.

### Mei
- Op 5 mei speelde Jong Vitesse thuis tegen EVV met 1–1 gelijk. Het Vitesse-doelpunt werd gemaakt door Bo van Essen.
- Op 6 mei speelde Vitesse uit tegen Willem II met 2–2 gelijk. De Vitesse-doelpunten werden gemaakt door Matt Miazga en Tim Matavž.
- Op 8 mei tekende Khalid Karami een tweejarig contract, met een optie voor nog een seizoen. De verdediger komt transfervrij over van SBV Excelsior.
- Op 9 mei won Vitesse de eerste wedstrijd in de halve finale van de Play-offs om een ticket Europa League. Uit tegen ADO Den Haag werd het 2–5 met Vitesse-doelpunten van Mason Mount (3x), Tim Matavž en Bryan Linssen.
- Op 12 mei won Vitesse de return thuis tegen ADO Den Haag met 2–1. De Vitesse-doelpunten werden gemaakt door Mason Mount en Tim Matavž.
- Op 13 mei won Jong Vitesse uit tegen HSC '21 met 0–2. De Vitesse-doelpunten van Anil Mercan en Bo van Essen.
- Op 15 mei won Vitesse de eerste wedstrijd in de finale van de Play-offs om een ticket Europa League. Thuis tegen FC Utrecht werd het 3–2 met Vitesse-doelpunten van Mason Mount, Goeram Kasjia en Bryan Linssen.
- Op 19 mei won Vitesse de return uit tegen FC Utrecht met 1–2. De Vitesse-doelpunten werden gemaakt door Ramon Leeuwin (eigen doelpunt) en Matt Miazga. Door de winst plaatste Vitesse zich voor de tweede kwalificatieronde van de UEFA Europa League.
- Op 20 mei won Jong Vitesse thuis met 4–1 van Blauw Geel '38, waarmee de ploeg kampioen werd van de derde divisie. Jong Vitesse keert hierdoor in het komende seizoen terug in de tweede divisie. De Vitesse-doelpunten werden gemaakt door Lars ten Teije, Julian Lelieveld, Bo van Essen en Boyd Lukassen.
- Op 27 mei speelde Jong Vitesse uit tegen Be Quick 1887 met 3–3 gelijk. De Vitesse-doelpunten werden gemaakt door Gino Bosz (2x) en Martijn Berden.

## Tenue

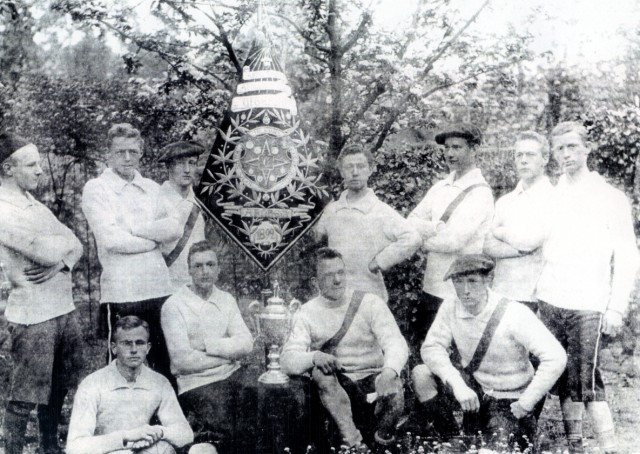
Vitesse met het vroegere blauw-witte tenue.

Vitesse speelt en traint in het seizoen 2017/'18 voor het vierde seizoen op rij in kleding van Macron, met shirtsponsors: SWOOP (hoofdsponsor), Prins Petfoods (achterop), DunoAir (broek) en Clean Mat Trucks (mouw). Het thuis-tenue werd op 27 april 2017 gepresenteerd in de week van de bekerfinale tegen AZ, met zwarte broek en sokken. Op 14 mei 2017 speelde Vitesse tegen Roda JC alvast met het nieuwe uit-tenue van dit seizoen; het speciale jubileumshirt heeft de Arnhemse kleuren wit en blauw.
In de Airborne-duel op 17 september 2017 droeg het elftal een speciaal Airborne-tenue met een blauw-rood shirt en witte broek en sokken.
| Thuis | Uit | Airborne |

## Clubstatistieken seizoen 2017/18

### Eindstand in Nederlandse Eredivisie
| Stand | Gespeeld | Gewonnen | Gelijk | Verloren | Punten | Doelpunten voor | Doelpunten tegen | Gele kaarten | Twee gele kaarten | Rode kaarten |
| ----- | -------- | -------- | ------ | -------- | ------ | --------------- | ---------------- | ------------ | ----------------- | ------------ |
| 6     | 34       | 13       | 10     | 11       | 49     | 63              | 47               | 50           | 0                 | 0            |

### Stand, punten en doelpunten per speelronde
Winst
Gelijk
Verlies
| Speelronde              | 1           | 2           | 3           | 4           | 5           | 6           | 7           | 8           | 9           | 10          | 11          | 12          | 13          | 14          | 16          | 17          | 18          | 15          | 19          | 20          | 21          | 22          | 23          | 24          | 25          | 26          | 27          | 28          | 29          | 30          | 31             | 32             | 33             | 34             |
| ----------------------- | ----------- | ----------- | ----------- | ----------- | ----------- | ----------- | ----------- | ----------- | ----------- | ----------- | ----------- | ----------- | ----------- | ----------- | ----------- | ----------- | ----------- | ----------- | ----------- | ----------- | ----------- | ----------- | ----------- | ----------- | ----------- | ----------- | ----------- | ----------- | ----------- | ----------- | -------------- | -------------- | -------------- | -------------- |
| Trainer                 | Henk Fraser | Henk Fraser | Henk Fraser | Henk Fraser | Henk Fraser | Henk Fraser | Henk Fraser | Henk Fraser | Henk Fraser | Henk Fraser | Henk Fraser | Henk Fraser | Henk Fraser | Henk Fraser | Henk Fraser | Henk Fraser | Henk Fraser | Henk Fraser | Henk Fraser | Henk Fraser | Henk Fraser | Henk Fraser | Henk Fraser | Henk Fraser | Henk Fraser | Henk Fraser | Henk Fraser | Henk Fraser | Henk Fraser | Henk Fraser | Sturing (a.i.) | Sturing (a.i.) | Sturing (a.i.) | Sturing (a.i.) |
| Punten per speelronde   | 3           | 3           | 0           | 3           | 1           | 3           | 1           | 1           | 3           | 0           | 1           | 0           | 3           | 0           | 1           | 1           | 0           | 3           | 1           | 3           | 3           | 0           | 3           | 0           | 1           | 3           | 0           | 1           | 0           | 0           | 3              | 0              | 3              | 1              |
| Punten na speelronde    | 3           | 6           | 6           | 9           | 10          | 13          | 14          | 15          | 18          | 18          | 19          | 19          | 22          | 22          | 23          | 24          | 24          | 27          | 28          | 31          | 34          | 34          | 37          | 37          | 38          | 41          | 41          | 42          | 42          | 42          | 45             | 45             | 48             | 49             |
| Stand na speelronde     | 1           | 1           | 4           | 2           | 5           | 3           | 3           | 4           | 3           | 5           | 5           | 6           | 6           | 7           | 7           | 7           | 8           | 7           | 7           | 6           | 6           | 7           | 7           | 7           | 7           | 6           | 6           | 6           | 7           | 7           | 6              | 7              | 6              | 6              |
| Goals per speelronde    | 4           | 3           | 1           | 3           | 1           | 2           | 1           | 1           | 4           | 2           | 0           | 2           | 2           | 0           | 2           | 1           | 1           | 1           | 1           | 2           | 2           | 0           | 3           | 1           | 2           | 3           | 1           | 0           | 0           | 0           | 7              | 3              | 5              | 2              |
| Goals na speelronde     | 4           | 7           | 8           | 11          | 12          | 14          | 15          | 16          | 20          | 22          | 22          | 24          | 26          | 26          | 28          | 29          | 30          | 31          | 32          | 34          | 36          | 36          | 39          | 40          | 42          | 45          | 46          | 46          | 46          | 46          | 53             | 56             | 61             | 63             |
| Doelsaldo na speelronde | +3          | +5          | +4          | +7          | +7          | +8          | +8          | +8          | +12         | +10         | +10         | +8          | +10         | +9          | +9          | +9          | +8          | +9          | +9          | +10         | +12         | +11         | +13         | +12         | +12         | +13         | +9          | +9          | +6          | +5          | +12            | +11            | +16            | +16            |

| (Eind)stand            | Kwalificatie voor                                 |
| ---------------------- | ------------------------------------------------- |
| 1e                     | Derde voorronde Champions League                  |
| 2e                     | Tweede voorronde Champions League                 |
| 3e                     | Tweede voorronde Europa League                    |
| 4e t/m 7e 5e t/m 8e*   | Play-offs voor de tweede voorronde Europa League  |
|                        | KNVB beker winnaar, derde voorronde Europa League |
| 8e t/m 15e 9e t/m 15e* | –                                                 |
| 16e & 17e              | Play-offs tegen degradatie naar de Eerste divisie |
| 18e                    | Degradatie naar de Eerste divisie                 |

* Omdat FC Twente dit seizoen als straf geen kans had op Europees voetbal gaf plaats 8 ook deelname aan de play-offs als FC Twente in de top 7 zou eindigen. Omdat bekerwinnaar Feyenoord op plaats 4 eindigde gaven uiteindelijk plaatsen 5 t/m 8 toegang tot de play-offs.

### Toeschouwersaantallen
| Tegenstander              | ADO    | AJA    | AZ     | EXC    | FEY    | GRO    | HEE    | HER    | NAC    | PEC    | PSV    | RJC    | SPA                   | TWE    | UTR    | VVV    | WIL    | Totaal (Gem.)    |
| ------------------------- | ------ | ------ | ------ | ------ | ------ | ------ | ------ | ------ | ------ | ------ | ------ | ------ | --------------------- | ------ | ------ | ------ | ------ | ---------------- |
| Vitesse thuis (GelreDome) | 14.754 | 19.876 | 15.131 | 15.432 | 16.459 | 14.675 | 15.363 | 16.231 | 13.921 | 18.349 | 18.232 | 16.591 | 16.345                | 17.939 | 15.432 | 15.213 | 13.961 | 273.904 (16.112) |
| Vitesse uit               | 82     | 158    | 41     | 291    | 158    | 510    | 95     | 288    | 230    | 190    | 77     | 163    | 484 en 490 (afgelast) | 121    | 372    | 264    | 375    | 4.389 (244)      |

### Topscorers
| Nr.                         | Naam                        | Goal |
| --------------------------- | --------------------------- | ---- |
| 1.                          | Bryan Linssen               | 15   |
| 2.                          | Tim Matavž                  | 14   |
| 3.                          | Mason Mount                 | 9    |
| 4.                          | Thomas Bruns                | 3    |
| 4.                          | Navarone Foor               | 3    |
| 4.                          | Goeram Kasjia               | 3    |
| 4.                          | Matt Miazga                 | 3    |
| 4.                          | Milot Rashica               | 3    |
| 9.                          | Luc Castaignos              | 2    |
| 9.                          | Thulani Serero              | 2    |
| 11.                         | Roy Beerens                 | 1    |
| Eigen doelpunt tegenstander | Eigen doelpunt tegenstander | 5    |
| Totaal                      | Totaal                      | 63   |

| Nr.                         | Naam                        | Goal |
| --------------------------- | --------------------------- | ---- |
| 1.                          | Mason Mount                 | 5    |
| 2.                          | Bryan Linssen               | 2    |
| 2.                          | Tim Matavž                  | 2    |
| 4.                          | Goeram Kasjia               | 1    |
| 4.                          | Matt Miazga                 | 1    |
| Eigen doelpunt tegenstander | Eigen doelpunt tegenstander | 1    |
| Totaal                      | Totaal                      | 12   |

| Nr.    | Naam   | Goal |
| ------ | ------ | ---- |
| -      | -      | -    |
| Totaal | Totaal | 0    |

| Nr.    | Naam           | Goal |
| ------ | -------------- | ---- |
| 1.     | Bryan Linssen  | 2    |
| 2.     | Thomas Bruns   | 1    |
| 2.     | Luc Castaignos | 1    |
| 2.     | Tim Matavž     | 1    |
| Totaal | Totaal         | 5    |

| Nr.    | Naam              | Goal |
| ------ | ----------------- | ---- |
| 1.     | Alexander Büttner | 1    |
| Totaal | Totaal            | 1    |

| Nr.                         | Naam                        | Goal |
| --------------------------- | --------------------------- | ---- |
| 1.                          | Bryan Linssen               | 19   |
| 2.                          | Tim Matavž                  | 17   |
| 3.                          | Mason Mount                 | 14   |
| 4.                          | Thomas Bruns                | 4    |
| 4.                          | Goeram Kasjia               | 4    |
| 4.                          | Matt Miazga                 | 4    |
| 7.                          | Luc Castaignos              | 3    |
| 7.                          | Navarone Foor               | 3    |
| 7.                          | Milot Rashica               | 3    |
| 10.                         | Thulani Serero              | 2    |
| 11.                         | Roy Beerens                 | 1    |
| 11.                         | Alexander Büttner           | 1    |
| Eigen doelpunt tegenstander | Eigen doelpunt tegenstander | 6    |
| Totaal                      | Totaal                      | 81   |

## Staf eerste elftal 2017/18
Voorafgaand aan het seizoen vonden een aantal wijzigingen plaats in de staf van het eerste elftal:
- Assistent-trainer Andy Myers vertrok bij Vitesse. Als vervanger werd Aleksandar Ranković aangesteld.
- Op 23 juni 2017 werd Nicky Hofs als derde assistent-trainer aangesteld.
- Keeperstrainer Raimond van der Gouw verlengde zijn contract in juni 2017 met twee jaar tot medio 2019.[17]

Op 11 april 2018 werd hoofdtrainer Henk Fraser per direct ontslagen; ook de contracten van assistenten Aleksandar Ranković en Jurgen Seegers werden ontbonden. Edward Sturing nam de taken van hoofdtrainer als interim over tot het einde van het seizoen en Joseph Oosting en Jan van Norel werden in de staf aangesteld ter ondersteuning.
Overzicht staf eerste elftal
|                    | Naam                 | Functie                                                   | Contract tot                          |
| ------------------ | -------------------- | --------------------------------------------------------- | ------------------------------------- |
| Vlag van Nederland | Henk Fraser          | Hoofdtrainer / coach                                      | 30 juni 2018, ontbonden 11 april 2018 |
| Vlag van Nederland | Edward Sturing       | Assistent-trainer; interim hoofdtrainer per 11 april 2018 | 30 juni 2019                          |
| Vlag van Servië    | Aleksandar Ranković  | Assistent-trainer                                         | 30 juni 2018, ontbonden 11 april 2018 |
| Vlag van Nederland | Nicky Hofs           | Assistent-trainer                                         | 30 juni 2019                          |
| Vlag van Nederland | Joseph Oosting       | Assistent-trainer (interim), per 11 april 2018            |                                       |
| Vlag van Nederland | Raimond van der Gouw | Keepers- en assistent-trainer                             | 30 juni 2019                          |
| Vlag van Nederland | Jurgen Seegers       | Fysiek- en assistent-trainer                              | 30 juni 2018, ontbonden 11 april 2018 |
| Vlag van Nederland | Jan van Norel        | Fysiek-trainer (interim), per 11 april 2018               |                                       |
| Vlag van Nederland | Kevin Balvers        | Videoanalist                                              | 30 juni 2020                          |
| Vlag van Nederland | Pieter Sengkerij     | Clubarts                                                  |                                       |
| Vlag van Nederland | Jos Kortekaas        | Coördinator medische staf / fysiotherapeut                |                                       |
| Vlag van Nederland | Jesper Gabriëls      | Fysiotherapeut                                            |                                       |
| Vlag van Nederland | Mirjam Clifford      | Teammanager                                               |                                       |
| Vlag van Nederland | Frits Hartemink      | Materiaalman                                              |                                       |
| Vlag van Nederland | Marco Rou            | Materiaalman                                              |                                       |

## Selectie in het seizoen 2017/18
Tot de selectie 2017/18 worden alle spelers gerekend die gedurende (een deel van) het seizoen tot de selectie van het eerste elftal hebben behoord volgens de Vitesse-website, dus ook als ze bijvoorbeeld geen wedstrijd gespeeld hebben of tijdens het seizoen zijn vertrokken naar een andere club. De spelers van Jong Vitesse worden hier ook tot de selectie gerekend, als ze bij minimaal één officiële wedstrijd van het eerste elftal tot de wedstrijdselectie behoorden.

### Selectie
| Nr.             | Nat.                                  | Naam                  | Contract        | Geboortedatum     | Seizoen         | Vorige club                       | Debuut Vitesse    |
| Doelverdediging | Doelverdediging                       | Doelverdediging       | Doelverdediging | Doelverdediging   | Doelverdediging | Doelverdediging                   | Doelverdediging   |
| --------------- | ------------------------------------- | --------------------- | --------------- | ----------------- | --------------- | --------------------------------- | ----------------- |
| 40              | Vlag van Nederland                    | Bilal Bayazit*1       | 2021            | 8 april 1999      | 1e              | Vitesse Voetbal Academie          | –                 |
| 24              | Vlag van Nederland                    | Jeroen Houwen         | 2021            | 18 februari 1996  | 5e              | Vitesse Voetbal Academie          | 19 november 2017  |
| 22              | Vlag van Nederland                    | Remko Pasveer         | 2020            | 8 november 1983   | 1e              | PSV                               | 5 augustus 2017   |
| 01              | Vlag van Curaçao · Vlag van Nederland | Eloy Room*2           | 2018            | 6 februari 1989   | 10e             | Go Ahead Eagles (verhuur Vitesse) | 8 maart 2009      |
| 21              | Vlag van Denemarken                   | Michael Tørnes        | 2018            | 8 januari 1986    | 2e              | Odense BK                         | 14 december 2016  |
| Verdediging     |                                       |                       |                 |                   |                 |                                   |                   |
| 51              | Vlag van Nederland                    | Gino Bosz*1           | 2018            | 23 april 1993     | 3e              | SC Cambuur                        | 3 oktober 2014    |
| 28              | Vlag van Nederland                    | Alexander Büttner     | 2019            | 11 februari 1989  | 7e              | Dinamo Moskou                     | 15 maart 2008     |
| 02              | Vlag van Engeland                     | Fankaty Dabo          | 2018 (huur)     | 11 oktober 1995   | 1e              | Chelsea FC                        | 5 augustus 2017   |
| 43              | Vlag van Nederland                    | Lassana Faye          | 2019            | 15 juni 1998      | 2e              | Vitesse Voetbal Academie          | 14 december 2016  |
| 08              | Vlag van Rusland                      | Vjatsjeslav Karavajev | 2021            | 20 mei 1995       | 1e              | Sparta Praag                      | 11 februari 2018  |
| 37              | Vlag van Georgië                      | Goeram Kasjia         | 2020            | 7 april 1987      | 8e              | FC Dinamo Tbilisi                 | 18 september 2010 |
| 06              | Vlag van Nederland                    | Arnold Kruiswijk      | 2019            | 2 november 1984   | 4e              | sc Heerenveen                     | 10 augustus 2014  |
| 29              | Vlag van Nederland                    | Julian Lelieveld      | 2020            | 24 november 1997  | 3e              | Vitesse Voetbal Academie          | 30 juli 2015      |
| 44              | Vlag van Nederland                    | Boyd Lucassen*1       | 2019            | 1 juli 1998       | 1e              | Vitesse Voetbal Academie          | –                 |
| 05              | Vlag van Verenigde Staten             | Matt Miazga           | 2018 (huur)     | 19 juli 1995      | 2e              | Chelsea FC                        | 22 september 2016 |
| 50              | Vlag van Nederland                    | Thomas Oude Kotte*1   | 2018            | 20 maart 1996     | 3e              | Vitesse Voetbal Academie          | 19 april 2016     |
| 03              | Vlag van Nederland                    | Maikel van der Werff  | 2019            | 22 april 1989     | 3e              | PEC Zwolle                        | 6 augustus 2015   |
| Middenveld      |                                       |                       |                 |                   |                 |                                   |                   |
| 23              | Vlag van Engeland · Vlag van Somalië  | Mukhtar Ali           | 2020            | 30 oktober 1997   | 2e              | Chelsea FC                        | 19 februari 2017  |
| 10              | Vlag van Nederland                    | Thomas Bruns          | 2021            | 7 januari 1992    | 1e              | Heracles Almelo                   | 5 augustus 2017   |
| 41              | Vlag van Nederland                    | Julian Calor          | 2019            | 27 januari 1997   | 2e              | RKC Waalwijk                      | 21 januari 2017   |
| 08              | Vlag van Engeland                     | Charlie Colkett*2     | 2018 (huur)     | 4 september 1996  | 1e              | Chelsea FC                        | 5 augustus 2017   |
| 25              | Vlag van Nederland                    | Navarone Foor         | 2020            | 4 februari 1992   | 2e              | NEC                               | 11 september 2016 |
| 19              | Vlag van Engeland                     | Mason Mount           | 2018 (huur)     | 10 januari 1999   | 1e              | Chelsea FC                        | 26 augustus 2017  |
| 20              | Vlag van Nederland · Vlag van Syrië   | Mohammed Osman*2      | 2018            | 1 januari 1994    | 3e              | Vitesse Voetbal Academie          | 14 augustus 2015  |
| 48              | Vlag van Nederland                    | Jesse Schuurman*1     | 2019            | 11 maart 1998     | 1e              | Vitesse Voetbal Academie          | 14 april 2018     |
| 17              | Vlag van Zuid-Afrika                  | Thulani Serero        | 2020            | 11 april 1990     | 1e              | AFC Ajax                          | 5 augustus 2017   |
| Aanval          |                                       |                       |                 |                   |                 |                                   |                   |
| 07              | Vlag van Nederland                    | Roy Beerens           | 2021            | 22 december 1987  | 1e              | Reading FC                        | 2 februari 2018   |
| 39              | Vlag van Nederland                    | Martijn Berden*1      | 2018            | 29 juli 1997      | 1e              | Vitesse Voetbal Academie          | –                 |
| 16              | Vlag van Nederland                    | Mitchell van Bergen   | 2020            | 27 augustus 1999  | 3e              | Vitesse Voetbal Academie          | 18 december 2015  |
| 42              | Vlag van Nederland                    | Thomas Buitink*1      | 2019            | 14 juni 2000      | 1e              | Vitesse Voetbal Academie          | 11 februari 2018  |
| 14              | Vlag van Nederland                    | Luc Castaignos        | 2018 (huur)     | 27 september 1992 | 1e              | Sporting Lissabon                 | 12 augustus 2017  |
| 11              | Vlag van Nederland                    | Bryan Linssen         | 2020            | 8 oktober 1990    | 1e              | FC Groningen                      | 5 augustus 2017   |
| 09              | Vlag van Slovenië                     | Tim Matavž            | 2020            | 13 januari 1989   | 1e              | FC Augsburg                       | 5 augustus 2017   |
| 07              | Vlag van Kosovo · Vlag van Albanië    | Milot Rashica*2       | 2020            | 28 juni 1996      | 3e              | KF Kosova Vushtrri                | 30 juli 2015      |
| 47              | Vlag van Nederland                    | Lars ten Teije*1      | 2020            | 3 april 1998      | 1e              | Vitesse Voetbal Academie          | 9 september 2017  |

*1 Betreft een speler van Jong Vitesse die bij minimaal één wedstrijd tot de wedstrijdselectie behoorde.

*2 Betreft een speler die gedurende het seizoen vertrok naar een andere club.

### Statistieken
Legenda
| - W Wedstrijden - Doelpunten | - Gele kaarten (inclusief 2× geel) - 2× gele kaart in 1 wedstrijd - Rode kaarten (inclusief 2× geel) | - B Bankzitter, zonder speeltijd - min Speelminuten (exclusief blessuretijd) |

| Naam                 | Eredivisie      | Eredivisie      | Eredivisie      | Eredivisie      | Eredivisie      | Eredivisie      | Eredivisie      |                 | Play-offs       | Play-offs       | Play-offs       | Play-offs       | Play-offs       | Play-offs       | Play-offs       |                 | KNVB beker      | KNVB beker      | KNVB beker      | KNVB beker      | KNVB beker      | KNVB beker      | KNVB beker      |                 | Europa League   | Europa League   | Europa League   | Europa League   | Europa League   | Europa League   | Europa League   |                      | Johan Cruijff Schaal | Johan Cruijff Schaal | Johan Cruijff Schaal | Johan Cruijff Schaal | Johan Cruijff Schaal | Johan Cruijff Schaal | Johan Cruijff Schaal |                 | Totaal          | Totaal          | Totaal          | Totaal          | Totaal          | Totaal          | Totaal          |
| Naam                 | W               |                 |                 |                 |                 | B               | min             |                 | W               |                 |                 |                 |                 | B               | min             |                 | W               |                 |                 |                 |                 | B               | min             |                 | W               |                 |                 |                 |                 | B               | min             |                      | W                    |                      |                      |                      |                      | B                    | min                  |                 | W               |                 |                 |                 |                 | B               | min             |
| Doelverdediging      | Doelverdediging | Doelverdediging | Doelverdediging | Doelverdediging | Doelverdediging | Doelverdediging | Doelverdediging | Doelverdediging | Doelverdediging | Doelverdediging | Doelverdediging | Doelverdediging | Doelverdediging | Doelverdediging | Doelverdediging | Doelverdediging | Doelverdediging | Doelverdediging | Doelverdediging | Doelverdediging | Doelverdediging | Doelverdediging | Doelverdediging | Doelverdediging | Doelverdediging | Doelverdediging | Doelverdediging | Doelverdediging | Doelverdediging | Doelverdediging | Doelverdediging | Doelverdediging      | Doelverdediging      | Doelverdediging      | Doelverdediging      | Doelverdediging      | Doelverdediging      | Doelverdediging      | Doelverdediging      | Doelverdediging | Doelverdediging | Doelverdediging | Doelverdediging | Doelverdediging | Doelverdediging | Doelverdediging | Doelverdediging |
| -------------------- | --------------- | --------------- | --------------- | --------------- | --------------- | --------------- | --------------- | --------------- | --------------- | --------------- | --------------- | --------------- | --------------- | --------------- | --------------- | --------------- | --------------- | --------------- | --------------- | --------------- | --------------- | --------------- | --------------- | --------------- | --------------- | --------------- | --------------- | --------------- | --------------- | --------------- | --------------- | -------------------- | -------------------- | -------------------- | -------------------- | -------------------- | -------------------- | -------------------- | -------------------- | --------------- | --------------- | --------------- | --------------- | --------------- | --------------- | --------------- | --------------- |
| Bilal Bayazit        | 0               | 0               | 0               | 0               | 0               | 7               | 0               |                 | 0               | 0               | 0               | 0               | 0               | 1               | 0               |                 | 0               | 0               | 0               | 0               | 0               | 0               | 0               |                 | 0               | 0               | 0               | 0               | 0               | 0               | 0               |                      | 0                    | 0                    | 0                    | 0                    | 0                    | 0                    | 0                    |                 | 0               | 0               | 0               | 0               | 0               | 8               | 0               |
| Jeroen Houwen        | 8               | 0               | 0               | 0               | 0               | 25              | 720             |                 | 4               | 0               | 0               | 0               | 0               | 0               | 360             |                 | 0               | 0               | 0               | 0               | 0               | 1               | 0               |                 | 0               | 0               | 0               | 0               | 0               | 6               | 0               |                      | 0                    | 0                    | 0                    | 0                    | 0                    | 1                    | 0                    |                 | 12              | 0               | 0               | 0               | 0               | 33              | 1080            |
| Remko Pasveer        | 26              | 0               | 1               | 0               | 0               | 7               | 2340            |                 | 0               | 0               | 0               | 0               | 0               | 4               | 0               |                 | 1               | 0               | 0               | 0               | 0               | 0               | 120             |                 | 6               | 0               | 0               | 0               | 0               | 0               | 540             |                      | 1                    | 0                    | 0                    | 0                    | 0                    | 0                    | 90                   |                 | 34              | 0               | 1               | 0               | 0               | 11              | 3090            |
| Eloy Room            | 0               | 0               | 0               | 0               | 0               | 1               | 0               |                 | 0               | 0               | 0               | 0               | 0               | 0               | 0               |                 | 0               | 0               | 0               | 0               | 0               | 0               | 0               |                 | 0               | 0               | 0               | 0               | 0               | 0               | 0               |                      | 0                    | 0                    | 0                    | 0                    | 0                    | 0                    | 0                    |                 | 0               | 0               | 0               | 0               | 0               | 1               | 0               |
| Michael Tørnes       | 0               | 0               | 0               | 0               | 0               | 13              | 0               |                 | 0               | 0               | 0               | 0               | 0               | 3               | 0               |                 | 0               | 0               | 0               | 0               | 0               | 1               | 0               |                 | 0               | 0               | 0               | 0               | 0               | 0               | 0               |                      | 0                    | 0                    | 0                    | 0                    | 0                    | 1                    | 0                    |                 | 0               | 0               | 0               | 0               | 0               | 18              | 0               |
| Verdediging          |                 |                 |                 |                 |                 |                 |                 |                 |                 |                 |                 |                 |                 |                 |                 |                 |                 |                 |                 |                 |                 |                 |                 |                 |                 |                 |                 |                 |                 |                 |                 |                      |                      |                      |                      |                      |                      |                      |                      |                 |                 |                 |                 |                 |                 |                 |                 |
| Gino Bosz            | 0               | 0               | 0               | 0               | 0               | 7               | 0               |                 | 0               | 0               | 0               | 0               | 0               | 0               | 0               |                 | 0               | 0               | 0               | 0               | 0               | 0               | 0               |                 | 0               | 0               | 0               | 0               | 0               | 1               | 0               |                      | 0                    | 0                    | 0                    | 0                    | 0                    | 0                    | 0                    |                 | 0               | 0               | 0               | 0               | 0               | 8               | 0               |
| Alexander Büttner    | 17              | 0               | 3               | 0               | 0               | 3               | 1385            |                 | 4               | 0               | 0               | 0               | 0               | 0               | 324             |                 | 1               | 0               | 0               | 0               | 0               | 0               | 120             |                 | 4               | 0               | 3               | 1               | 1               | 0               | 271             |                      | 1                    | 1                    | 0                    | 0                    | 0                    | 0                    | 87                   |                 | 27              | 1               | 6               | 1               | 1               | 3               | 2187            |
| Fankaty Dabo         | 26              | 0               | 3               | 0               | 0               | 8               | 2087            |                 | 1               | 0               | 0               | 0               | 0               | 3               | 35              |                 | 1               | 0               | 0               | 0               | 0               | 0               | 55              |                 | 5               | 0               | 0               | 0               | 0               | 1               | 362             |                      | 1                    | 0                    | 0                    | 0                    | 0                    | 0                    | 90                   |                 | 34              | 0               | 3               | 0               | 0               | 12              | 2629            |
| Lassana Faye         | 19              | 0               | 3               | 0               | 0               | 15              | 1566            |                 | 1               | 0               | 0               | 0               | 0               | 3               | 36              |                 | 0               | 0               | 0               | 0               | 0               | 1               | 0               |                 | 5               | 0               | 0               | 0               | 0               | 1               | 263             |                      | 1                    | 0                    | 0                    | 0                    | 0                    | 0                    | 3                    |                 | 26              | 0               | 3               | 0               | 0               | 20              | 1868            |
| Vyacheslav Karavaev  | 11              | 0               | 0               | 0               | 0               | 2               | 748             |                 | 4               | 0               | 0               | 0               | 0               | 0               | 325             |                 | 0               | 0               | 0               | 0               | 0               | 0               | 0               |                 | 0               | 0               | 0               | 0               | 0               | 0               | 0               |                      | 0                    | 0                    | 0                    | 0                    | 0                    | 0                    | 0                    |                 | 15              | 0               | 0               | 0               | 0               | 2               | 1073            |
| Goeram Kasjia        | 32              | 3               | 3               | 0               | 0               | 2               | 2744            |                 | 4               | 1               | 2               | 0               | 0               | 0               | 360             |                 | 0               | 0               | 0               | 0               | 0               | 1               | 0               |                 | 6               | 0               | 0               | 0               | 0               | 0               | 517             |                      | 1                    | 0                    | 0                    | 0                    | 0                    | 0                    | 90                   |                 | 43              | 4               | 5               | 0               | 0               | 3               | 3711            |
| Arnold Kruiswijk     | 4               | 0               | 0               | 0               | 0               | 4               | 225             |                 | 0               | 0               | 0               | 0               | 0               | 2               | 0               |                 | 0               | 0               | 0               | 0               | 0               | 0               | 0               |                 | 0               | 0               | 0               | 0               | 0               | 0               | 0               |                      | 1                    | 0                    | 0                    | 0                    | 0                    | 0                    | 90                   |                 | 5               | 0               | 0               | 0               | 0               | 6               | 315             |
| Julian Lelieveld     | 4               | 0               | 2               | 0               | 0               | 18              | 252             |                 | 0               | 0               | 0               | 0               | 0               | 0               | 0               |                 | 1               | 0               | 0               | 0               | 0               | 0               | 65              |                 | 2               | 0               | 1               | 0               | 0               | 3               | 171             |                      | 0                    | 0                    | 0                    | 0                    | 0                    | 1                    | 0                    |                 | 7               | 0               | 3               | 0               | 0               | 22              | 488             |
| Boyd Lucassen        | 0               | 0               | 0               | 0               | 0               | 1               | 0               |                 | 0               | 0               | 0               | 0               | 0               | 0               | 0               |                 | 0               | 0               | 0               | 0               | 0               | 0               | 0               |                 | 0               | 0               | 0               | 0               | 0               | 0               | 0               |                      | 0                    | 0                    | 0                    | 0                    | 0                    | 0                    | 0                    |                 | 0               | 0               | 0               | 0               | 0               | 1               | 0               |
| Matt Miazga          | 32              | 3               | 6               | 0               | 0               | 0               | 2639            |                 | 4               | 1               | 2               | 0               | 0               | 0               | 360             |                 | 1               | 0               | 0               | 0               | 0               | 0               | 120             |                 | 6               | 0               | 1               | 0               | 0               | 0               | 540             |                      | 0                    | 0                    | 0                    | 0                    | 0                    | 1                    | 0                    |                 | 43              | 4               | 9               | 0               | 0               | 1               | 3659            |
| Thomas Oude Kotte    | 7               | 0               | 1               | 0               | 0               | 9               | 376             |                 | 0               | 0               | 0               | 0               | 0               | 0               | 0               |                 | 0               | 0               | 0               | 0               | 0               | 0               | 0               |                 | 1               | 0               | 0               | 0               | 0               | 1               | 90              |                      | 0                    | 0                    | 0                    | 0                    | 0                    | 0                    | 0                    |                 | 8               | 0               | 1               | 0               | 0               | 10              | 466             |
| Maikel van der Werff | 12              | 0               | 2               | 0               | 0               | 8               | 620             |                 | 2               | 0               | 0               | 0               | 0               | 2               | 23              |                 | 1               | 0               | 0               | 0               | 0               | 0               | 120             |                 | 1               | 0               | 0               | 0               | 0               | 1               | 90              |                      | 0                    | 0                    | 0                    | 0                    | 0                    | 1                    | 0                    |                 | 16              | 0               | 2               | 0               | 0               | 12              | 853             |
| Middenveld           |                 |                 |                 |                 |                 |                 |                 |                 |                 |                 |                 |                 |                 |                 |                 |                 |                 |                 |                 |                 |                 |                 |                 |                 |                 |                 |                 |                 |                 |                 |                 |                      |                      |                      |                      |                      |                      |                      |                      |                 |                 |                 |                 |                 |                 |                 |                 |
| Mukhtar Ali          | 3               | 0               | 0               | 0               | 0               | 29              | 61              |                 | 2               | 0               | 0               | 0               | 0               | 2               | 19              |                 | 0               | 0               | 0               | 0               | 0               | 0               | 0               |                 | 1               | 0               | 0               | 0               | 0               | 3               | 12              |                      | 0                    | 0                    | 0                    | 0                    | 0                    | 1                    | 0                    |                 | 6               | 0               | 0               | 0               | 0               | 35              | 92              |
| Thomas Bruns         | 29              | 3               | 6               | 0               | 0               | 4               | 1936            |                 | 3               | 0               | 1               | 0               | 0               | 1               | 112             |                 | 1               | 0               | 0               | 0               | 0               | 0               | 72              |                 | 5               | 1               | 2               | 0               | 0               | 1               | 435             |                      | 1                    | 0                    | 1                    | 0                    | 0                    | 0                    | 77                   |                 | 39              | 4               | 10              | 0               | 0               | 6               | 2632            |
| Julian Calor         | 0               | 0               | 0               | 0               | 0               | 0               | 0               |                 | 0               | 0               | 0               | 0               | 0               | 0               | 0               |                 | 0               | 0               | 0               | 0               | 0               | 0               | 0               |                 | 0               | 0               | 0               | 0               | 0               | 0               | 0               |                      | 0                    | 0                    | 0                    | 0                    | 0                    | 0                    | 0                    |                 | 0               | 0               | 0               | 0               | 0               | 0               | 0               |
| Charlie Colkett      | 6               | 0               | 0               | 0               | 0               | 8               | 178             |                 | 0               | 0               | 0               | 0               | 0               | 0               | 0               |                 | 1               | 0               | 0               | 0               | 0               | 0               | 48              |                 | 3               | 0               | 0               | 0               | 0               | 3               | 66              |                      | 1                    | 0                    | 0                    | 0                    | 0                    | 0                    | 13                   |                 | 11              | 0               | 0               | 0               | 0               | 11              | 305             |
| Navarone Foor        | 30              | 3               | 2               | 0               | 0               | 1               | 2285            |                 | 4               | 0               | 0               | 0               | 0               | 0               | 348             |                 | 1               | 0               | 0               | 0               | 0               | 0               | 120             |                 | 5               | 0               | 0               | 0               | 0               | 0               | 337             |                      | 1                    | 0                    | 0                    | 0                    | 0                    | 0                    | 90                   |                 | 41              | 3               | 2               | 0               | 0               | 1               | 3180            |
| Mason Mount          | 29              | 9               | 3               | 0               | 0               | 5               | 2161            |                 | 3               | 5               | 2               | 0               | 0               | 0               | 267             |                 | 1               | 0               | 0               | 0               | 0               | 0               | 120             |                 | 6               | 0               | 1               | 0               | 0               | 0               | 366             |                      | 0                    | 0                    | 0                    | 0                    | 0                    | 1                    | 0                    |                 | 39              | 14              | 6               | 0               | 0               | 6               | 2914            |
| Mohammed Osman       | 0               | 0               | 0               | 0               | 0               | 0               | 0               |                 | 0               | 0               | 0               | 0               | 0               | 0               | 0               |                 | 0               | 0               | 0               | 0               | 0               | 0               | 0               |                 | 0               | 0               | 0               | 0               | 0               | 0               | 0               |                      | 0                    | 0                    | 0                    | 0                    | 0                    | 0                    | 0                    |                 | 0               | 0               | 0               | 0               | 0               | 0               | 0               |
| Jesse Schuurman      | 1               | 0               | 0               | 0               | 0               | 7               | 2               |                 | 0               | 0               | 0               | 0               | 0               | 1               | 0               |                 | 0               | 0               | 0               | 0               | 0               | 0               | 0               |                 | 0               | 0               | 0               | 0               | 0               | 0               | 0               |                      | 0                    | 0                    | 0                    | 0                    | 0                    | 0                    | 0                    |                 | 1               | 0               | 0               | 0               | 0               | 8               | 2               |
| Thulani Serero       | 29              | 2               | 3               | 0               | 0               | 3               | 2329            |                 | 4               | 0               | 0               | 0               | 0               | 0               | 323             |                 | 0               | 0               | 0               | 0               | 0               | 1               | 0               |                 | 4               | 0               | 2               | 0               | 0               | 0               | 316             |                      | 1                    | 0                    | 0                    | 0                    | 0                    | 0                    | 90                   |                 | 38              | 2               | 5               | 0               | 0               | 4               | 3058            |
| Aanval               |                 |                 |                 |                 |                 |                 |                 |                 |                 |                 |                 |                 |                 |                 |                 |                 |                 |                 |                 |                 |                 |                 |                 |                 |                 |                 |                 |                 |                 |                 |                 |                      |                      |                      |                      |                      |                      |                      |                      |                 |                 |                 |                 |                 |                 |                 |                 |
| Roy Beerens          | 12              | 1               | 0               | 0               | 0               | 0               | 865             |                 | 4               | 0               | 0               | 0               | 0               | 0               | 323             |                 | 0               | 0               | 0               | 0               | 0               | 0               | 0               |                 | 0               | 0               | 0               | 0               | 0               | 0               | 0               |                      | 0                    | 0                    | 0                    | 0                    | 0                    | 0                    | 0                    |                 | 16              | 1               | 0               | 0               | 0               | 0               | 1188            |
| Martijn Berden       | 0               | 0               | 0               | 0               | 0               | 0               | 0               |                 | 0               | 0               | 0               | 0               | 0               | 1               | 0               |                 | 0               | 0               | 0               | 0               | 0               | 0               | 0               |                 | 0               | 0               | 0               | 0               | 0               | 0               | 0               |                      | 0                    | 0                    | 0                    | 0                    | 0                    | 0                    | 0                    |                 | 0               | 0               | 0               | 0               | 0               | 1               | 0               |
| Mitchell van Bergen  | 10              | 0               | 0               | 0               | 0               | 15              | 386             |                 | 1               | 0               | 0               | 0               | 0               | 2               | 29              |                 | 1               | 0               | 0               | 0               | 0               | 0               | 28              |                 | 1               | 0               | 0               | 0               | 0               | 2               | 22              |                      | 0                    | 0                    | 0                    | 0                    | 0                    | 1                    | 0                    |                 | 13              | 0               | 0               | 0               | 0               | 20              | 465             |
| Thomas Buitink       | 4               | 0               | 1               | 0               | 0               | 5               | 51              |                 | 0               | 0               | 0               | 0               | 0               | 1               | 0               |                 | 0               | 0               | 0               | 0               | 0               | 0               | 0               |                 | 0               | 0               | 0               | 0               | 0               | 0               | 0               |                      | 0                    | 0                    | 0                    | 0                    | 0                    | 0                    | 0                    |                 | 4               | 0               | 1               | 0               | 0               | 6               | 51              |
| Luc Castaignos       | 28              | 2               | 5               | 0               | 0               | 4               | 934             |                 | 2               | 0               | 1               | 0               | 0               | 2               | 35              |                 | 1               | 0               | 0               | 0               | 0               | 0               | 65              |                 | 5               | 1               | 1               | 0               | 0               | 1               | 254             |                      | 0                    | 0                    | 0                    | 0                    | 0                    | 0                    | 0                    |                 | 36              | 3               | 7               | 0               | 0               | 7               | 1288            |
| Bryan Linssen        | 33              | 15              | 4               | 0               | 0               | 0               | 2781            |                 | 4               | 2               | 1               | 0               | 0               | 0               | 321             |                 | 1               | 0               | 0               | 0               | 0               | 0               | 92              |                 | 5               | 2               | 1               | 0               | 0               | 0               | 446             |                      | 1                    | 0                    | 1                    | 0                    | 0                    | 0                    | 90                   |                 | 44              | 19              | 7               | 0               | 0               | 0               | 3730            |
| Tim Matavž           | 30              | 14              | 2               | 0               | 0               | 0               | 2376            |                 | 4               | 2               | 0               | 0               | 0               | 0               | 360             |                 | 1               | 0               | 0               | 0               | 0               | 0               | 55              |                 | 5               | 1               | 1               | 0               | 0               | 0               | 354             |                      | 1                    | 0                    | 0                    | 0                    | 0                    | 0                    | 90                   |                 | 41              | 17              | 3               | 0               | 0               | 0               | 3235            |
| Milot Rashica        | 19              | 3               | 0               | 0               | 0               | 0               | 1606            |                 | 0               | 0               | 0               | 0               | 0               | 0               | 0               |                 | 1               | 0               | 0               | 0               | 0               | 0               | 120             |                 | 6               | 0               | 0               | 0               | 0               | 0               | 450             |                      | 1                    | 0                    | 0                    | 0                    | 0                    | 0                    | 90                   |                 | 27              | 3               | 0               | 0               | 0               | 0               | 2266            |
| Lars ten Teije       | 1               | 0               | 0               | 0               | 0               | 2               | 7               |                 | 0               | 0               | 0               | 0               | 0               | 0               | 0               |                 | 0               | 0               | 0               | 0               | 0               | 1               | 0               |                 | 0               | 0               | 0               | 0               | 0               | 2               | 0               |                      | 0                    | 0                    | 0                    | 0                    | 0                    | 1                    | 0                    |                 | 1               | 0               | 0               | 0               | 0               | 6               | 7               |
| Totaal               | 34              | 63              | 50              | 0               | 0               | 213             | 3060            |                 | 4               | 12              | 9               | 0               | 0               | 28              | 360             |                 | 1               | 0               | 0               | 0               | 0               | 6               | 120             |                 | 6               | 5               | 13              | 1               | 1               | 26              | 540             |                      | 1                    | 1                    | 2                    | 0                    | 0                    | 9                    | 90                   |                 | 46              | 81              | 74              | 1               | 1               | 282             | 4170            |
|                      | W               |                 |                 |                 |                 | B               | min             |                 | W               |                 |                 |                 |                 | B               | min             |                 | W               |                 |                 |                 |                 | B               | min             |                 | W               |                 |                 |                 |                 | B               | min             |                      | W                    |                      |                      |                      |                      | B                    | min                  |                 | W               |                 |                 |                 |                 | B               | min             |
| Eredivisie           | Eredivisie      | Eredivisie      | Eredivisie      | Eredivisie      | Eredivisie      | Eredivisie      |                 | Play-offs       | Play-offs       | Play-offs       | Play-offs       | Play-offs       | Play-offs       | Play-offs       |                 | KNVB beker      | KNVB beker      | KNVB beker      | KNVB beker      | KNVB beker      | KNVB beker      | KNVB beker      |                 | Europa League   | Europa League   | Europa League   | Europa League   | Europa League   | Europa League   | Europa League   |                 | Johan Cruijff Schaal | Johan Cruijff Schaal | Johan Cruijff Schaal | Johan Cruijff Schaal | Johan Cruijff Schaal | Johan Cruijff Schaal | Johan Cruijff Schaal |                      | Totaal          | Totaal          | Totaal          | Totaal          | Totaal          | Totaal          | Totaal          |                 |

### Mutaties

#### Aangetrokken in de zomer
| Speler          | Vorige club       | Contract    |
| --------------- | ----------------- | ----------- |
| Thomas Bruns    | Heracles Almelo   | 2021        |
| Thulani Serero  | AFC Ajax          | 2020        |
| Fankaty Dabo    | Chelsea FC        | 2018 (huur) |
| Tim Matavž      | FC Augsburg       | 2020        |
| Bryan Linssen   | FC Groningen      | 2020        |
| Remko Pasveer   | PSV               | 2020        |
| Charlie Colkett | Chelsea FC        | 2018 (huur) |
| Mukhtar Ali     | Chelsea FC        | 2020        |
| Mason Mount     | Chelsea FC        | 2018 (huur) |
| Matt Miazga     | Chelsea FC        | 2018 (huur) |
| Luc Castaignos  | Sporting Lissabon | 2018 (huur) |
| Lars ten Teije  | Jong Vitesse      | 2020        |

#### Vertrokken in de zomer
| Speler                | Nieuwe club          | Mutatietype         |
| --------------------- | -------------------- | ------------------- |
| Mukhtar Ali           | Chelsea              | Einde huurperiode   |
| Lewis Baker           | Chelsea              | Einde huurperiode   |
| Matt Miazga           | Chelsea              | Einde huurperiode   |
| Nathan Allan de Souza | Chelsea              | Einde huurperiode   |
| Kevin Diks            | Fiorentina           | Einde huurperiode   |
| Adnane Tighadouini    | Málaga CF            | Einde huurperiode   |
| Arsjak Korjan         | Lokomotiv Moskou     | Einde contract      |
| Kelvin Leerdam        | Seattle Sounders FC  | Einde contract      |
| Ricky van Wolfswinkel | FC Basel             | Transfer            |
| Marvelous Nakamba     | Club Brugge          | Transfer            |
| Valeri Qazaishvili    | San Jose Earthquakes | Transfer            |
| Zhang Yuning          | West Bromwich Albion | Transfer            |
| Eloy Room             | PSV                  | Transfer            |
| Mohammed Osman        | Telstar              | Ontbinding contract |

#### Aangetrokken in de winter
| Speler                | Vorige club  | Contract |
| --------------------- | ------------ | -------- |
| Vjatsjeslav Karavajev | Sparta Praag | 2021     |
| Roy Beerens           | Reading FC   | 2021     |

#### Vertrokken in de winter
| Speler          | Nieuwe club   | Mutatietype       |
| --------------- | ------------- | ----------------- |
| Milot Rashica   | Werder Bremen | Transfer          |
| Charlie Colkett | Chelsea FC    | Einde huurperiode |

#### Contractverlenging
| Speler           | Contract oud | Contract nieuw |
| ---------------- | ------------ | -------------- |
| Arnold Kruiswijk | 2017         | 2019           |
| Milot Rashica    | 2018         | 2020           |
| Mukhtar Ali      | 2017 (huur)  | 2020           |
| Matt Miazga      | 2017 (huur)  | 2018 (huur)    |
| Jeroen Houwen    | 2018         | 2021           |
| Lassana Faye     | 2018         | 2019           |
| Stef Brummel     | 2018         | 2019           |
| Azzedine Dkidak  | 2018         | 2019           |
| Bo van Essen     | 2018         | 2019           |
| Boyd Lucassen    | 2018         | 2019           |
| Jesse Schuurman  | 2018         | 2019           |
| Younes Zakir     | 2018         | 2019           |
| Bilal Bayazit    | 2018         | 2021           |
| Sven van Doorm   | 2018         | 2020           |

#### Doorgestroomde spelers
De doorgestroomde spelers vanuit de academie, die in het seizoen 2017/2018 debuteerden in de A-selectie van Vitesse:
| Speler          | Leeftijd | Debuut           |
| --------------- | -------- | ---------------- |
| Thomas Buitink  | 17 jaar  | 11 februari 2018 |
| Jeroen Houwen   | 21 jaar  | 19 november 2017 |
| Jesse Schuurman | 20 jaar  | 14 april 2018    |
| Lars ten Teije  | 19 jaar  | 9 september 2017 |

## Wedstrijden

### Eredivisie
Speelronde 1:
| zaterdag 12 augustus 2017, 20:45                                                                                                | Vitesse                                     | 4–1 (3–0) | NAC Breda   | Opstelling Vitesse | Opstelling NAC Breda |  |
| Stadion: GelreDome, Arnhem Toeschouwers: 13.921 Arbiter: S. Mulder Assistenten: Dobre Assistenten: Hubers 4de official: Ruperti | Bruns 2' Linssen 20' Matavž 31' Rashica 77' |           | 69' Ambrose | Pasveer, Dabo, Kasjia , Kruiswijk 82' ( Miazga), Büttner, Bruns 73' ( Colkett), Serero, Foor, Rashica, Matavž 78' ( Castaignos), Linssen RESERVEBANK: Room, Van der Werff, Van Bergen, Mount, Ali, Lelieveld, Faye | Noppert, Horsfield, Koch, Marí , Angeliño, Verschueren 46' ( Mets), Vloet 25', El Allouchi 75' ( Agyepong), Korte 46' ( Fernandes), Ambrose, García RESERVEBANK: Van der Maaten, Bertrams, Rommens, Klomp, Sprangers |  |
| Stadion: GelreDome, Arnhem Toeschouwers: 13.921 Arbiter: S. Mulder Assistenten: Dobre Assistenten: Hubers 4de official: Ruperti |                                             |           |             | Pasveer, Dabo, Kasjia , Kruiswijk 82' ( Miazga), Büttner, Bruns 73' ( Colkett), Serero, Foor, Rashica, Matavž 78' ( Castaignos), Linssen RESERVEBANK: Room, Van der Werff, Van Bergen, Mount, Ali, Lelieveld, Faye | Noppert, Horsfield, Koch, Marí , Angeliño, Verschueren 46' ( Mets), Vloet 25', El Allouchi 75' ( Agyepong), Korte 46' ( Fernandes), Ambrose, García RESERVEBANK: Van der Maaten, Bertrams, Rommens, Klomp, Sprangers |  |
| Stadion: GelreDome, Arnhem Toeschouwers: 13.921 Arbiter: S. Mulder Assistenten: Dobre Assistenten: Hubers 4de official: Ruperti |                                             |           |             | Pasveer, Dabo, Kasjia , Kruiswijk 82' ( Miazga), Büttner, Bruns 73' ( Colkett), Serero, Foor, Rashica, Matavž 78' ( Castaignos), Linssen RESERVEBANK: Room, Van der Werff, Van Bergen, Mount, Ali, Lelieveld, Faye | Noppert, Horsfield, Koch, Marí , Angeliño, Verschueren 46' ( Mets), Vloet 25', El Allouchi 75' ( Agyepong), Korte 46' ( Fernandes), Ambrose, García RESERVEBANK: Van der Maaten, Bertrams, Rommens, Klomp, Sprangers |  |
| |                                             |           |             | | |  |

Speelronde 2:
| vrijdag 18 augustus 2017, 20:00 | Roda JC Kerkrade                        | 1–3 (0–1) | Vitesse                         | Opstelling Roda JC Kerkrade | Opstelling Vitesse |  |
| Stadion: Parkstad Limburg Stadion, Kerkrade Toeschouwers: 12.004 Arbiter: J. Kamphuis Assistenten: Brondijk Assistenten: Bexkens 4de official: Bijl | Gustafson 64' (pen.) Pasveer 64' (e.d.) |           | 40' Matavž 69' Bruns 80' Kasjia | Jurjus, Van Peppen , Kum, Werker, Ananou, Vancamp 68' ( Schahin), El Makrini 51' 84' ( Ndenge), Gnjatić, Gustafson, Rosheuvel, Paulissen 81' ( Van Velzen) RESERVEBANK: Kurto, Roex, Dijkhuizen, Auassar, Engels, Djim, Rutjes | Pasveer, Dabo, Kasjia , Kruiswijk, Büttner, Bruns 54' 83' ( Miazga), Serero, Foor, Rashica 75' ( Colkett), Matavž 71' ( Castaignos), Linssen 78' RESERVEBANK: Houwen, Van der Werff, Van Bergen, Mount, Ali, Lelieveld, Faye, Bayazit |  |
| Stadion: Parkstad Limburg Stadion, Kerkrade Toeschouwers: 12.004 Arbiter: J. Kamphuis Assistenten: Brondijk Assistenten: Bexkens 4de official: Bijl |                                         |           |                                 | Jurjus, Van Peppen , Kum, Werker, Ananou, Vancamp 68' ( Schahin), El Makrini 51' 84' ( Ndenge), Gnjatić, Gustafson, Rosheuvel, Paulissen 81' ( Van Velzen) RESERVEBANK: Kurto, Roex, Dijkhuizen, Auassar, Engels, Djim, Rutjes | Pasveer, Dabo, Kasjia , Kruiswijk, Büttner, Bruns 54' 83' ( Miazga), Serero, Foor, Rashica 75' ( Colkett), Matavž 71' ( Castaignos), Linssen 78' RESERVEBANK: Houwen, Van der Werff, Van Bergen, Mount, Ali, Lelieveld, Faye, Bayazit |  |
| Stadion: Parkstad Limburg Stadion, Kerkrade Toeschouwers: 12.004 Arbiter: J. Kamphuis Assistenten: Brondijk Assistenten: Bexkens 4de official: Bijl |                                         |           |                                 | Jurjus, Van Peppen , Kum, Werker, Ananou, Vancamp 68' ( Schahin), El Makrini 51' 84' ( Ndenge), Gnjatić, Gustafson, Rosheuvel, Paulissen 81' ( Van Velzen) RESERVEBANK: Kurto, Roex, Dijkhuizen, Auassar, Engels, Djim, Rutjes | Pasveer, Dabo, Kasjia , Kruiswijk, Büttner, Bruns 54' 83' ( Miazga), Serero, Foor, Rashica 75' ( Colkett), Matavž 71' ( Castaignos), Linssen 78' RESERVEBANK: Houwen, Van der Werff, Van Bergen, Mount, Ali, Lelieveld, Faye, Bayazit |  |
| |                                         |           |                                 | | |  |

Speelronde 3:
| zaterdag 26 augustus 2017, 18:30                                                                                            | Vitesse    | 1–2 (0–1) | AZ              | Opstelling Vitesse | Opstelling AZ |  |
| Stadion: GelreDome, Arnhem Toeschouwers: 15.131 Arbiter: Blom Assistenten: Schaap Assistenten: Janson 4de official: Oostrom | Matavž 68' |           | 3' 81' Weghorst | Pasveer, Dabo, Kasjia , Kruiswijk 46' ( Miazga 87'), Büttner, Bruns 62' ( Castaignos), Colkett, Foor, Rashica 77' ( Mount), Matavž, Linssen RESERVEBANK: Houwen, Van der Werff, Ali, Lelieveld, Faye | Bizot, Svensson, Vlaar , Wuytens 76', Ouwejan 63', Van Overeem 80' ( Dos Santos), Vejinović 33', Til, Seuntjens 90+3' ( Hatzidiakos), Weghorst, Jahanbakhsh 71' ( Garcia) RESERVEBANK: Coutinho, Van Eijden, Helmer, Wijndal, Friday, Koopmeiners |  |
| Stadion: GelreDome, Arnhem Toeschouwers: 15.131 Arbiter: Blom Assistenten: Schaap Assistenten: Janson 4de official: Oostrom |            |           |                 | Pasveer, Dabo, Kasjia , Kruiswijk 46' ( Miazga 87'), Büttner, Bruns 62' ( Castaignos), Colkett, Foor, Rashica 77' ( Mount), Matavž, Linssen RESERVEBANK: Houwen, Van der Werff, Ali, Lelieveld, Faye | Bizot, Svensson, Vlaar , Wuytens 76', Ouwejan 63', Van Overeem 80' ( Dos Santos), Vejinović 33', Til, Seuntjens 90+3' ( Hatzidiakos), Weghorst, Jahanbakhsh 71' ( Garcia) RESERVEBANK: Coutinho, Van Eijden, Helmer, Wijndal, Friday, Koopmeiners |  |
| Stadion: GelreDome, Arnhem Toeschouwers: 15.131 Arbiter: Blom Assistenten: Schaap Assistenten: Janson 4de official: Oostrom |            |           |                 | Pasveer, Dabo, Kasjia , Kruiswijk 46' ( Miazga 87'), Büttner, Bruns 62' ( Castaignos), Colkett, Foor, Rashica 77' ( Mount), Matavž, Linssen RESERVEBANK: Houwen, Van der Werff, Ali, Lelieveld, Faye | Bizot, Svensson, Vlaar , Wuytens 76', Ouwejan 63', Van Overeem 80' ( Dos Santos), Vejinović 33', Til, Seuntjens 90+3' ( Hatzidiakos), Weghorst, Jahanbakhsh 71' ( Garcia) RESERVEBANK: Coutinho, Van Eijden, Helmer, Wijndal, Friday, Koopmeiners |  |
| |            |           |                 | | |  |

Speelronde 4:
| zaterdag 9 september 2017, 20:45 | Excelsior | 0–3 (0–1) | Vitesse                               | Opstelling Excelsior | Opstelling Vitesse |  |
| Stadion: Van Donge & De Roo Stadion, Rotterdam Toeschouwers: 4.100 Arbiter: Nijhuis Assistenten: Bluemink Assistenten: Nanninga 4de official: Gerrets |           |           | 45' Castaignos 53' Matavž 74' Linssen | Kristinsson, Fortes 77' ( Karami), Mattheij, De Wijs 90', Massop, Faik 81' ( Haspolat), Messaoud 55' 57' ( Vermeulen), Koolwijk , Caenepeel, El Azzouzi, Bruins RESERVEBANK: Zwarthoed, Havekotte, O'Neill, Faes, Payne, Burnet | Pasveer , Dabo 66', Van der Werff, Miazga, Büttner, Bruns, Serero 70' ( Ali), Foor, Linssen, Matavž 83' ( Ten Teije), Castaignos 67' ( Rashica) RESERVEBANK: Tørnes, Houwen, Colkett, Van Bergen, Mount, Lelieveld, Kasjia, Faye |  |
| Stadion: Van Donge & De Roo Stadion, Rotterdam Toeschouwers: 4.100 Arbiter: Nijhuis Assistenten: Bluemink Assistenten: Nanninga 4de official: Gerrets |           |           |                                       | Kristinsson, Fortes 77' ( Karami), Mattheij, De Wijs 90', Massop, Faik 81' ( Haspolat), Messaoud 55' 57' ( Vermeulen), Koolwijk , Caenepeel, El Azzouzi, Bruins RESERVEBANK: Zwarthoed, Havekotte, O'Neill, Faes, Payne, Burnet | Pasveer , Dabo 66', Van der Werff, Miazga, Büttner, Bruns, Serero 70' ( Ali), Foor, Linssen, Matavž 83' ( Ten Teije), Castaignos 67' ( Rashica) RESERVEBANK: Tørnes, Houwen, Colkett, Van Bergen, Mount, Lelieveld, Kasjia, Faye |  |
| Stadion: Van Donge & De Roo Stadion, Rotterdam Toeschouwers: 4.100 Arbiter: Nijhuis Assistenten: Bluemink Assistenten: Nanninga 4de official: Gerrets |           |           |                                       | Kristinsson, Fortes 77' ( Karami), Mattheij, De Wijs 90', Massop, Faik 81' ( Haspolat), Messaoud 55' 57' ( Vermeulen), Koolwijk , Caenepeel, El Azzouzi, Bruins RESERVEBANK: Zwarthoed, Havekotte, O'Neill, Faes, Payne, Burnet | Pasveer , Dabo 66', Van der Werff, Miazga, Büttner, Bruns, Serero 70' ( Ali), Foor, Linssen, Matavž 83' ( Ten Teije), Castaignos 67' ( Rashica) RESERVEBANK: Tørnes, Houwen, Colkett, Van Bergen, Mount, Lelieveld, Kasjia, Faye |  |
| Afwezig: Kruiswijk (niet wedstrijdfit) |           |           |                                       | | |  |

Speelronde 5:
| zondag 17 september 2017, 16:45                                                                                                | Vitesse    | 1–1 (0–0) | VVV-Venlo          | Opstelling Vitesse | Opstelling VVV-Venlo |  |
| Stadion: GelreDome, Arnhem Toeschouwers: 15.213 Arbiter: Higler Assistenten: Honig Assistenten: De Nas 4de official: C. Mulder | Matavž 47' |           | 90' (pen.) Leemans | Pasveer 90', Dabo 38' ( Colkett), Kasjia 89', Miazga 21', Büttner, Bruns 71' ( Castaignos), Van der Werff 88', Foor, Rashica, Matavž 90+1', Linssen RESERVEBANK: Houwen, Mount, Lelieveld, Faye | Unnerstall, Rutten, Röseler, Promes 75' ( Nwakali), Labylle 38' 62' ( Van Bruggen), Post , Seuntjens, Leemans, Tissoudali 46' ( Opoku), Thy, Hunte RESERVEBANK: D. van Crooij, Verbong, V. van Crooij, Antonis, Peeters, Amenyido |  |
| Stadion: GelreDome, Arnhem Toeschouwers: 15.213 Arbiter: Higler Assistenten: Honig Assistenten: De Nas 4de official: C. Mulder |            |           |                    | Pasveer 90', Dabo 38' ( Colkett), Kasjia 89', Miazga 21', Büttner, Bruns 71' ( Castaignos), Van der Werff 88', Foor, Rashica, Matavž 90+1', Linssen RESERVEBANK: Houwen, Mount, Lelieveld, Faye | Unnerstall, Rutten, Röseler, Promes 75' ( Nwakali), Labylle 38' 62' ( Van Bruggen), Post , Seuntjens, Leemans, Tissoudali 46' ( Opoku), Thy, Hunte RESERVEBANK: D. van Crooij, Verbong, V. van Crooij, Antonis, Peeters, Amenyido |  |
| Stadion: GelreDome, Arnhem Toeschouwers: 15.213 Arbiter: Higler Assistenten: Honig Assistenten: De Nas 4de official: C. Mulder |            |           |                    | Pasveer 90', Dabo 38' ( Colkett), Kasjia 89', Miazga 21', Büttner, Bruns 71' ( Castaignos), Van der Werff 88', Foor, Rashica, Matavž 90+1', Linssen RESERVEBANK: Houwen, Mount, Lelieveld, Faye | Unnerstall, Rutten, Röseler, Promes 75' ( Nwakali), Labylle 38' 62' ( Van Bruggen), Post , Seuntjens, Leemans, Tissoudali 46' ( Opoku), Thy, Hunte RESERVEBANK: D. van Crooij, Verbong, V. van Crooij, Antonis, Peeters, Amenyido |  |
| Bijz.: Airborne-wedstrijd 2017 Afwezig: Kruiswijk en Serero (geblesseerd)                                                      |            |           |                    | | |  |

Speelronde 6:
| zondag 24 september 2017, 14:30 | Ajax          | 1–2 (0–2) | Vitesse                  | Opstelling Ajax | Opstelling Vitesse |  |
| Stadion: Johan Cruijff ArenA, Amsterdam Toeschouwers: 51.236 Arbiter: Van Boekel Assistenten: Brondijk Assistenten: Langkamp 4de official: S. Mulder | Viergever 83' |           | 21' Kasjia 45+3' Rashica | Onana, Veltman , De Ligt 34' ( Dolberg), Viergever, Dijks, Van de Beek 21' 46' ( Schöne), F. de Jong, Ziyech, Kluivert 67' ( Černý), Huntelaar 90+2', Younes RESERVEBANK: Van Leer, Wöber, Neres, Eiting, Orejuela | Pasveer, Dabo, Kasjia , Miazga, Faye 79', Bruns 80', Serero 59' ( Ali), Foor, Rashica 81' ( Van der Werff), Matavž, Linssen 63' ( Castaignos 90+2') RESERVEBANK: Tørnes, Houwen, Colkett, Mount, Büttner, Lelieveld |  |
| Stadion: Johan Cruijff ArenA, Amsterdam Toeschouwers: 51.236 Arbiter: Van Boekel Assistenten: Brondijk Assistenten: Langkamp 4de official: S. Mulder |               |           |                          | Onana, Veltman , De Ligt 34' ( Dolberg), Viergever, Dijks, Van de Beek 21' 46' ( Schöne), F. de Jong, Ziyech, Kluivert 67' ( Černý), Huntelaar 90+2', Younes RESERVEBANK: Van Leer, Wöber, Neres, Eiting, Orejuela | Pasveer, Dabo, Kasjia , Miazga, Faye 79', Bruns 80', Serero 59' ( Ali), Foor, Rashica 81' ( Van der Werff), Matavž, Linssen 63' ( Castaignos 90+2') RESERVEBANK: Tørnes, Houwen, Colkett, Mount, Büttner, Lelieveld |  |
| Stadion: Johan Cruijff ArenA, Amsterdam Toeschouwers: 51.236 Arbiter: Van Boekel Assistenten: Brondijk Assistenten: Langkamp 4de official: S. Mulder |               |           |                          | Onana, Veltman , De Ligt 34' ( Dolberg), Viergever, Dijks, Van de Beek 21' 46' ( Schöne), F. de Jong, Ziyech, Kluivert 67' ( Černý), Huntelaar 90+2', Younes RESERVEBANK: Van Leer, Wöber, Neres, Eiting, Orejuela | Pasveer, Dabo, Kasjia , Miazga, Faye 79', Bruns 80', Serero 59' ( Ali), Foor, Rashica 81' ( Van der Werff), Matavž, Linssen 63' ( Castaignos 90+2') RESERVEBANK: Tørnes, Houwen, Colkett, Mount, Büttner, Lelieveld |  |
| Bijz.: Büttner zou starten maar viel uit in de warming-up Afwezig: Kruiswijk (geblesseerd)                                                           |               |           |                          | | |  |

Speelronde 7:
| zondag 1 oktober 2017, 14:30 | Vitesse   | 1–1 (0–0) | FC Utrecht  | Opstelling Vitesse | Opstelling FC Utrecht |  |
| Stadion: GelreDome, Arnhem Toeschouwers: 15.432 Arbiter: Kuipers Assistenten: Van Roekel Assistenten: Zeinstra 4de official: Van der Eijk | Mount 76' |           | 69' Dessers | Pasveer, Dabo, Kasjia 56', Miazga, Büttner 3', Bruns, Serero, Foor 90+1' ( Colkett), Rashica, Matavž 66' ( Castaignos), Linssen 74' ( Mount) RESERVEBANK: Houwen, Ali, Lelieveld, Faye, Bosz | Jensen, Klaiber, Đumić, Janssen , Van der Meer 65' 83' ( Van der Maarel), Van de Streek 83' ( Willock), Strieder 64' ( Emanuelson), Labyad 58', Ayoub, Kerk, Dessers RESERVEBANK: Marsman, Leeuwin, Görtler, Braafheid, Venema |  |
| Stadion: GelreDome, Arnhem Toeschouwers: 15.432 Arbiter: Kuipers Assistenten: Van Roekel Assistenten: Zeinstra 4de official: Van der Eijk |           |           |             | Pasveer, Dabo, Kasjia 56', Miazga, Büttner 3', Bruns, Serero, Foor 90+1' ( Colkett), Rashica, Matavž 66' ( Castaignos), Linssen 74' ( Mount) RESERVEBANK: Houwen, Ali, Lelieveld, Faye, Bosz | Jensen, Klaiber, Đumić, Janssen , Van der Meer 65' 83' ( Van der Maarel), Van de Streek 83' ( Willock), Strieder 64' ( Emanuelson), Labyad 58', Ayoub, Kerk, Dessers RESERVEBANK: Marsman, Leeuwin, Görtler, Braafheid, Venema |  |
| Stadion: GelreDome, Arnhem Toeschouwers: 15.432 Arbiter: Kuipers Assistenten: Van Roekel Assistenten: Zeinstra 4de official: Van der Eijk |           |           |             | Pasveer, Dabo, Kasjia 56', Miazga, Büttner 3', Bruns, Serero, Foor 90+1' ( Colkett), Rashica, Matavž 66' ( Castaignos), Linssen 74' ( Mount) RESERVEBANK: Houwen, Ali, Lelieveld, Faye, Bosz | Jensen, Klaiber, Đumić, Janssen , Van der Meer 65' 83' ( Van der Maarel), Van de Streek 83' ( Willock), Strieder 64' ( Emanuelson), Labyad 58', Ayoub, Kerk, Dessers RESERVEBANK: Marsman, Leeuwin, Görtler, Braafheid, Venema |  |
| Afwezig: Kruiswijk (geblesseerd) |           |           |             | | |  |

Speelronde 8:
| zondag 15 oktober 2017, 12:30 | Heracles Almelo | 1–1 (0–0) | Vitesse     | Opstelling Heracles Almelo | Opstelling Vitesse |  |
| Stadion: Polman Stadion, Almelo Toeschouwers: 11.164 Arbiter: Lindhout Assistenten: Hoekstra Assistenten: Nanninga 4de official: Oostrom | Peterson 73'    |           | 87' Linssen | Castro, Droste, Pröpper, Hardeveld, Duarte, Niemeijer 82' ( Van Ooijen 90+2'), Pelupessy , Monteiro, Kuwas, Gladon 73' ( Vermeij), Darri 67' ( Peterson) RESERVEBANK: Zeinstra, Brouwer, Breukers, Wuytens, Van Hintum, Van den Buijs, Navrátil | Pasveer, Dabo 90+3', Kasjia 86' ( Colkett), Miazga, Büttner, Bruns, Serero 82' ( Castaignos), Foor 60' ( Mount), Rashica, Matavž, Linssen RESERVEBANK: Tørnes, Houwen, Ali, Lelieveld, Faye, Bosz |  |
| Stadion: Polman Stadion, Almelo Toeschouwers: 11.164 Arbiter: Lindhout Assistenten: Hoekstra Assistenten: Nanninga 4de official: Oostrom |                 |           |             | Castro, Droste, Pröpper, Hardeveld, Duarte, Niemeijer 82' ( Van Ooijen 90+2'), Pelupessy , Monteiro, Kuwas, Gladon 73' ( Vermeij), Darri 67' ( Peterson) RESERVEBANK: Zeinstra, Brouwer, Breukers, Wuytens, Van Hintum, Van den Buijs, Navrátil | Pasveer, Dabo 90+3', Kasjia 86' ( Colkett), Miazga, Büttner, Bruns, Serero 82' ( Castaignos), Foor 60' ( Mount), Rashica, Matavž, Linssen RESERVEBANK: Tørnes, Houwen, Ali, Lelieveld, Faye, Bosz |  |
| Stadion: Polman Stadion, Almelo Toeschouwers: 11.164 Arbiter: Lindhout Assistenten: Hoekstra Assistenten: Nanninga 4de official: Oostrom |                 |           |             | Castro, Droste, Pröpper, Hardeveld, Duarte, Niemeijer 82' ( Van Ooijen 90+2'), Pelupessy , Monteiro, Kuwas, Gladon 73' ( Vermeij), Darri 67' ( Peterson) RESERVEBANK: Zeinstra, Brouwer, Breukers, Wuytens, Van Hintum, Van den Buijs, Navrátil | Pasveer, Dabo 90+3', Kasjia 86' ( Colkett), Miazga, Büttner, Bruns, Serero 82' ( Castaignos), Foor 60' ( Mount), Rashica, Matavž, Linssen RESERVEBANK: Tørnes, Houwen, Ali, Lelieveld, Faye, Bosz |  |
| Afwezig: Kruiswijk en Van der Werff (geblesseerd)                                                                                        |                 |           |             | | |  |

Speelronde 9:
| zondag 22 oktober 2017, 16:45 | sc Heerenveen | 0–4 (0–2) | Vitesse                                     | Opstelling sc Heerenveen | Opstelling Vitesse |  |
| Stadion: Abe Lenstra Stadion, Heerenveen Toeschouwers: 21.034 Arbiter: Bax Assistenten: Bluemink Assistenten: Ketting 4de official: Dieperink |               |           | 17' Rashica 36' Linssen 50' Foor 72' Matavž | Hansen, Dumfries, Høegh, Pierie, Woudenberg, Thorsby, Schaars , Kobayashi 64' ( Vlap), Ødegaard 62' ( Veerman), Ghoochannejhad, Rojas 77' ( Mihajlović) RESERVEBANK: Van der Steen, Bekkema, Næss, Schmidt, Van Amersfoort, Bruijn | Pasveer, Dabo 70' ( Lelieveld), Kasjia , Miazga, Büttner, Bruns 59' ( Mount), Serero, Foor 80' ( Castaignos), Rashica, Matavž, Linssen RESERVEBANK: Houwen, Bayazit, Colkett, Faye, Bosz |  |
| Stadion: Abe Lenstra Stadion, Heerenveen Toeschouwers: 21.034 Arbiter: Bax Assistenten: Bluemink Assistenten: Ketting 4de official: Dieperink |               |           |                                             | Hansen, Dumfries, Høegh, Pierie, Woudenberg, Thorsby, Schaars , Kobayashi 64' ( Vlap), Ødegaard 62' ( Veerman), Ghoochannejhad, Rojas 77' ( Mihajlović) RESERVEBANK: Van der Steen, Bekkema, Næss, Schmidt, Van Amersfoort, Bruijn | Pasveer, Dabo 70' ( Lelieveld), Kasjia , Miazga, Büttner, Bruns 59' ( Mount), Serero, Foor 80' ( Castaignos), Rashica, Matavž, Linssen RESERVEBANK: Houwen, Bayazit, Colkett, Faye, Bosz |  |
| Stadion: Abe Lenstra Stadion, Heerenveen Toeschouwers: 21.034 Arbiter: Bax Assistenten: Bluemink Assistenten: Ketting 4de official: Dieperink |               |           |                                             | Hansen, Dumfries, Høegh, Pierie, Woudenberg, Thorsby, Schaars , Kobayashi 64' ( Vlap), Ødegaard 62' ( Veerman), Ghoochannejhad, Rojas 77' ( Mihajlović) RESERVEBANK: Van der Steen, Bekkema, Næss, Schmidt, Van Amersfoort, Bruijn | Pasveer, Dabo 70' ( Lelieveld), Kasjia , Miazga, Büttner, Bruns 59' ( Mount), Serero, Foor 80' ( Castaignos), Rashica, Matavž, Linssen RESERVEBANK: Houwen, Bayazit, Colkett, Faye, Bosz |  |
| Afwezig: Kruiswijk en Van der Werff (geblesseerd)                                                                                             |               |           |                                             | | |  |

Speelronde 10:
| zondag 29 oktober 2017, 12:30 | Vitesse                      | 2–4 (1–1) | PSV                            | Opstelling Vitesse | Opstelling PSV |  |
| Stadion: GelreDome, Arnhem Toeschouwers: 18.232 Arbiter: Gözübüyük Assistenten: Goossens Assistenten: Van Dongen 4de official: Kooij | Locadia 45' (e.d.) Mount 63' |           | 18' 59' Lozano 49' 56' Locadia | Pasveer ( 85'+), Dabo 13', Kasjia 85' ( Castaignos), Miazga 72', Büttner 67', Bruns, Serero 62' ( Mount), Foor, Rashica, Matavž, Linssen RESERVEBANK: Houwen, Colkett, Ali, Lelieveld, Faye, Bosz | Zoet, Arias 67', Schwaab 25', Isimat-Mirin, Brenet, Van Ginkel 4', Pereiro 38' 77' ( Luckassen), Hendrix, Lozano, De Jong 83' ( Bergwijn), Locadia RESERVEBANK: Room, Van Osch, Lammers, Rosario, Ramselaar, Maher, Guðmundsson, Paal, Mauro Júnior, Obispo |  |
| Stadion: GelreDome, Arnhem Toeschouwers: 18.232 Arbiter: Gözübüyük Assistenten: Goossens Assistenten: Van Dongen 4de official: Kooij |                              |           |                                | Pasveer ( 85'+), Dabo 13', Kasjia 85' ( Castaignos), Miazga 72', Büttner 67', Bruns, Serero 62' ( Mount), Foor, Rashica, Matavž, Linssen RESERVEBANK: Houwen, Colkett, Ali, Lelieveld, Faye, Bosz | Zoet, Arias 67', Schwaab 25', Isimat-Mirin, Brenet, Van Ginkel 4', Pereiro 38' 77' ( Luckassen), Hendrix, Lozano, De Jong 83' ( Bergwijn), Locadia RESERVEBANK: Room, Van Osch, Lammers, Rosario, Ramselaar, Maher, Guðmundsson, Paal, Mauro Júnior, Obispo |  |
| Stadion: GelreDome, Arnhem Toeschouwers: 18.232 Arbiter: Gözübüyük Assistenten: Goossens Assistenten: Van Dongen 4de official: Kooij |                              |           |                                | Pasveer ( 85'+), Dabo 13', Kasjia 85' ( Castaignos), Miazga 72', Büttner 67', Bruns, Serero 62' ( Mount), Foor, Rashica, Matavž, Linssen RESERVEBANK: Houwen, Colkett, Ali, Lelieveld, Faye, Bosz | Zoet, Arias 67', Schwaab 25', Isimat-Mirin, Brenet, Van Ginkel 4', Pereiro 38' 77' ( Luckassen), Hendrix, Lozano, De Jong 83' ( Bergwijn), Locadia RESERVEBANK: Room, Van Osch, Lammers, Rosario, Ramselaar, Maher, Guðmundsson, Paal, Mauro Júnior, Obispo |  |
| Afwezig: Kruiswijk en Van der Werff (geblesseerd)                                                                                    |                              |           |                                | | |  |

Speelronde 11:
| zondag 5 november 2017, 14:30 | Vitesse | 0–0 (0–0) | PEC Zwolle | Opstelling Vitesse | Opstelling PEC Zwolle |  |
| Stadion: GelreDome, Arnhem Toeschouwers: 18.349 Arbiter: Makkelie Assistenten: Diks Assistenten: Steegstra 4de official: Martens |         |           |            | Pasveer, Dabo, Kasjia , Miazga, Büttner, Bruns 36' ( Mount), Serero, Foor, Rashica, Matavž, Linssen RESERVEBANK: Houwen, Colkett, Ali, Lelieveld, Faye, Ten Teije, Oude Kotte | Boer, Ehizibue, Marcellis, Sandler, Van Polen , Dekker, Saymak, Thomas, Namli, Israelsson 84' ( Nijland), Ondaan 80' ( Karagounis) RESERVEBANK: Van der Hart, Hauptmeijer, Freire, Marinus, Parzyszek, Bakker, Benschop, Van Looy |  |
| Stadion: GelreDome, Arnhem Toeschouwers: 18.349 Arbiter: Makkelie Assistenten: Diks Assistenten: Steegstra 4de official: Martens |         |           |            | Pasveer, Dabo, Kasjia , Miazga, Büttner, Bruns 36' ( Mount), Serero, Foor, Rashica, Matavž, Linssen RESERVEBANK: Houwen, Colkett, Ali, Lelieveld, Faye, Ten Teije, Oude Kotte | Boer, Ehizibue, Marcellis, Sandler, Van Polen , Dekker, Saymak, Thomas, Namli, Israelsson 84' ( Nijland), Ondaan 80' ( Karagounis) RESERVEBANK: Van der Hart, Hauptmeijer, Freire, Marinus, Parzyszek, Bakker, Benschop, Van Looy |  |
| Stadion: GelreDome, Arnhem Toeschouwers: 18.349 Arbiter: Makkelie Assistenten: Diks Assistenten: Steegstra 4de official: Martens |         |           |            | Pasveer, Dabo, Kasjia , Miazga, Büttner, Bruns 36' ( Mount), Serero, Foor, Rashica, Matavž, Linssen RESERVEBANK: Houwen, Colkett, Ali, Lelieveld, Faye, Ten Teije, Oude Kotte | Boer, Ehizibue, Marcellis, Sandler, Van Polen , Dekker, Saymak, Thomas, Namli, Israelsson 84' ( Nijland), Ondaan 80' ( Karagounis) RESERVEBANK: Van der Hart, Hauptmeijer, Freire, Marinus, Parzyszek, Bakker, Benschop, Van Looy |  |
| Afwezig: Castaignos, Kruiswijk en Van der Werff (geblesseerd)                                                                    |         |           |            | | |  |

Speelronde 12:
| zondag 19 november 2017, 14:30 | FC Groningen                                       | 4–2 (0–1) | Vitesse                             | Opstelling FC Groningen | Opstelling Vitesse |  |
| Stadion: NoordLease Stadion, Groningen Toeschouwers: 17.263 Arbiter: Manschot Assistenten: Janson Assistenten: Vandeursen 4de official: Gerrets | Dabo 59' (e.d.) Idrissi 66' Mahi 78' Van Weert 82' |           | 32' (e.d.) Larsen 62' (pen.) Matavž | Padt , Kane 47', Memišević 45+1', Larsen 61', Van Nieff 75', Reis 24', 84', Doan 89' ( Drost), Bacuna, Antuna 59' ( Idrissi), Van Weert, Mahi 87' ( Jenssen) RESERVEBANK: Begois, Reijnen, Veldwijk, Hrustić, Hoekstra, Riksman, Kramer | Houwen, Dabo, Kasjia , Miazga, Faye, Bruns 76' 79' ( Mount), Serero 84' ( Castaignos), Foor 37', Rashica, Matavž 86', Linssen 74' RESERVEBANK: Tørnes, Colkett, Ali, Büttner, Lucassen, Oude Kotte |  |
| Stadion: NoordLease Stadion, Groningen Toeschouwers: 17.263 Arbiter: Manschot Assistenten: Janson Assistenten: Vandeursen 4de official: Gerrets |                                                    |           |                                     | Padt , Kane 47', Memišević 45+1', Larsen 61', Van Nieff 75', Reis 24', 84', Doan 89' ( Drost), Bacuna, Antuna 59' ( Idrissi), Van Weert, Mahi 87' ( Jenssen) RESERVEBANK: Begois, Reijnen, Veldwijk, Hrustić, Hoekstra, Riksman, Kramer | Houwen, Dabo, Kasjia , Miazga, Faye, Bruns 76' 79' ( Mount), Serero 84' ( Castaignos), Foor 37', Rashica, Matavž 86', Linssen 74' RESERVEBANK: Tørnes, Colkett, Ali, Büttner, Lucassen, Oude Kotte |  |
| Stadion: NoordLease Stadion, Groningen Toeschouwers: 17.263 Arbiter: Manschot Assistenten: Janson Assistenten: Vandeursen 4de official: Gerrets |                                                    |           |                                     | Padt , Kane 47', Memišević 45+1', Larsen 61', Van Nieff 75', Reis 24', 84', Doan 89' ( Drost), Bacuna, Antuna 59' ( Idrissi), Van Weert, Mahi 87' ( Jenssen) RESERVEBANK: Begois, Reijnen, Veldwijk, Hrustić, Hoekstra, Riksman, Kramer | Houwen, Dabo, Kasjia , Miazga, Faye, Bruns 76' 79' ( Mount), Serero 84' ( Castaignos), Foor 37', Rashica, Matavž 86', Linssen 74' RESERVEBANK: Tørnes, Colkett, Ali, Büttner, Lucassen, Oude Kotte |  |
| Bijz.: Debuut Houwen Afwezig: Kruiswijk, Pasveer en Van der Werff (geblesseerd)                                                                 |                                                    |           |                                     | | |  |

Speelronde 13:
| zondag 26 november 2017, 16:45 | Vitesse                                    | 2–0 (0–0) | ADO Den Haag | Opstelling Vitesse | Opstelling ADO Den Haag |  |
| Stadion: GelreDome, Arnhem Toeschouwers: 14.754 Arbiter: Janssen Assistenten: Kleinjan Assistenten: Langkamp 4de official: Oostrom | Matavž 50' (pen.) Miazga 86' Linssen 90+4' |           |              | Pasveer, Dabo, Kasjia , Miazga, Faye 79' ( Büttner), Mount, Serero, Foor 59' ( Bruns), Van Bergen, Matavž 69' ( Castaignos 90'), Linssen RESERVEBANK: Houwen, Colkett, Ali, Lelieveld, Oude Kotte | Zwinkels, Ebuehi 70', 71', Beugelsdijk, Kanon, Meijers , Immers 51', El Khayati 73' ( David), Bakker, Becker, Falkenburg 66' ( Johnsen), Lorenzen 66' ( Hooi) RESERVEBANK: Coremans, Meißner, Gorter, B. Kuipers, Pinas, Duplan |  |
| Stadion: GelreDome, Arnhem Toeschouwers: 14.754 Arbiter: Janssen Assistenten: Kleinjan Assistenten: Langkamp 4de official: Oostrom |                                            |           |              | Pasveer, Dabo, Kasjia , Miazga, Faye 79' ( Büttner), Mount, Serero, Foor 59' ( Bruns), Van Bergen, Matavž 69' ( Castaignos 90'), Linssen RESERVEBANK: Houwen, Colkett, Ali, Lelieveld, Oude Kotte | Zwinkels, Ebuehi 70', 71', Beugelsdijk, Kanon, Meijers , Immers 51', El Khayati 73' ( David), Bakker, Becker, Falkenburg 66' ( Johnsen), Lorenzen 66' ( Hooi) RESERVEBANK: Coremans, Meißner, Gorter, B. Kuipers, Pinas, Duplan |  |
| Stadion: GelreDome, Arnhem Toeschouwers: 14.754 Arbiter: Janssen Assistenten: Kleinjan Assistenten: Langkamp 4de official: Oostrom |                                            |           |              | Pasveer, Dabo, Kasjia , Miazga, Faye 79' ( Büttner), Mount, Serero, Foor 59' ( Bruns), Van Bergen, Matavž 69' ( Castaignos 90'), Linssen RESERVEBANK: Houwen, Colkett, Ali, Lelieveld, Oude Kotte | Zwinkels, Ebuehi 70', 71', Beugelsdijk, Kanon, Meijers , Immers 51', El Khayati 73' ( David), Bakker, Becker, Falkenburg 66' ( Johnsen), Lorenzen 66' ( Hooi) RESERVEBANK: Coremans, Meißner, Gorter, B. Kuipers, Pinas, Duplan |  |
| Afwezig: Kruiswijk, Rashica en Van der Werff (geblesseerd)                                                                         |                                            |           |              | | |  |

Speelronde 14:
| zaterdag 2 december 2017, 20:45 | Feyenoord    | 1–0 (1–0) | Vitesse | Opstelling Feyenoord | Opstelling Vitesse |  |
| Stadion: Stadion Feijenoord, Rotterdam Toeschouwers: 47.500 Arbiter: Van Boekel Assistenten: De Vries Assistenten: Schaap 4de official: Kooij | Jørgensen 9' |           |         | Jones, Nieuwkoop, Van Beek, Tapia, Nelom, Amrabat 74', El Ahmadi 85' ( Toornstra), Vilhena, Berghuis, Jørgensen, Larsson 90' ( Boëtius) RESERVEBANK: Vermeer, Bijlow, St. Juste, Başacıkoğlu, Diks, Kramer, Malacia, Hansson | Pasveer, Dabo, Kasjia , Miazga 53', Faye 66' ( Büttner), Mount, Serero 82' ( Van Bergen), Foor, Rashica, Matavž 72' ( Castaignos), Linssen RESERVEBANK: Houwen, Bayazit, Colkett, Bruns, Ali, Lelieveld, Oude Kotte |  |
| Stadion: Stadion Feijenoord, Rotterdam Toeschouwers: 47.500 Arbiter: Van Boekel Assistenten: De Vries Assistenten: Schaap 4de official: Kooij |              |           |         | Jones, Nieuwkoop, Van Beek, Tapia, Nelom, Amrabat 74', El Ahmadi 85' ( Toornstra), Vilhena, Berghuis, Jørgensen, Larsson 90' ( Boëtius) RESERVEBANK: Vermeer, Bijlow, St. Juste, Başacıkoğlu, Diks, Kramer, Malacia, Hansson | Pasveer, Dabo, Kasjia , Miazga 53', Faye 66' ( Büttner), Mount, Serero 82' ( Van Bergen), Foor, Rashica, Matavž 72' ( Castaignos), Linssen RESERVEBANK: Houwen, Bayazit, Colkett, Bruns, Ali, Lelieveld, Oude Kotte |  |
| Stadion: Stadion Feijenoord, Rotterdam Toeschouwers: 47.500 Arbiter: Van Boekel Assistenten: De Vries Assistenten: Schaap 4de official: Kooij |              |           |         | Jones, Nieuwkoop, Van Beek, Tapia, Nelom, Amrabat 74', El Ahmadi 85' ( Toornstra), Vilhena, Berghuis, Jørgensen, Larsson 90' ( Boëtius) RESERVEBANK: Vermeer, Bijlow, St. Juste, Başacıkoğlu, Diks, Kramer, Malacia, Hansson | Pasveer, Dabo, Kasjia , Miazga 53', Faye 66' ( Büttner), Mount, Serero 82' ( Van Bergen), Foor, Rashica, Matavž 72' ( Castaignos), Linssen RESERVEBANK: Houwen, Bayazit, Colkett, Bruns, Ali, Lelieveld, Oude Kotte |  |
| Afwezig: Kruiswijk en Van der Werff (geblesseerd)                                                                                             |              |           |         | | |  |

Speelronde 16:
| woensdag 13 december 2017, 18:30                                                                                              | Vitesse                | 2–2 (1–1) | Willem II                | Opstelling Vitesse | Opstelling Willem II |  |
| Stadion: GelreDome, Arnhem Toeschouwers: 13.961 Arbiter: Gözübüyük Assistenten: Balder Assistenten: Lapar 4de official: Blank | Matavž 23' Linssen 88' |           | 13' Ogbeche 58' Rienstra | Pasveer, Lelieveld, Kasjia , Miazga, Faye 69' ( Oude Kotte), Bruns 11' 72' ( Castaignos), Mount, Foor 63' ( Serero), Rashica, Matavž, Linssen RESERVEBANK: Houwen, Dabo, Van Bergen, Ali | Branderhorst, Lewis, Lachman 8', Heerkens, Van der Linden, Tsimikas, Haye 89' ( Lieftink), Chirivella, Rienstra , Ogbeche, Sol 90+2' ( Azzaoui) RESERVEBANK: Wellenreuther, Van der Lei, Coulibaly, Croux, El Hankouri, Kok, Ogenia |  |
| Stadion: GelreDome, Arnhem Toeschouwers: 13.961 Arbiter: Gözübüyük Assistenten: Balder Assistenten: Lapar 4de official: Blank |                        |           |                          | Pasveer, Lelieveld, Kasjia , Miazga, Faye 69' ( Oude Kotte), Bruns 11' 72' ( Castaignos), Mount, Foor 63' ( Serero), Rashica, Matavž, Linssen RESERVEBANK: Houwen, Dabo, Van Bergen, Ali | Branderhorst, Lewis, Lachman 8', Heerkens, Van der Linden, Tsimikas, Haye 89' ( Lieftink), Chirivella, Rienstra , Ogbeche, Sol 90+2' ( Azzaoui) RESERVEBANK: Wellenreuther, Van der Lei, Coulibaly, Croux, El Hankouri, Kok, Ogenia |  |
| Stadion: GelreDome, Arnhem Toeschouwers: 13.961 Arbiter: Gözübüyük Assistenten: Balder Assistenten: Lapar 4de official: Blank |                        |           |                          | Pasveer, Lelieveld, Kasjia , Miazga, Faye 69' ( Oude Kotte), Bruns 11' 72' ( Castaignos), Mount, Foor 63' ( Serero), Rashica, Matavž, Linssen RESERVEBANK: Houwen, Dabo, Van Bergen, Ali | Branderhorst, Lewis, Lachman 8', Heerkens, Van der Linden, Tsimikas, Haye 89' ( Lieftink), Chirivella, Rienstra , Ogbeche, Sol 90+2' ( Azzaoui) RESERVEBANK: Wellenreuther, Van der Lei, Coulibaly, Croux, El Hankouri, Kok, Ogenia |  |
| Afwezig: Büttner, Colkett, Kruiswijk en Van der Werff (geblesseerd)                                                           |                        |           |                          | | |  |

Speelronde 17:
| zaterdag 16 december 2017, 20:45 | FC Twente     | 1–1 (1–1) | Vitesse   | Opstelling FC Twente | Opstelling Vitesse |  |
| Stadion: De Grolsch Veste, Enschede Toeschouwers: 23.600 Arbiter: Manschot Assistenten: Hoekstra Assistenten: Ketting 4de official: Ruperti | F. Jensen 14' |           | 28' Mount | Drommel, Ter Avest, Bijen, Hooiveld, Thesker , Trajkovski, Holla, F. Jensen, Lam, Boere 64' ( Kvasina), Assaidi 90+1' ( Laukart) RESERVEBANK: Brondeel, R. Jensen, Liendl, Van der Lely, George, Tighadouini | Pasveer, Lelieveld 52' 60' ( Dabo), Kasjia , Miazga, Oude Kotte, Faye, Foor, Mount 57', Rashica, Castaignos 83', Linssen 71' ( Matavž) RESERVEBANK: Houwen, Bayazit, Van Bergen, Serero, Ali, Ten Teije, Bosz |  |
| Stadion: De Grolsch Veste, Enschede Toeschouwers: 23.600 Arbiter: Manschot Assistenten: Hoekstra Assistenten: Ketting 4de official: Ruperti |               |           |           | Drommel, Ter Avest, Bijen, Hooiveld, Thesker , Trajkovski, Holla, F. Jensen, Lam, Boere 64' ( Kvasina), Assaidi 90+1' ( Laukart) RESERVEBANK: Brondeel, R. Jensen, Liendl, Van der Lely, George, Tighadouini | Pasveer, Lelieveld 52' 60' ( Dabo), Kasjia , Miazga, Oude Kotte, Faye, Foor, Mount 57', Rashica, Castaignos 83', Linssen 71' ( Matavž) RESERVEBANK: Houwen, Bayazit, Van Bergen, Serero, Ali, Ten Teije, Bosz |  |
| Stadion: De Grolsch Veste, Enschede Toeschouwers: 23.600 Arbiter: Manschot Assistenten: Hoekstra Assistenten: Ketting 4de official: Ruperti |               |           |           | Drommel, Ter Avest, Bijen, Hooiveld, Thesker , Trajkovski, Holla, F. Jensen, Lam, Boere 64' ( Kvasina), Assaidi 90+1' ( Laukart) RESERVEBANK: Brondeel, R. Jensen, Liendl, Van der Lely, George, Tighadouini | Pasveer, Lelieveld 52' 60' ( Dabo), Kasjia , Miazga, Oude Kotte, Faye, Foor, Mount 57', Rashica, Castaignos 83', Linssen 71' ( Matavž) RESERVEBANK: Houwen, Bayazit, Van Bergen, Serero, Ali, Ten Teije, Bosz |  |
| Afwezig: Bruns (geschorst); Büttner, Colkett, Kruiswijk en Van der Werff (geblesseerd)                                                      |               |           |           | | |  |

Speelronde 18:
| zaterdag 23 december 2017, 19:45 | PSV                    | 2–1 (1–1) | Vitesse    | Opstelling PSV | Opstelling Vitesse |  |
| Stadion: Philips Stadion, Eindhoven Toeschouwers: 33.800 Arbiter: Higler Assistenten: Van Zuilen Assistenten: De Nas 4de official: Van den Kerkhof | Schwaab 43' Lozano 53' |           | 32' Matavž | Zoet, Arias, Schwaab, Isimat-Mirin, Brenet, Van Ginkel , Hendrix, Ramselaar, Lozano 88' ( Guðmundsson), De Jong, Bergwijn 89' ( Pereiro) RESERVEBANK: Room, Van Osch, Luckassen, Lammers, Rigo, Rosario, Maher, Paal, Mauro Júnior, Obispo | Pasveer, Lelieveld 43' 82' ( Dabo), Kasjia 78' ( Castaignos), Miazga 17', Oude Kotte, Faye 55', Mount, Linssen, Foor 23' ( Bruns ( 78'+) 80'), Rashica, Matavž RESERVEBANK: Houwen, Bayazit, Van Bergen, Serero, Ali, Bosz |  |
| Stadion: Philips Stadion, Eindhoven Toeschouwers: 33.800 Arbiter: Higler Assistenten: Van Zuilen Assistenten: De Nas 4de official: Van den Kerkhof |                        |           |            | Zoet, Arias, Schwaab, Isimat-Mirin, Brenet, Van Ginkel , Hendrix, Ramselaar, Lozano 88' ( Guðmundsson), De Jong, Bergwijn 89' ( Pereiro) RESERVEBANK: Room, Van Osch, Luckassen, Lammers, Rigo, Rosario, Maher, Paal, Mauro Júnior, Obispo | Pasveer, Lelieveld 43' 82' ( Dabo), Kasjia 78' ( Castaignos), Miazga 17', Oude Kotte, Faye 55', Mount, Linssen, Foor 23' ( Bruns ( 78'+) 80'), Rashica, Matavž RESERVEBANK: Houwen, Bayazit, Van Bergen, Serero, Ali, Bosz |  |
| Stadion: Philips Stadion, Eindhoven Toeschouwers: 33.800 Arbiter: Higler Assistenten: Van Zuilen Assistenten: De Nas 4de official: Van den Kerkhof |                        |           |            | Zoet, Arias, Schwaab, Isimat-Mirin, Brenet, Van Ginkel , Hendrix, Ramselaar, Lozano 88' ( Guðmundsson), De Jong, Bergwijn 89' ( Pereiro) RESERVEBANK: Room, Van Osch, Luckassen, Lammers, Rigo, Rosario, Maher, Paal, Mauro Júnior, Obispo | Pasveer, Lelieveld 43' 82' ( Dabo), Kasjia 78' ( Castaignos), Miazga 17', Oude Kotte, Faye 55', Mount, Linssen, Foor 23' ( Bruns ( 78'+) 80'), Rashica, Matavž RESERVEBANK: Houwen, Bayazit, Van Bergen, Serero, Ali, Bosz |  |
| Afwezig: Büttner, Colkett, Kruiswijk, Tørnes en Van der Werff (geblesseerd)                                                                        |                        |           |            | | |  |

Speelronde 15:
| dinsdag 16 januari 2018, 20:00 | Sparta Rotterdam | 0–1 (0–0) | Vitesse   | Opstelling Sparta Rotterdam | Opstelling Vitesse |  |
| Stadion: Spartastadion Het Kasteel, Rotterdam Toeschouwers: 9.258 Arbiter: Makkelie Assistenten: Diks Assistenten: Steegstra 4de official: Van Herk                                                 |                  |           | 64' Mount | Kortsmit, Holst 88' ( Goodwin), Fischer, Chabot 73', Floranus, Dougall, Mühren 71' ( Ache), Sanusi , Alhaft 75' ( Verhaar), Friday, Brogno RESERVEBANK: Nienhuis, Breuer, Veenhoven, Harroui, Proschwitz | Pasveer, Dabo, Kasjia , Oude Kotte, Faye, Bruns, Serero, Mount, Rashica, Castaignos 46' ( Matavž), Linssen 83' ( Kruiswijk) RESERVEBANK: Tørnes, Houwen, Van Bergen, Ali, Lelieveld, Schuurman, Bosz |  |
| Stadion: Spartastadion Het Kasteel, Rotterdam Toeschouwers: 9.258 Arbiter: Makkelie Assistenten: Diks Assistenten: Steegstra 4de official: Van Herk                                                 |                  |           |           | Kortsmit, Holst 88' ( Goodwin), Fischer, Chabot 73', Floranus, Dougall, Mühren 71' ( Ache), Sanusi , Alhaft 75' ( Verhaar), Friday, Brogno RESERVEBANK: Nienhuis, Breuer, Veenhoven, Harroui, Proschwitz | Pasveer, Dabo, Kasjia , Oude Kotte, Faye, Bruns, Serero, Mount, Rashica, Castaignos 46' ( Matavž), Linssen 83' ( Kruiswijk) RESERVEBANK: Tørnes, Houwen, Van Bergen, Ali, Lelieveld, Schuurman, Bosz |  |
| Stadion: Spartastadion Het Kasteel, Rotterdam Toeschouwers: 9.258 Arbiter: Makkelie Assistenten: Diks Assistenten: Steegstra 4de official: Van Herk                                                 |                  |           |           | Kortsmit, Holst 88' ( Goodwin), Fischer, Chabot 73', Floranus, Dougall, Mühren 71' ( Ache), Sanusi , Alhaft 75' ( Verhaar), Friday, Brogno RESERVEBANK: Nienhuis, Breuer, Veenhoven, Harroui, Proschwitz | Pasveer, Dabo, Kasjia , Oude Kotte, Faye, Bruns, Serero, Mount, Rashica, Castaignos 46' ( Matavž), Linssen 83' ( Kruiswijk) RESERVEBANK: Tørnes, Houwen, Van Bergen, Ali, Lelieveld, Schuurman, Bosz |  |
| Bijz.: Wedstrijd oorspronkelijk ingepland op 10 december 2017, afgelast i.v.m. sneeuwval Afwezig: Colkett, Foor en Van der Werff (geblesseerd); Miazga (geschorst); Büttner (disciplinair gestraft) |                  |           |           | | |  |

Speelronde 19:
| zaterdag 20 januari 2018, 20:45                                                                                                   | Vitesse          | 1–1 (1–1) | sc Heerenveen      | Opstelling Vitesse | Opstelling sc Heerenveen |  |
| Stadion: GelreDome, Arnhem Toeschouwers: 15.363 Arbiter: Lindhout Assistenten: Bluemink Assistenten: De Nas 4de official: Martens | Høegh 13' (e.d.) |           | 37' Van Amersfoort | Pasveer, Dabo, Kasjia , Miazga, Faye, Mount, Serero 62', Bruns, Rashica, Matavž, Linssen 73' ( Van Bergen) RESERVEBANK: Houwen, Kruiswijk, Castaignos, Ali, Lelieveld, Schuurman, Oude Kotte | Hansen, Dumfries, Høegh, Pierie, Bulthuis, Kobayashi, Van Amersfoort 86' ( Vlap), Schaars 84' ( Bruijn), Ødegaard, Veerman 73' ( Ghoochannejhad), Zeneli RESERVEBANK: Bekkema, Næss, Rojas, Schmidt, Woudenberg, Mihajlović, Doornbusch |  |
| Stadion: GelreDome, Arnhem Toeschouwers: 15.363 Arbiter: Lindhout Assistenten: Bluemink Assistenten: De Nas 4de official: Martens |                  |           |                    | Pasveer, Dabo, Kasjia , Miazga, Faye, Mount, Serero 62', Bruns, Rashica, Matavž, Linssen 73' ( Van Bergen) RESERVEBANK: Houwen, Kruiswijk, Castaignos, Ali, Lelieveld, Schuurman, Oude Kotte | Hansen, Dumfries, Høegh, Pierie, Bulthuis, Kobayashi, Van Amersfoort 86' ( Vlap), Schaars 84' ( Bruijn), Ødegaard, Veerman 73' ( Ghoochannejhad), Zeneli RESERVEBANK: Bekkema, Næss, Rojas, Schmidt, Woudenberg, Mihajlović, Doornbusch |  |
| Stadion: GelreDome, Arnhem Toeschouwers: 15.363 Arbiter: Lindhout Assistenten: Bluemink Assistenten: De Nas 4de official: Martens |                  |           |                    | Pasveer, Dabo, Kasjia , Miazga, Faye, Mount, Serero 62', Bruns, Rashica, Matavž, Linssen 73' ( Van Bergen) RESERVEBANK: Houwen, Kruiswijk, Castaignos, Ali, Lelieveld, Schuurman, Oude Kotte | Hansen, Dumfries, Høegh, Pierie, Bulthuis, Kobayashi, Van Amersfoort 86' ( Vlap), Schaars 84' ( Bruijn), Ødegaard, Veerman 73' ( Ghoochannejhad), Zeneli RESERVEBANK: Bekkema, Næss, Rojas, Schmidt, Woudenberg, Mihajlović, Doornbusch |  |
| Afwezig: Colkett, Foor en Van der Werff (geblesseerd); Büttner (disciplinair gestraft)                                            |                  |           |                    | | |  |

Speelronde 20:
| zaterdag 27 januari 2018, 19:45 | PEC Zwolle | 1–2 (0–1) | Vitesse               | Opstelling PEC Zwolle | Opstelling Vitesse |  |
| Stadion: MAC³PARK stadion, Zwolle Toeschouwers: 13.115 Arbiter: S. Mulder Assistenten: Siebert Assistenten: Bexkens 4de official: Oostrom | Namli 58'  |           | 29' Linssen 75' Mount | Boer, Ehizibue 78', Marcellis, Sandler, Ligeon 40' ( Freire), Saymak 83' ( Parzyszek), Dekker, Thomas , Namli, Ondaan 63' ( Nijland), Mokhtar RESERVEBANK: Van der Hart, Hauptmeijer, Marinus, Israelsson, Bakker, Benschop | Pasveer ( 77'+), Dabo, Kasjia 77' ( Van der Werff), Miazga, Faye, Serero, Mount, Bruns, Rashica, Matavž 69' ( Castaignos), Linssen 84' ( Oude Kotte) RESERVEBANK: Tørnes, Houwen, Van Bergen, Ali, Lelieveld, Schuurman |  |
| Stadion: MAC³PARK stadion, Zwolle Toeschouwers: 13.115 Arbiter: S. Mulder Assistenten: Siebert Assistenten: Bexkens 4de official: Oostrom |            |           |                       | Boer, Ehizibue 78', Marcellis, Sandler, Ligeon 40' ( Freire), Saymak 83' ( Parzyszek), Dekker, Thomas , Namli, Ondaan 63' ( Nijland), Mokhtar RESERVEBANK: Van der Hart, Hauptmeijer, Marinus, Israelsson, Bakker, Benschop | Pasveer ( 77'+), Dabo, Kasjia 77' ( Van der Werff), Miazga, Faye, Serero, Mount, Bruns, Rashica, Matavž 69' ( Castaignos), Linssen 84' ( Oude Kotte) RESERVEBANK: Tørnes, Houwen, Van Bergen, Ali, Lelieveld, Schuurman |  |
| Stadion: MAC³PARK stadion, Zwolle Toeschouwers: 13.115 Arbiter: S. Mulder Assistenten: Siebert Assistenten: Bexkens 4de official: Oostrom |            |           |                       | Boer, Ehizibue 78', Marcellis, Sandler, Ligeon 40' ( Freire), Saymak 83' ( Parzyszek), Dekker, Thomas , Namli, Ondaan 63' ( Nijland), Mokhtar RESERVEBANK: Van der Hart, Hauptmeijer, Marinus, Israelsson, Bakker, Benschop | Pasveer ( 77'+), Dabo, Kasjia 77' ( Van der Werff), Miazga, Faye, Serero, Mount, Bruns, Rashica, Matavž 69' ( Castaignos), Linssen 84' ( Oude Kotte) RESERVEBANK: Tørnes, Houwen, Van Bergen, Ali, Lelieveld, Schuurman |  |
| Afwezig: Colkett, Foor en Kruiswijk (geblesseerd); Büttner (disciplinair gestraft)                                                        |            |           |                       | | |  |

Speelronde 21:
| vrijdag 2 februari 2018, 20:00                                                                                                  | Vitesse             | 2–0 (2–0) | FC Groningen | Opstelling Vitesse | Opstelling FC Groningen |  |
| Stadion: GelreDome, Arnhem Toeschouwers: 14.675 Arbiter: Wiedemeijer Assistenten: Dobre Assistenten: Ketting 4de official: Bijl | Miazga 6' Mount 32' |           |              | Pasveer, Dabo, Kasjia , Miazga, Faye, Bruns, Serero 82', Mount, Van Bergen 60' ( Beerens), Matavž 85' ( Castaignos), Linssen 76' ( Van der Werff) RESERVEBANK: Houwen, Ali, Foor, Lelieveld, Schuurman, Oude Kotte | Padt , Te Wierik, Memišević, Van Nieff 71' 73' ( Zeefuik 77'), Warmerdam, Hrustić, Reis 19' ( Bacuna), Drost, Van de Looi, Doan 67' ( Veldwijk), Van Weert RESERVEBANK: Begois, Larsen, Antuna, Hoekstra, Absalem |  |
| Stadion: GelreDome, Arnhem Toeschouwers: 14.675 Arbiter: Wiedemeijer Assistenten: Dobre Assistenten: Ketting 4de official: Bijl |                     |           |              | Pasveer, Dabo, Kasjia , Miazga, Faye, Bruns, Serero 82', Mount, Van Bergen 60' ( Beerens), Matavž 85' ( Castaignos), Linssen 76' ( Van der Werff) RESERVEBANK: Houwen, Ali, Foor, Lelieveld, Schuurman, Oude Kotte | Padt , Te Wierik, Memišević, Van Nieff 71' 73' ( Zeefuik 77'), Warmerdam, Hrustić, Reis 19' ( Bacuna), Drost, Van de Looi, Doan 67' ( Veldwijk), Van Weert RESERVEBANK: Begois, Larsen, Antuna, Hoekstra, Absalem |  |
| Stadion: GelreDome, Arnhem Toeschouwers: 14.675 Arbiter: Wiedemeijer Assistenten: Dobre Assistenten: Ketting 4de official: Bijl |                     |           |              | Pasveer, Dabo, Kasjia , Miazga, Faye, Bruns, Serero 82', Mount, Van Bergen 60' ( Beerens), Matavž 85' ( Castaignos), Linssen 76' ( Van der Werff) RESERVEBANK: Houwen, Ali, Foor, Lelieveld, Schuurman, Oude Kotte | Padt , Te Wierik, Memišević, Van Nieff 71' 73' ( Zeefuik 77'), Warmerdam, Hrustić, Reis 19' ( Bacuna), Drost, Van de Looi, Doan 67' ( Veldwijk), Van Weert RESERVEBANK: Begois, Larsen, Antuna, Hoekstra, Absalem |  |
| Bijz.: Debuut Beerens Afwezig: Kruiswijk (geblesseerd); Büttner (disciplinair gestraft)                                         |                     |           |              | | |  |

Speelronde 22:
| donderdag 8 februari 2018, 18:30 | ADO Den Haag | 1–0 (0–0) | Vitesse | Opstelling ADO Den Haag | Opstelling Vitesse |  |
| Stadion: Cars Jeans Stadion, Den Haag Toeschouwers: 12.303 Arbiter: Van den Kerkhof Assistenten: Balder Assistenten: Hubers 4de official: C. Mulder | Becker 53'   |           |         | Zwinkels, Ebuehi, Beugelsdijk, Kanon, Meijers , Bakker, El Khayati 89' 90+2' ( N. Kuipers), Immers, Becker 90+5' ( Goppel), Johnsen 59', Falkenburg 82' ( Gorter) RESERVEBANK: Groothuizen, Coremans, Ladan, B. Kuipers, Pinas, Duplan, David, Hooi | Pasveer ( 76'+), Dabo, Kasjia 76' ( Foor), Miazga, Faye, Bruns, Serero, Mount 87', Beerens 62' ( Van Bergen), Castaignos, Linssen RESERVEBANK: Tørnes, Houwen, Van der Werff, Karavaev, Ali, Lelieveld, Buitink, Oude Kotte |  |
| Stadion: Cars Jeans Stadion, Den Haag Toeschouwers: 12.303 Arbiter: Van den Kerkhof Assistenten: Balder Assistenten: Hubers 4de official: C. Mulder |              |           |         | Zwinkels, Ebuehi, Beugelsdijk, Kanon, Meijers , Bakker, El Khayati 89' 90+2' ( N. Kuipers), Immers, Becker 90+5' ( Goppel), Johnsen 59', Falkenburg 82' ( Gorter) RESERVEBANK: Groothuizen, Coremans, Ladan, B. Kuipers, Pinas, Duplan, David, Hooi | Pasveer ( 76'+), Dabo, Kasjia 76' ( Foor), Miazga, Faye, Bruns, Serero, Mount 87', Beerens 62' ( Van Bergen), Castaignos, Linssen RESERVEBANK: Tørnes, Houwen, Van der Werff, Karavaev, Ali, Lelieveld, Buitink, Oude Kotte |  |
| Stadion: Cars Jeans Stadion, Den Haag Toeschouwers: 12.303 Arbiter: Van den Kerkhof Assistenten: Balder Assistenten: Hubers 4de official: C. Mulder |              |           |         | Zwinkels, Ebuehi, Beugelsdijk, Kanon, Meijers , Bakker, El Khayati 89' 90+2' ( N. Kuipers), Immers, Becker 90+5' ( Goppel), Johnsen 59', Falkenburg 82' ( Gorter) RESERVEBANK: Groothuizen, Coremans, Ladan, B. Kuipers, Pinas, Duplan, David, Hooi | Pasveer ( 76'+), Dabo, Kasjia 76' ( Foor), Miazga, Faye, Bruns, Serero, Mount 87', Beerens 62' ( Van Bergen), Castaignos, Linssen RESERVEBANK: Tørnes, Houwen, Van der Werff, Karavaev, Ali, Lelieveld, Buitink, Oude Kotte |  |
| Afwezig: Matavž (geschorst); Kruiswijk (geblesseerd); Büttner (disciplinair gestraft)                                                               |              |           |         | | |  |

Speelronde 23:
| zondag 11 februari 2018, 14:30                                                                                              | Vitesse                    | 3–1 (1–1) | Feyenoord   | Opstelling Vitesse | Opstelling Feyenoord |  |
| Stadion: GelreDome, Arnhem Toeschouwers: 16.459 Arbiter: Higler Assistenten: Schaap Assistenten: Kleinjan 4de official: Bax | Kasjia 43' Linssen 66' 86' |           | 21' Vilhena | Pasveer, Dabo, Kasjia , Miazga, Faye, Mount, Serero, Bruns 13' 72' ( Foor), Beerens 88' ( Karavaev), Castaignos 80' ( Buitink 84'), Linssen RESERVEBANK: Houwen, Van der Werff, Van Bergen, Ali | Jones, St. Juste 46' ( Nieuwkoop), Van Beek, Van der Heijden, Haps 16' ( Malacia 81'), El Ahmadi , Toornstra 79' ( Van Persie), Vilhena, Berghuis, Jørgensen, Başacıkoğlu 65' RESERVEBANK: Bijlow, Ten Hove, Boëtius, Diks, Tapia, Amrabat, Botteghin, Vente, Hansson |  |
| Stadion: GelreDome, Arnhem Toeschouwers: 16.459 Arbiter: Higler Assistenten: Schaap Assistenten: Kleinjan 4de official: Bax |                            |           |             | Pasveer, Dabo, Kasjia , Miazga, Faye, Mount, Serero, Bruns 13' 72' ( Foor), Beerens 88' ( Karavaev), Castaignos 80' ( Buitink 84'), Linssen RESERVEBANK: Houwen, Van der Werff, Van Bergen, Ali | Jones, St. Juste 46' ( Nieuwkoop), Van Beek, Van der Heijden, Haps 16' ( Malacia 81'), El Ahmadi , Toornstra 79' ( Van Persie), Vilhena, Berghuis, Jørgensen, Başacıkoğlu 65' RESERVEBANK: Bijlow, Ten Hove, Boëtius, Diks, Tapia, Amrabat, Botteghin, Vente, Hansson |  |
| Stadion: GelreDome, Arnhem Toeschouwers: 16.459 Arbiter: Higler Assistenten: Schaap Assistenten: Kleinjan 4de official: Bax |                            |           |             | Pasveer, Dabo, Kasjia , Miazga, Faye, Mount, Serero, Bruns 13' 72' ( Foor), Beerens 88' ( Karavaev), Castaignos 80' ( Buitink 84'), Linssen RESERVEBANK: Houwen, Van der Werff, Van Bergen, Ali | Jones, St. Juste 46' ( Nieuwkoop), Van Beek, Van der Heijden, Haps 16' ( Malacia 81'), El Ahmadi , Toornstra 79' ( Van Persie), Vilhena, Berghuis, Jørgensen, Başacıkoğlu 65' RESERVEBANK: Bijlow, Ten Hove, Boëtius, Diks, Tapia, Amrabat, Botteghin, Vente, Hansson |  |
| Bijz.: Debuut Buitink en Karavaev Afwezig: Matavž (geschorst); Kruiswijk (geblesseerd); Büttner (disciplinair gestraft)     |                            |           |             | | |  |

Speelronde 24:
| zaterdag 17 februari 2018, 18:30 | Vitesse       | 1–2 (1–1) | Excelsior               | Opstelling Vitesse | Opstelling Excelsior |  |
| Stadion: GelreDome, Arnhem Toeschouwers: 15.432 Arbiter: Manschot Assistenten: Van Roekel Assistenten: De Vries 4de official: Van der Eijk | Castaignos 2' |           | 44' Faik 66' Van Duinen | Pasveer, Dabo 62' ( Karavaev), Kasjia 22' ( Oude Kotte 81'), Van der Werff 90', Faye, Bruns, Serero 84', Mount, Beerens, Castaignos, Linssen 72' ( Foor) RESERVEBANK: Houwen, Van Bergen, Ali, Buitink | Zwarthoed, Karami, Mattheij, Faes, Burnet 36' ( Garcia), Faik, Fortes, Koolwijk , Elbers 90+3' ( Hadouir), Van Duinen 76' 90' ( Vermeulen), Bruins RESERVEBANK: Havekotte, Kristinsson, O'Neill, Messaoud, Haspolat, Caenepeel |  |
| Stadion: GelreDome, Arnhem Toeschouwers: 15.432 Arbiter: Manschot Assistenten: Van Roekel Assistenten: De Vries 4de official: Van der Eijk |               |           |                         | Pasveer, Dabo 62' ( Karavaev), Kasjia 22' ( Oude Kotte 81'), Van der Werff 90', Faye, Bruns, Serero 84', Mount, Beerens, Castaignos, Linssen 72' ( Foor) RESERVEBANK: Houwen, Van Bergen, Ali, Buitink | Zwarthoed, Karami, Mattheij, Faes, Burnet 36' ( Garcia), Faik, Fortes, Koolwijk , Elbers 90+3' ( Hadouir), Van Duinen 76' 90' ( Vermeulen), Bruins RESERVEBANK: Havekotte, Kristinsson, O'Neill, Messaoud, Haspolat, Caenepeel |  |
| Stadion: GelreDome, Arnhem Toeschouwers: 15.432 Arbiter: Manschot Assistenten: Van Roekel Assistenten: De Vries 4de official: Van der Eijk |               |           |                         | Pasveer, Dabo 62' ( Karavaev), Kasjia 22' ( Oude Kotte 81'), Van der Werff 90', Faye, Bruns, Serero 84', Mount, Beerens, Castaignos, Linssen 72' ( Foor) RESERVEBANK: Houwen, Van Bergen, Ali, Buitink | Zwarthoed, Karami, Mattheij, Faes, Burnet 36' ( Garcia), Faik, Fortes, Koolwijk , Elbers 90+3' ( Hadouir), Van Duinen 76' 90' ( Vermeulen), Bruins RESERVEBANK: Havekotte, Kristinsson, O'Neill, Messaoud, Haspolat, Caenepeel |  |
| Afwezig: Matavž (geschorst); Miazga (ziek); Kruiswijk (geblesseerd); Büttner (disciplinair gestraft)                                       |               |           |                         | | |  |

Speelronde 25:
| zaterdag 24 februari 2018, 20:45 | VVV-Venlo         | 2–2 (2–1) | Vitesse                      | Opstelling VVV-Venlo | Opstelling Vitesse |  |
| Stadion: Seacon Stadion - De Koel -, Venlo Toeschouwers: 6.168 Arbiter: S. Mulder Assistenten: Jansen Assistenten: Ketting 4de official: Martens | Hunte 10' Thy 24' |           | 29' (e.d.) Röseler 48' Mount | Unnerstall, Dekker 85' ( Promes), Post , Röseler, R. Janssen 74', Rutten, Seuntjens 82', Leemans, V. van Crooij, Thy 90+2' ( Opoku), Hunte 64' ( Castelen) RESERVEBANK: D. van Crooij, Verbong, Labylle, Janse, Korkmaz, Jakobsen | Pasveer, Dabo, Kasjia , Miazga, Faye, Bruns 86' ( Van Bergen), Van der Werff, Mount, Beerens, Castaignos, Foor RESERVEBANK: Tørnes, Houwen, Karavaev, Serero, Ali, Lelieveld, Buitink, Schuurman, Oude Kotte |  |
| Stadion: Seacon Stadion - De Koel -, Venlo Toeschouwers: 6.168 Arbiter: S. Mulder Assistenten: Jansen Assistenten: Ketting 4de official: Martens |                   |           |                              | Unnerstall, Dekker 85' ( Promes), Post , Röseler, R. Janssen 74', Rutten, Seuntjens 82', Leemans, V. van Crooij, Thy 90+2' ( Opoku), Hunte 64' ( Castelen) RESERVEBANK: D. van Crooij, Verbong, Labylle, Janse, Korkmaz, Jakobsen | Pasveer, Dabo, Kasjia , Miazga, Faye, Bruns 86' ( Van Bergen), Van der Werff, Mount, Beerens, Castaignos, Foor RESERVEBANK: Tørnes, Houwen, Karavaev, Serero, Ali, Lelieveld, Buitink, Schuurman, Oude Kotte |  |
| Stadion: Seacon Stadion - De Koel -, Venlo Toeschouwers: 6.168 Arbiter: S. Mulder Assistenten: Jansen Assistenten: Ketting 4de official: Martens |                   |           |                              | Unnerstall, Dekker 85' ( Promes), Post , Röseler, R. Janssen 74', Rutten, Seuntjens 82', Leemans, V. van Crooij, Thy 90+2' ( Opoku), Hunte 64' ( Castelen) RESERVEBANK: D. van Crooij, Verbong, Labylle, Janse, Korkmaz, Jakobsen | Pasveer, Dabo, Kasjia , Miazga, Faye, Bruns 86' ( Van Bergen), Van der Werff, Mount, Beerens, Castaignos, Foor RESERVEBANK: Tørnes, Houwen, Karavaev, Serero, Ali, Lelieveld, Buitink, Schuurman, Oude Kotte |  |
| Afwezig: Matavž (geschorst); Kruiswijk, Linssen (geblesseerd); Büttner (disciplinair gestraft)                                                   |                   |           |                              | | |  |

Speelronde 26:
| zondag 4 maart 2018, 14:30 | Vitesse                  | 3–2 (1–0) | Ajax                         | Opstelling Vitesse | Opstelling Ajax |  |
| Stadion: GelreDome, Arnhem Toeschouwers: 19.876 Arbiter: Kuipers Assistenten: Van Roekel Assistenten: Zeinstra 4de official: Ruperti | Foor 16' Linssen 57' 71' |           | 61' Cassierra 85' S. de Jong | Pasveer, Dabo, Kasjia , Miazga, Faye 22' 46' ( Karavaev), Mount, Serero, Foor, Beerens 66' ( Van der Werff), Matavž, Linssen 59' 83' ( Castaignos 89') RESERVEBANK: Houwen, Bruns, Van Bergen, Ali | Onana, Veltman , De Ligt 90+2', Wöber 60' ( Cassierra), Tagliafico, Van de Beek 78' ( Mazraoui), Schöne, Ziyech 70', Neres, S. de Jong, Kluivert 59' ( Younes) RESERVEBANK: Lamprou, Eiting, Kristensen, Bakker |  |
| Stadion: GelreDome, Arnhem Toeschouwers: 19.876 Arbiter: Kuipers Assistenten: Van Roekel Assistenten: Zeinstra 4de official: Ruperti |                          |           |                              | Pasveer, Dabo, Kasjia , Miazga, Faye 22' 46' ( Karavaev), Mount, Serero, Foor, Beerens 66' ( Van der Werff), Matavž, Linssen 59' 83' ( Castaignos 89') RESERVEBANK: Houwen, Bruns, Van Bergen, Ali | Onana, Veltman , De Ligt 90+2', Wöber 60' ( Cassierra), Tagliafico, Van de Beek 78' ( Mazraoui), Schöne, Ziyech 70', Neres, S. de Jong, Kluivert 59' ( Younes) RESERVEBANK: Lamprou, Eiting, Kristensen, Bakker |  |
| Stadion: GelreDome, Arnhem Toeschouwers: 19.876 Arbiter: Kuipers Assistenten: Van Roekel Assistenten: Zeinstra 4de official: Ruperti |                          |           |                              | Pasveer, Dabo, Kasjia , Miazga, Faye 22' 46' ( Karavaev), Mount, Serero, Foor, Beerens 66' ( Van der Werff), Matavž, Linssen 59' 83' ( Castaignos 89') RESERVEBANK: Houwen, Bruns, Van Bergen, Ali | Onana, Veltman , De Ligt 90+2', Wöber 60' ( Cassierra), Tagliafico, Van de Beek 78' ( Mazraoui), Schöne, Ziyech 70', Neres, S. de Jong, Kluivert 59' ( Younes) RESERVEBANK: Lamprou, Eiting, Kristensen, Bakker |  |
| Afwezig: Kruiswijk (geblesseerd); Büttner (disciplinair gestraft)                                                                    |                          |           |                              | | |  |

Speelronde 27:
| zondag 11 maart 2018, 14:30 | FC Utrecht                                             | 5–1 (2–0) | Vitesse  | Opstelling FC Utrecht | Opstelling Vitesse |  |
| Stadion: Stadion Galgenwaard, Utrecht Toeschouwers: 19.607 Arbiter: Janssen Assistenten: Van Dongen Assistenten: Siebert 4de official: Van Herk | Janssen 36' Labyad 44' Van de Streek 60' Ayoub 74' 77' |           | 55' Foor | Jensen, Klaiber, Leeuwin 46' ( Đumić), Janssen 41', Van der Maarel, Klich, Strieder 86' ( Kali), Van de Streek 32', Ayoub, Kerk, Labyad 73' ( Emanuelson) RESERVEBANK: Marsman, Dessers, Van der Meer, Troupée, Görtler | Pasveer, Dabo 79' ( Oude Kotte), Kasjia , Miazga, Faye 46' ( Karavaev), Serero, Van der Werff, Mount, Foor 10', Matavž 66' ( Castaignos), Linssen RESERVEBANK: Tørnes, Houwen, Bruns, Van Bergen, Ali |  |
| Stadion: Stadion Galgenwaard, Utrecht Toeschouwers: 19.607 Arbiter: Janssen Assistenten: Van Dongen Assistenten: Siebert 4de official: Van Herk |                                                        |           |          | Jensen, Klaiber, Leeuwin 46' ( Đumić), Janssen 41', Van der Maarel, Klich, Strieder 86' ( Kali), Van de Streek 32', Ayoub, Kerk, Labyad 73' ( Emanuelson) RESERVEBANK: Marsman, Dessers, Van der Meer, Troupée, Görtler | Pasveer, Dabo 79' ( Oude Kotte), Kasjia , Miazga, Faye 46' ( Karavaev), Serero, Van der Werff, Mount, Foor 10', Matavž 66' ( Castaignos), Linssen RESERVEBANK: Tørnes, Houwen, Bruns, Van Bergen, Ali |  |
| Stadion: Stadion Galgenwaard, Utrecht Toeschouwers: 19.607 Arbiter: Janssen Assistenten: Van Dongen Assistenten: Siebert 4de official: Van Herk |                                                        |           |          | Jensen, Klaiber, Leeuwin 46' ( Đumić), Janssen 41', Van der Maarel, Klich, Strieder 86' ( Kali), Van de Streek 32', Ayoub, Kerk, Labyad 73' ( Emanuelson) RESERVEBANK: Marsman, Dessers, Van der Meer, Troupée, Görtler | Pasveer, Dabo 79' ( Oude Kotte), Kasjia , Miazga, Faye 46' ( Karavaev), Serero, Van der Werff, Mount, Foor 10', Matavž 66' ( Castaignos), Linssen RESERVEBANK: Tørnes, Houwen, Bruns, Van Bergen, Ali |  |
| Afwezig: Beerens, Kruiswijk (geblesseerd); Büttner (disciplinair gestraft)                                                                      |                                                        |           |          | | |  |

Speelronde 28:
| zaterdag 17 maart 2018, 19:45                                                                                                   | Vitesse | 0–0 (0–0) | Heracles Almelo | Opstelling Vitesse | Opstelling Heracles Almelo |  |
| Stadion: GelreDome, Arnhem Toeschouwers: 16.231 Arbiter: Lindhout Assistenten: Bluemink Assistenten: De Nas 4de official: Pérez |         |           |                 | Houwen, Karavaev, Kasjia , Miazga, Faye, Foor, Serero, Mount, Beerens 85' ( Bruns), Matavž, Linssen 76' ( Van Bergen) RESERVEBANK: Pasveer, Dabo, Castaignos, Ali, Oude Kotte | Castro , Breukers, Wuytens, Pröpper, Baas, Jakubiak 46' ( Niemeijer), Monteiro, Van Ooijen, Kuwas, Vermeij 76' ( Gladon), Peterson RESERVEBANK: Zeinstra, Brouwer, Van Hintum, Van den Buijs, Darri, Osman, Navrátil, Van de Berg |  |
| Stadion: GelreDome, Arnhem Toeschouwers: 16.231 Arbiter: Lindhout Assistenten: Bluemink Assistenten: De Nas 4de official: Pérez |         |           |                 | Houwen, Karavaev, Kasjia , Miazga, Faye, Foor, Serero, Mount, Beerens 85' ( Bruns), Matavž, Linssen 76' ( Van Bergen) RESERVEBANK: Pasveer, Dabo, Castaignos, Ali, Oude Kotte | Castro , Breukers, Wuytens, Pröpper, Baas, Jakubiak 46' ( Niemeijer), Monteiro, Van Ooijen, Kuwas, Vermeij 76' ( Gladon), Peterson RESERVEBANK: Zeinstra, Brouwer, Van Hintum, Van den Buijs, Darri, Osman, Navrátil, Van de Berg |  |
| Stadion: GelreDome, Arnhem Toeschouwers: 16.231 Arbiter: Lindhout Assistenten: Bluemink Assistenten: De Nas 4de official: Pérez |         |           |                 | Houwen, Karavaev, Kasjia , Miazga, Faye, Foor, Serero, Mount, Beerens 85' ( Bruns), Matavž, Linssen 76' ( Van Bergen) RESERVEBANK: Pasveer, Dabo, Castaignos, Ali, Oude Kotte | Castro , Breukers, Wuytens, Pröpper, Baas, Jakubiak 46' ( Niemeijer), Monteiro, Van Ooijen, Kuwas, Vermeij 76' ( Gladon), Peterson RESERVEBANK: Zeinstra, Brouwer, Van Hintum, Van den Buijs, Darri, Osman, Navrátil, Van de Berg |  |
| Afwezig: Büttner, Kruiswijk, Van der Werff (geblesseerd)                                                                        |         |           |                 | | |  |

Speelronde 29:
| zaterdag 31 maart 2018, 18:30 | Vitesse | 0–3 (0–1) | Roda JC Kerkrade            | Opstelling Vitesse | Opstelling Roda JC Kerkrade |  |
| Stadion: GelreDome, Arnhem Toeschouwers: 16.591 Arbiter: Higler Assistenten: Van Zuilen Assistenten: Kleinjan 4de official: Blank |         |           | 24' 80' Schahin 70' Avdijaj | Houwen, Karavaev, Kasjia 70' ( Buitink), Miazga ( 70'+), Faye, Foor, Serero 46' ( Bruns), Mount, Beerens, Castaignos 56' ( Matavž), Linssen RESERVEBANK: Tørnes, Pasveer, Dabo, Van der Werff, Van Bergen, Ali, Büttner, Schuurman | Jurjus, Kum, Banggaard, Auassar , Vansteenkiste, Rosheuvel, Ndenge, Gustafson 90+1' ( Rutjes), Gnjatić, Avdijaj 85' ( Engels), Schahin 90' ( Vancamp) RESERVEBANK: Novaković, Mertens, Dijkhuizen, Van Peppen, El Makrini, Van Velzen, Milts, Ngombo, Van Eijma |  |
| Stadion: GelreDome, Arnhem Toeschouwers: 16.591 Arbiter: Higler Assistenten: Van Zuilen Assistenten: Kleinjan 4de official: Blank |         |           |                             | Houwen, Karavaev, Kasjia 70' ( Buitink), Miazga ( 70'+), Faye, Foor, Serero 46' ( Bruns), Mount, Beerens, Castaignos 56' ( Matavž), Linssen RESERVEBANK: Tørnes, Pasveer, Dabo, Van der Werff, Van Bergen, Ali, Büttner, Schuurman | Jurjus, Kum, Banggaard, Auassar , Vansteenkiste, Rosheuvel, Ndenge, Gustafson 90+1' ( Rutjes), Gnjatić, Avdijaj 85' ( Engels), Schahin 90' ( Vancamp) RESERVEBANK: Novaković, Mertens, Dijkhuizen, Van Peppen, El Makrini, Van Velzen, Milts, Ngombo, Van Eijma |  |
| Stadion: GelreDome, Arnhem Toeschouwers: 16.591 Arbiter: Higler Assistenten: Van Zuilen Assistenten: Kleinjan 4de official: Blank |         |           |                             | Houwen, Karavaev, Kasjia 70' ( Buitink), Miazga ( 70'+), Faye, Foor, Serero 46' ( Bruns), Mount, Beerens, Castaignos 56' ( Matavž), Linssen RESERVEBANK: Tørnes, Pasveer, Dabo, Van der Werff, Van Bergen, Ali, Büttner, Schuurman | Jurjus, Kum, Banggaard, Auassar , Vansteenkiste, Rosheuvel, Ndenge, Gustafson 90+1' ( Rutjes), Gnjatić, Avdijaj 85' ( Engels), Schahin 90' ( Vancamp) RESERVEBANK: Novaković, Mertens, Dijkhuizen, Van Peppen, El Makrini, Van Velzen, Milts, Ngombo, Van Eijma |  |
| Afwezig: Kruiswijk (geblesseerd)                                                                                                  |         |           |                             | | |  |

Speelronde 30:
| zaterdag 7 april 2018, 18:30 | NAC Breda    | 1–0 (1–0) | Vitesse | Opstelling NAC Breda | Opstelling Vitesse |  |
| Stadion: Rat Verlegh Stadion, Breda Toeschouwers: 18.567 Arbiter: Gözübüyük Assistenten: Brondijk Assistenten: Langkamp 4de official: Dieperink | Angeliño 35' |           |         | Bertrams, Sporkslede, Mets, Marí , Angeliño, García, Vloet 46' ( Fernandes), Verschueren, Ambrose 90' ( Nijholt), Sadiq 79' ( Te Vrede), El Allouchi RESERVEBANK: Birighitti, Niemczycki, Koch, Haemhouts, Brusselers, Meijers, Horsfield | Houwen, Karavaev, Kasjia 61', Miazga, Büttner, Serero 82' ( Castaignos 84'), Mount, Foor, Beerens 69' ( Buitink), Matavž, Linssen 77' RESERVEBANK: Tørnes, Pasveer, Dabo, Van der Werff, Bruns, Van Bergen, Ali, Faye, Schuurman |  |
| Stadion: Rat Verlegh Stadion, Breda Toeschouwers: 18.567 Arbiter: Gözübüyük Assistenten: Brondijk Assistenten: Langkamp 4de official: Dieperink |              |           |         | Bertrams, Sporkslede, Mets, Marí , Angeliño, García, Vloet 46' ( Fernandes), Verschueren, Ambrose 90' ( Nijholt), Sadiq 79' ( Te Vrede), El Allouchi RESERVEBANK: Birighitti, Niemczycki, Koch, Haemhouts, Brusselers, Meijers, Horsfield | Houwen, Karavaev, Kasjia 61', Miazga, Büttner, Serero 82' ( Castaignos 84'), Mount, Foor, Beerens 69' ( Buitink), Matavž, Linssen 77' RESERVEBANK: Tørnes, Pasveer, Dabo, Van der Werff, Bruns, Van Bergen, Ali, Faye, Schuurman |  |
| Stadion: Rat Verlegh Stadion, Breda Toeschouwers: 18.567 Arbiter: Gözübüyük Assistenten: Brondijk Assistenten: Langkamp 4de official: Dieperink |              |           |         | Bertrams, Sporkslede, Mets, Marí , Angeliño, García, Vloet 46' ( Fernandes), Verschueren, Ambrose 90' ( Nijholt), Sadiq 79' ( Te Vrede), El Allouchi RESERVEBANK: Birighitti, Niemczycki, Koch, Haemhouts, Brusselers, Meijers, Horsfield | Houwen, Karavaev, Kasjia 61', Miazga, Büttner, Serero 82' ( Castaignos 84'), Mount, Foor, Beerens 69' ( Buitink), Matavž, Linssen 77' RESERVEBANK: Tørnes, Pasveer, Dabo, Van der Werff, Bruns, Van Bergen, Ali, Faye, Schuurman |  |
| Afwezig: Kruiswijk (geblesseerd) |              |           |         | | |  |

Speelronde 31:
| zaterdag 14 april 2018, 19:45 | Vitesse                                                                       | 7–0 (3–0) | Sparta Rotterdam | Opstelling Vitesse | Opstelling Sparta Rotterdam |  |
| Stadion: GelreDome, Arnhem Toeschouwers: 16.345 Arbiter: Blom Assistenten: Strijker Assistenten: Hubers 4de official: C. Mulder       | Serero 2' Beerens 18' Fischer 29' (e.d.) Linssen 59' 82' Matavž 72' Bruns 77' |           |                  | Houwen, Karavaev, Kasjia , Miazga 71' ( Van der Werff), Büttner 45', Serero, Mount 88' ( Schuurman), Foor 76' ( Bruns), Beerens, Matavž, Linssen RESERVEBANK: Tørnes, Pasveer, Dabo, Van Bergen, Ali, Buitink, Faye | Huth, Holst, Fischer, Vriends, Goodwin, Sanusi , Mühren 46' ( Friday), Dougall, Brogno 33' 46' ( Breuer), Kramer 45', Ahannach 71' ( Duarte) RESERVEBANK: Nienhuis, Veenhoven, Van Moorsel, Spierings, Dos Santos, Verhaar, Harroui, Alhaft, Ache |  |
| Stadion: GelreDome, Arnhem Toeschouwers: 16.345 Arbiter: Blom Assistenten: Strijker Assistenten: Hubers 4de official: C. Mulder       |                                                                               |           |                  | Houwen, Karavaev, Kasjia , Miazga 71' ( Van der Werff), Büttner 45', Serero, Mount 88' ( Schuurman), Foor 76' ( Bruns), Beerens, Matavž, Linssen RESERVEBANK: Tørnes, Pasveer, Dabo, Van Bergen, Ali, Buitink, Faye | Huth, Holst, Fischer, Vriends, Goodwin, Sanusi , Mühren 46' ( Friday), Dougall, Brogno 33' 46' ( Breuer), Kramer 45', Ahannach 71' ( Duarte) RESERVEBANK: Nienhuis, Veenhoven, Van Moorsel, Spierings, Dos Santos, Verhaar, Harroui, Alhaft, Ache |  |
| Stadion: GelreDome, Arnhem Toeschouwers: 16.345 Arbiter: Blom Assistenten: Strijker Assistenten: Hubers 4de official: C. Mulder       |                                                                               |           |                  | Houwen, Karavaev, Kasjia , Miazga 71' ( Van der Werff), Büttner 45', Serero, Mount 88' ( Schuurman), Foor 76' ( Bruns), Beerens, Matavž, Linssen RESERVEBANK: Tørnes, Pasveer, Dabo, Van Bergen, Ali, Buitink, Faye | Huth, Holst, Fischer, Vriends, Goodwin, Sanusi , Mühren 46' ( Friday), Dougall, Brogno 33' 46' ( Breuer), Kramer 45', Ahannach 71' ( Duarte) RESERVEBANK: Nienhuis, Veenhoven, Van Moorsel, Spierings, Dos Santos, Verhaar, Harroui, Alhaft, Ache |  |
| Bijz.: Grootste overwinning Vitesse in de Eredivisie; debuut Jesse Schuurman Afwezig: Kruiswijk (geblesseerd); Castaignos (geschorst) |                                                                               |           |                  | | |  |

Speelronde 32:
| woensdag 18 april 2018, 18:30 | AZ                                    | 4–3 (3–2) | Vitesse                          | Opstelling AZ | Opstelling Vitesse |  |
| Stadion: AFAS Stadion, Alkmaar Toeschouwers: 16.067 Arbiter: Nijhuis Assistenten: Jansen Assistenten: Vandeursen 4de official: Van der Eijk | Weghorst 7' Jahanbakhsh 12' 45+2' 53' |           | 22' Linssen 40' Matavž 66' Mount | Bizot, Van Rhijn, Seuntjens, Hatzidiakos, Wijndal 83' ( Ouwejan), Midtsjø, Til, Koopmeiners, Jahanbakhsh 63' ( Van Overeem), Weghorst , Idrissi 85' ( Van Eijden) RESERVEBANK: Coutinho, Vlaar, Bel Hassani, Reijnders, Church, Hoedemakers | Houwen, Karavaev, Kasjia , Miazga, Büttner 90' ( Buitink), Serero 58' ( Bruns), Mount, Foor, Beerens 81' ( Van Bergen), Matavž, Linssen RESERVEBANK: Tørnes, Pasveer, Dabo, Van der Werff, Kruiswijk, Castaignos, Ali, Faye |  |
| Stadion: AFAS Stadion, Alkmaar Toeschouwers: 16.067 Arbiter: Nijhuis Assistenten: Jansen Assistenten: Vandeursen 4de official: Van der Eijk |                                       |           |                                  | Bizot, Van Rhijn, Seuntjens, Hatzidiakos, Wijndal 83' ( Ouwejan), Midtsjø, Til, Koopmeiners, Jahanbakhsh 63' ( Van Overeem), Weghorst , Idrissi 85' ( Van Eijden) RESERVEBANK: Coutinho, Vlaar, Bel Hassani, Reijnders, Church, Hoedemakers | Houwen, Karavaev, Kasjia , Miazga, Büttner 90' ( Buitink), Serero 58' ( Bruns), Mount, Foor, Beerens 81' ( Van Bergen), Matavž, Linssen RESERVEBANK: Tørnes, Pasveer, Dabo, Van der Werff, Kruiswijk, Castaignos, Ali, Faye |  |
| Stadion: AFAS Stadion, Alkmaar Toeschouwers: 16.067 Arbiter: Nijhuis Assistenten: Jansen Assistenten: Vandeursen 4de official: Van der Eijk |                                       |           |                                  | Bizot, Van Rhijn, Seuntjens, Hatzidiakos, Wijndal 83' ( Ouwejan), Midtsjø, Til, Koopmeiners, Jahanbakhsh 63' ( Van Overeem), Weghorst , Idrissi 85' ( Van Eijden) RESERVEBANK: Coutinho, Vlaar, Bel Hassani, Reijnders, Church, Hoedemakers | Houwen, Karavaev, Kasjia , Miazga, Büttner 90' ( Buitink), Serero 58' ( Bruns), Mount, Foor, Beerens 81' ( Van Bergen), Matavž, Linssen RESERVEBANK: Tørnes, Pasveer, Dabo, Van der Werff, Kruiswijk, Castaignos, Ali, Faye |  |
| |                                       |           |                                  | | |  |

Speelronde 33:
| zondag 29 april 2018, 14:30 | Vitesse                                         | 5–0 (1–0) | FC Twente | Opstelling Vitesse | Opstelling FC Twente |  |
| Stadion: GelreDome, Arnhem Toeschouwers: 17.939 Arbiter: Kamphuis Assistenten: De Nas Assistenten: Janson 4de official: Teuben          | Serero 40' Matavž 53' 88' Mount 68' Linssen 71' |           |           | Houwen, Karavaev, Kasjia , Miazga 27' 79' ( Van der Werff), Büttner, Serero, Mount 45+2', Foor 74' ( Bruns), Beerens 24' ( Van Bergen), Matavž, Linssen RESERVEBANK: Pasveer, Bayazit, Dabo, Kruiswijk, Castaignos, Ali, Buitink, Faye | Drommel, Van der Lely, Bijen, Thesker , Cuevas 69' ( Boere), Maria 72' ( R. Jensen), Holla, Maher, Van der Heyden 54' ( El Hamdaoui), Tighadouini, Assaidi 71' RESERVEBANK: Hengelman, Brondeel, Hooiveld, Laukart, Kvasina, Liendl, George |  |
| Stadion: GelreDome, Arnhem Toeschouwers: 17.939 Arbiter: Kamphuis Assistenten: De Nas Assistenten: Janson 4de official: Teuben          |                                                 |           |           | Houwen, Karavaev, Kasjia , Miazga 27' 79' ( Van der Werff), Büttner, Serero, Mount 45+2', Foor 74' ( Bruns), Beerens 24' ( Van Bergen), Matavž, Linssen RESERVEBANK: Pasveer, Bayazit, Dabo, Kruiswijk, Castaignos, Ali, Buitink, Faye | Drommel, Van der Lely, Bijen, Thesker , Cuevas 69' ( Boere), Maria 72' ( R. Jensen), Holla, Maher, Van der Heyden 54' ( El Hamdaoui), Tighadouini, Assaidi 71' RESERVEBANK: Hengelman, Brondeel, Hooiveld, Laukart, Kvasina, Liendl, George |  |
| Stadion: GelreDome, Arnhem Toeschouwers: 17.939 Arbiter: Kamphuis Assistenten: De Nas Assistenten: Janson 4de official: Teuben          |                                                 |           |           | Houwen, Karavaev, Kasjia , Miazga 27' 79' ( Van der Werff), Büttner, Serero, Mount 45+2', Foor 74' ( Bruns), Beerens 24' ( Van Bergen), Matavž, Linssen RESERVEBANK: Pasveer, Bayazit, Dabo, Kruiswijk, Castaignos, Ali, Buitink, Faye | Drommel, Van der Lely, Bijen, Thesker , Cuevas 69' ( Boere), Maria 72' ( R. Jensen), Holla, Maher, Van der Heyden 54' ( El Hamdaoui), Tighadouini, Assaidi 71' RESERVEBANK: Hengelman, Brondeel, Hooiveld, Laukart, Kvasina, Liendl, George |  |
| Bijz.: Vitesse plaatst zich voor de Play-offs om Europees voetbal en FC Twente degradeert naar de Eerste divisie Afwezig: Tørnes (ziek) |                                                 |           |           | | |  |

Speelronde 34:
| zondag 6 mei 2018, 14:30 | Willem II                 | 2–2 (1–0) | Vitesse               | Opstelling Willem II | Opstelling Vitesse |  |
| Stadion: Koning Willem II Stadion, Tilburg Toeschouwers: 11.600 Arbiter: S. Mulder Assistenten: Zeinstra Assistenten: Ketting 4de official: Oostrom | Tsimikas 29' Rienstra 70' |           | 63' Miazga 83' Matavž | Wellenreuther, Dankerlui, Lachman, Wijnaldum, Tsimikas, Haye 86' ( Ogbeche), Lieftink, Rienstra 88' ( El Hankouri), Chirivella, Sol, Azzaoui 77' ( Croux) RESERVEBANK: Van der Lei, Van der Linden, Coulibaly, Urbanski, Van den Bogert, Enoh, Sprangers, Kristinsson | Houwen, Karavaev, Van der Werff 80' ( Ali), Miazga , Büttner, Serero 57' ( Castaignos), Mount, Foor, Van Bergen, Matavž, Linssen 46' ( Bruns) RESERVEBANK: Pasveer, Bayazit, Dabo, Kruiswijk, Kasjia, Faye |  |
| Stadion: Koning Willem II Stadion, Tilburg Toeschouwers: 11.600 Arbiter: S. Mulder Assistenten: Zeinstra Assistenten: Ketting 4de official: Oostrom |                           |           |                       | Wellenreuther, Dankerlui, Lachman, Wijnaldum, Tsimikas, Haye 86' ( Ogbeche), Lieftink, Rienstra 88' ( El Hankouri), Chirivella, Sol, Azzaoui 77' ( Croux) RESERVEBANK: Van der Lei, Van der Linden, Coulibaly, Urbanski, Van den Bogert, Enoh, Sprangers, Kristinsson | Houwen, Karavaev, Van der Werff 80' ( Ali), Miazga , Büttner, Serero 57' ( Castaignos), Mount, Foor, Van Bergen, Matavž, Linssen 46' ( Bruns) RESERVEBANK: Pasveer, Bayazit, Dabo, Kruiswijk, Kasjia, Faye |  |
| Stadion: Koning Willem II Stadion, Tilburg Toeschouwers: 11.600 Arbiter: S. Mulder Assistenten: Zeinstra Assistenten: Ketting 4de official: Oostrom |                           |           |                       | Wellenreuther, Dankerlui, Lachman, Wijnaldum, Tsimikas, Haye 86' ( Ogbeche), Lieftink, Rienstra 88' ( El Hankouri), Chirivella, Sol, Azzaoui 77' ( Croux) RESERVEBANK: Van der Lei, Van der Linden, Coulibaly, Urbanski, Van den Bogert, Enoh, Sprangers, Kristinsson | Houwen, Karavaev, Van der Werff 80' ( Ali), Miazga , Büttner, Serero 57' ( Castaignos), Mount, Foor, Van Bergen, Matavž, Linssen 46' ( Bruns) RESERVEBANK: Pasveer, Bayazit, Dabo, Kruiswijk, Kasjia, Faye |  |
| Afwezig: Beerens, Tørnes (geblesseerd) |                           |           |                       | | |  |

### Play-offs voor Europa League
- Door de zesde plaats in de Eredivisie plaatste Vitesse zich voor de play-offs om een ticket Europa League (tweede kwalificatieronde).
- In de eerste ronde van de play-offs, de halve finale, trof Vitesse het op de zevende plaats geëindigde ADO Den Haag. Deze halve finale werd over twee duels met 7–3 gewonnen waardoor Vitesse de finale van de play-offs behaalde.
- In de finale trof Vitesse FC Utrecht dat in de halve finale van sc Heerenveen gewonnen had; Utrecht was als vijfde geëindigd in de Eredivisie en kreeg hierdoor het thuisvoordeel van de laatste wedstrijd. Vitesse won de finale over twee duels met 5–3 waardoor plaatsing voor de Europa League (tweede kwalificatieronde) een feit was.

Halve finale, wedstrijd 1
| woensdag 9 mei 2018, 18:30 | ADO Den Haag              | 2–5 (0–4) | Vitesse                                  | Opstelling ADO Den Haag | Opstelling Vitesse |  |
| Stadion: Cars Jeans Stadion, Den Haag Toeschouwers: 11.930 Arbiter: Makkelie Assistenten: Honig Assistenten: Steegstra 4de official: Blank | El Khayati 52' (pen.) 82' |           | 14' Matavž 34' 37' 72' Mount 44' Linssen | Zwinkels, Goppel 46' ( B. Kuipers), Beugelsdijk, Kanon, Meijers , Immers 80', El Khayati, Bakker, Falkenburg 46' ( Duplan 90+5'), Johnsen, Becker RESERVEBANK: Groothuizen, Coremans, Gorter, Ladan, Asmelash, N. Kuipers, Lorenzen, Hooi | Houwen, Karavaev, Kasjia , Miazga, Büttner 54' ( Faye), Serero, Mount 73' 87' ( Bruns), Foor, Beerens 61' ( Van Bergen), Matavž, Linssen RESERVEBANK: Pasveer, Bayazit, Dabo, Van der Werff, Kruiswijk, Castaignos, Ali, Buitink |  |
| Stadion: Cars Jeans Stadion, Den Haag Toeschouwers: 11.930 Arbiter: Makkelie Assistenten: Honig Assistenten: Steegstra 4de official: Blank |                           |           |                                          | Zwinkels, Goppel 46' ( B. Kuipers), Beugelsdijk, Kanon, Meijers , Immers 80', El Khayati, Bakker, Falkenburg 46' ( Duplan 90+5'), Johnsen, Becker RESERVEBANK: Groothuizen, Coremans, Gorter, Ladan, Asmelash, N. Kuipers, Lorenzen, Hooi | Houwen, Karavaev, Kasjia , Miazga, Büttner 54' ( Faye), Serero, Mount 73' 87' ( Bruns), Foor, Beerens 61' ( Van Bergen), Matavž, Linssen RESERVEBANK: Pasveer, Bayazit, Dabo, Van der Werff, Kruiswijk, Castaignos, Ali, Buitink |  |
| Stadion: Cars Jeans Stadion, Den Haag Toeschouwers: 11.930 Arbiter: Makkelie Assistenten: Honig Assistenten: Steegstra 4de official: Blank |                           |           |                                          | Zwinkels, Goppel 46' ( B. Kuipers), Beugelsdijk, Kanon, Meijers , Immers 80', El Khayati, Bakker, Falkenburg 46' ( Duplan 90+5'), Johnsen, Becker RESERVEBANK: Groothuizen, Coremans, Gorter, Ladan, Asmelash, N. Kuipers, Lorenzen, Hooi | Houwen, Karavaev, Kasjia , Miazga, Büttner 54' ( Faye), Serero, Mount 73' 87' ( Bruns), Foor, Beerens 61' ( Van Bergen), Matavž, Linssen RESERVEBANK: Pasveer, Bayazit, Dabo, Van der Werff, Kruiswijk, Castaignos, Ali, Buitink |  |
| |                           |           |                                          | | |  |

Halve finale, wedstrijd 2
| zaterdag 12 mei 2018, 18:30 | Vitesse              | 2–1 (1–0) | ADO Den Haag   | Opstelling Vitesse | Opstelling ADO Den Haag |  |
| Stadion: GelreDome, Arnhem Toeschouwers: 13.715 Arbiter: Blom Assistenten: Van Roekel Assistenten: Dobre 4de official: Van den Kerkhof | Matavž 32' Mount 53' |           | 55' El Khayati | Houwen, Karavaev 55' ( Dabo), Kasjia , Miazga, Büttner, Serero 53' ( Bruns), Mount, Foor 78' ( Ali), Beerens, Matavž, Linssen RESERVEBANK: Tørnes, Pasveer, Van der Werff, Castaignos, Van Bergen, Faye | Groothuizen, B. Kuipers, Beugelsdijk, Kanon, Meijers , Immers, El Khayati, Bakker 68' ( Falkenburg), Becker, Johnsen 76' ( Lorenzen), Duplan 74' ( Hooi) RESERVEBANK: Coremans, Van der Sar, Gorter, Ladan, Asmelash, N. Kuipers |  |
| Stadion: GelreDome, Arnhem Toeschouwers: 13.715 Arbiter: Blom Assistenten: Van Roekel Assistenten: Dobre 4de official: Van den Kerkhof |                      |           |                | Houwen, Karavaev 55' ( Dabo), Kasjia , Miazga, Büttner, Serero 53' ( Bruns), Mount, Foor 78' ( Ali), Beerens, Matavž, Linssen RESERVEBANK: Tørnes, Pasveer, Van der Werff, Castaignos, Van Bergen, Faye | Groothuizen, B. Kuipers, Beugelsdijk, Kanon, Meijers , Immers, El Khayati, Bakker 68' ( Falkenburg), Becker, Johnsen 76' ( Lorenzen), Duplan 74' ( Hooi) RESERVEBANK: Coremans, Van der Sar, Gorter, Ladan, Asmelash, N. Kuipers |  |
| Stadion: GelreDome, Arnhem Toeschouwers: 13.715 Arbiter: Blom Assistenten: Van Roekel Assistenten: Dobre 4de official: Van den Kerkhof |                      |           |                | Houwen, Karavaev 55' ( Dabo), Kasjia , Miazga, Büttner, Serero 53' ( Bruns), Mount, Foor 78' ( Ali), Beerens, Matavž, Linssen RESERVEBANK: Tørnes, Pasveer, Van der Werff, Castaignos, Van Bergen, Faye | Groothuizen, B. Kuipers, Beugelsdijk, Kanon, Meijers , Immers, El Khayati, Bakker 68' ( Falkenburg), Becker, Johnsen 76' ( Lorenzen), Duplan 74' ( Hooi) RESERVEBANK: Coremans, Van der Sar, Gorter, Ladan, Asmelash, N. Kuipers |  |
| Afwezig: Kruiswijk (geblesseerd) |                      |           |                | | |  |

Finale, wedstrijd 1
| dinsdag 15 mei 2018, 20:45 | Vitesse                            | 3–2 (1–0) | FC Utrecht             | Opstelling Vitesse | Opstelling FC Utrecht |  |
| Stadion: GelreDome, Arnhem Toeschouwers: 14.236 Arbiter: Kamphuis Assistenten: Balder Assistenten: Boonman 4de official: Van de Graaf | Mount 42' Linssen 78' Kasjia 90+1' |           | 62' Leeuwin 86' Labyad | Houwen, Karavaev, Kasjia 54', Miazga 90+5', Büttner, Serero, Mount 82', Foor, Beerens 89' ( Castaignos), Matavž, Linssen 79' 85' ( Van der Werff) RESERVEBANK: Tørnes, Pasveer, Dabo, Kruiswijk, Bruns, Van Bergen, Ali, Faye | Jensen, Troupée, Leeuwin, Janssen , Van der Maarel, Klaiber 90+4', Strieder 77' 80' ( Kali), Van de Streek, Ayoub, Görtler, Kerk 57' ( Labyad) RESERVEBANK: Marsman, Đumić, Dessers, Van der Meer, Emanuelson, Velanas, Sow |  |
| Stadion: GelreDome, Arnhem Toeschouwers: 14.236 Arbiter: Kamphuis Assistenten: Balder Assistenten: Boonman 4de official: Van de Graaf |                                    |           |                        | Houwen, Karavaev, Kasjia 54', Miazga 90+5', Büttner, Serero, Mount 82', Foor, Beerens 89' ( Castaignos), Matavž, Linssen 79' 85' ( Van der Werff) RESERVEBANK: Tørnes, Pasveer, Dabo, Kruiswijk, Bruns, Van Bergen, Ali, Faye | Jensen, Troupée, Leeuwin, Janssen , Van der Maarel, Klaiber 90+4', Strieder 77' 80' ( Kali), Van de Streek, Ayoub, Görtler, Kerk 57' ( Labyad) RESERVEBANK: Marsman, Đumić, Dessers, Van der Meer, Emanuelson, Velanas, Sow |  |
| Stadion: GelreDome, Arnhem Toeschouwers: 14.236 Arbiter: Kamphuis Assistenten: Balder Assistenten: Boonman 4de official: Van de Graaf |                                    |           |                        | Houwen, Karavaev, Kasjia 54', Miazga 90+5', Büttner, Serero, Mount 82', Foor, Beerens 89' ( Castaignos), Matavž, Linssen 79' 85' ( Van der Werff) RESERVEBANK: Tørnes, Pasveer, Dabo, Kruiswijk, Bruns, Van Bergen, Ali, Faye | Jensen, Troupée, Leeuwin, Janssen , Van der Maarel, Klaiber 90+4', Strieder 77' 80' ( Kali), Van de Streek, Ayoub, Görtler, Kerk 57' ( Labyad) RESERVEBANK: Marsman, Đumić, Dessers, Van der Meer, Emanuelson, Velanas, Sow |  |
| |                                    |           |                        | | |  |

Finale, wedstrijd 2
| zaterdag 19 mei 2018, 20:45 | FC Utrecht         | 1–2 (0–2) | Vitesse                       | Opstelling FC Utrecht | Opstelling Vitesse |  |
| Stadion: Stadion Galgenwaard, Utrecht Toeschouwers: 21.353 Arbiter: Nijhuis Assistenten: Zeinstra Assistenten: De Nas 4de official: Van den Kerkhof | Van der Maarel 46' |           | 18' (e.d.) Leeuwin 38' Miazga | Jensen, Troupée 72' ( Klich), Leeuwin, Janssen 59', Van der Maarel 52', Görtler 77', Kali, Van de Streek 86' ( Emanuelson 90+5'), Ayoub, Labyad 51', Kerk 62' ( Dessers) RESERVEBANK: Marsman, Đumić, Van der Meer, Velanas, Sow, Heus | Houwen, Karavaev, Kasjia 49', Miazga 76', Büttner, Serero, Foor, Bruns 66' 72' ( Van der Werff), Beerens 83' ( Ali), Matavž, Linssen 56' ( Castaignos 64') RESERVEBANK: Tørnes, Pasveer, Dabo, Kruiswijk, Berden, Faye, Schuurman |  |
| Stadion: Stadion Galgenwaard, Utrecht Toeschouwers: 21.353 Arbiter: Nijhuis Assistenten: Zeinstra Assistenten: De Nas 4de official: Van den Kerkhof |                    |           |                               | Jensen, Troupée 72' ( Klich), Leeuwin, Janssen 59', Van der Maarel 52', Görtler 77', Kali, Van de Streek 86' ( Emanuelson 90+5'), Ayoub, Labyad 51', Kerk 62' ( Dessers) RESERVEBANK: Marsman, Đumić, Van der Meer, Velanas, Sow, Heus | Houwen, Karavaev, Kasjia 49', Miazga 76', Büttner, Serero, Foor, Bruns 66' 72' ( Van der Werff), Beerens 83' ( Ali), Matavž, Linssen 56' ( Castaignos 64') RESERVEBANK: Tørnes, Pasveer, Dabo, Kruiswijk, Berden, Faye, Schuurman |  |
| Stadion: Stadion Galgenwaard, Utrecht Toeschouwers: 21.353 Arbiter: Nijhuis Assistenten: Zeinstra Assistenten: De Nas 4de official: Van den Kerkhof |                    |           |                               | Jensen, Troupée 72' ( Klich), Leeuwin, Janssen 59', Van der Maarel 52', Görtler 77', Kali, Van de Streek 86' ( Emanuelson 90+5'), Ayoub, Labyad 51', Kerk 62' ( Dessers) RESERVEBANK: Marsman, Đumić, Van der Meer, Velanas, Sow, Heus | Houwen, Karavaev, Kasjia 49', Miazga 76', Büttner, Serero, Foor, Bruns 66' 72' ( Van der Werff), Beerens 83' ( Ali), Matavž, Linssen 56' ( Castaignos 64') RESERVEBANK: Tørnes, Pasveer, Dabo, Kruiswijk, Berden, Faye, Schuurman |  |
| Bijz.: Vitesse wint de play-offs en plaatst zich hiermee voor Europees voetbal Afwezig: Mount (geschorst); Van Bergen (ziek)                        |                    |           |                               | | |  |

### KNVB beker
Dit seizoen mocht er voor het eerst een vierde wissel plaatsvinden in de verlenging van een bekerduel. De KNVB beker 2017/18 startte voor de clubs uit het betaald voetbal met de eerste ronde op 19, 20 en 21 september 2017.
- De loting voor de eerste ronde vond plaats op 26 augustus waarbij Vitesse een uitwedstrijd tegen AVV Swift lootte.
- Op 20 september verloor Vitesse in de eerste ronde om de KNVB beker uit tegen AVV Swift. Het duel eindigde na reguliere speeltijd in 0–0. Vitesse verloor uiteindelijk na strafschoppen (5–3), waarbij Vitesse-speler Alexander Büttner een penalty miste. Tim Matavž, Navarone Foor en Charlie Colkett benutten de strafschop wel.

Eerste ronde:
| woensdag 20 september 2017, 17:00 | AVV Swift                                    | 0–0 n.v. 0–0 (0–0) 5–3 pen. | Vitesse                     | Opstelling AVV Swift | Opstelling Vitesse |  |
| Stadion: Sportpark Olympiaplein, Amsterdam Toeschouwers: 1.500 Arbiter: Dieperink Assistenten: M. Adriaans Assistenten: R. van Rijnsbergen 4de official: J. Rozendal |                                              |                             |                             | Bogdan Constantin, Mike Ruyter, Nik Gabel, Teun van Zweeden, Mathieu Christianen, Mallqui Cabezas, Rutger de Vries 117' ( Dennis Dinkgreve), Tim Wulffraat 58' ( Syrano Morrison), Max van Wakeren 79' ( Guido Raymon Moelee), Ron Rosenhart, Jaap Smeeing 85' ( Jordy de Groot) RESERVEBANK: Jordy Wens, Jouke Spanninga, Stef Leiveld, Fidel Yilmaz, Shaquille Doorson, Bas Middelkoop, Daan van Benthem, Tobias Kuyvenhoven | Pasveer, Dabo 55' ( Lelieveld), Van der Werff, Miazga, Büttner, Bruns 72' ( Colkett), Mount, Foor, Rashica, Castaignos 65' ( Matavž), Linssen 92' ( Van Bergen) RESERVEBANK: Tørnes, Houwen, Serero, Kasjia, Faye, Ten Teije |  |
| Stadion: Sportpark Olympiaplein, Amsterdam Toeschouwers: 1.500 Arbiter: Dieperink Assistenten: M. Adriaans Assistenten: R. van Rijnsbergen 4de official: J. Rozendal | Pen.-serie                                   |                             |                             | Bogdan Constantin, Mike Ruyter, Nik Gabel, Teun van Zweeden, Mathieu Christianen, Mallqui Cabezas, Rutger de Vries 117' ( Dennis Dinkgreve), Tim Wulffraat 58' ( Syrano Morrison), Max van Wakeren 79' ( Guido Raymon Moelee), Ron Rosenhart, Jaap Smeeing 85' ( Jordy de Groot) RESERVEBANK: Jordy Wens, Jouke Spanninga, Stef Leiveld, Fidel Yilmaz, Shaquille Doorson, Bas Middelkoop, Daan van Benthem, Tobias Kuyvenhoven | Pasveer, Dabo 55' ( Lelieveld), Van der Werff, Miazga, Büttner, Bruns 72' ( Colkett), Mount, Foor, Rashica, Castaignos 65' ( Matavž), Linssen 92' ( Van Bergen) RESERVEBANK: Tørnes, Houwen, Serero, Kasjia, Faye, Ten Teije |  |
| Stadion: Sportpark Olympiaplein, Amsterdam Toeschouwers: 1.500 Arbiter: Dieperink Assistenten: M. Adriaans Assistenten: R. van Rijnsbergen 4de official: J. Rozendal | Christianen Dinkgreve Moelee De Groot Ruyter |                             | Büttner Matavž Foor Colkett | Bogdan Constantin, Mike Ruyter, Nik Gabel, Teun van Zweeden, Mathieu Christianen, Mallqui Cabezas, Rutger de Vries 117' ( Dennis Dinkgreve), Tim Wulffraat 58' ( Syrano Morrison), Max van Wakeren 79' ( Guido Raymon Moelee), Ron Rosenhart, Jaap Smeeing 85' ( Jordy de Groot) RESERVEBANK: Jordy Wens, Jouke Spanninga, Stef Leiveld, Fidel Yilmaz, Shaquille Doorson, Bas Middelkoop, Daan van Benthem, Tobias Kuyvenhoven | Pasveer, Dabo 55' ( Lelieveld), Van der Werff, Miazga, Büttner, Bruns 72' ( Colkett), Mount, Foor, Rashica, Castaignos 65' ( Matavž), Linssen 92' ( Van Bergen) RESERVEBANK: Tørnes, Houwen, Serero, Kasjia, Faye, Ten Teije |  |
| Bijz.: Sturing als trainer op de bank Afwezig: Fraser (ziek); Kruiswijk (geblesseerd)                                                                                |                                              |                             |                             | | |  |

### UEFA Europa League
- Op 25 augustus 2017 vond de loting plaats voor de groepsfase waarbij Vitesse Lazio Roma, OGC Nice en Zulte Waregem trof in groep K.

#### Groep K
| Club          | Wed | Win | Gel | Ver | DV | DT | +/− | Pnt |
| ------------- | --- | --- | --- | --- | -- | -- | --- | --- |
| Lazio         | 6   | 4   | 1   | 1   | 12 | 7  | +5  | 13  |
| OGC Nice      | 6   | 3   | 0   | 3   | 12 | 7  | +5  | 9   |
| Zulte Waregem | 6   | 2   | 1   | 3   | 8  | 13 | −5  | 7   |
| Vitesse       | 6   | 1   | 2   | 3   | 5  | 10 | −5  | 5   |

Groepswedstrijd 1:
| donderdag 14 september 2017, 21:05 | Vitesse                | 2–3 (1–0) | SS Lazio                           | Opstelling Vitesse | Opstelling SS Lazio |  |
| Stadion: GelreDome, Arnhem Toeschouwers: 19.867 Arbiter: L. Liany Assistenten: D.E. Biton Assistenten: D. Shimon 4de official: I. Yarkoni | Matavž 33' Linssen 57' |           | 51' Parolo 67' Immobile 75' Murgia | Pasveer, Dabo 83' ( Colkett), Kasjia , Miazga, Büttner, Bruns 88' ( Mount), Van der Werff, Foor, Rashica, Matavž 79' ( Castaignos), Linssen RESERVEBANK: Houwen, Van Bergen, Lelieveld, Faye | Strakosha, Bastos, De Vrij, Luiz Felipe 32' 46' ( Immobile), Marušić, Murgia, Di Gennaro 62' ( Milinković-Savić), Parolo 71', Lukaku 65' ( Lulić 83'), Luis Alberto, Caicedo RESERVEBANK: Vargić, Patric, Radu, Leiva |  |
| Stadion: GelreDome, Arnhem Toeschouwers: 19.867 Arbiter: L. Liany Assistenten: D.E. Biton Assistenten: D. Shimon 4de official: I. Yarkoni |                        |           |                                    | Pasveer, Dabo 83' ( Colkett), Kasjia , Miazga, Büttner, Bruns 88' ( Mount), Van der Werff, Foor, Rashica, Matavž 79' ( Castaignos), Linssen RESERVEBANK: Houwen, Van Bergen, Lelieveld, Faye | Strakosha, Bastos, De Vrij, Luiz Felipe 32' 46' ( Immobile), Marušić, Murgia, Di Gennaro 62' ( Milinković-Savić), Parolo 71', Lukaku 65' ( Lulić 83'), Luis Alberto, Caicedo RESERVEBANK: Vargić, Patric, Radu, Leiva |  |
| Stadion: GelreDome, Arnhem Toeschouwers: 19.867 Arbiter: L. Liany Assistenten: D.E. Biton Assistenten: D. Shimon 4de official: I. Yarkoni |                        |           |                                    | Pasveer, Dabo 83' ( Colkett), Kasjia , Miazga, Büttner, Bruns 88' ( Mount), Van der Werff, Foor, Rashica, Matavž 79' ( Castaignos), Linssen RESERVEBANK: Houwen, Van Bergen, Lelieveld, Faye | Strakosha, Bastos, De Vrij, Luiz Felipe 32' 46' ( Immobile), Marušić, Murgia, Di Gennaro 62' ( Milinković-Savić), Parolo 71', Lukaku 65' ( Lulić 83'), Luis Alberto, Caicedo RESERVEBANK: Vargić, Patric, Radu, Leiva |  |
| Afwezig: Kruiswijk en Serero (geblesseerd)                                                                                                |                        |           |                                    | | |  |

Groepswedstrijd 2:
| donderdag 28 september 2017, 19:00 | OGC Nice                       | 3–0 (2–0) | Vitesse | Opstelling OGC Nice | Opstelling Vitesse |  |
| Stadion: Allianz Riviera, Nice Toeschouwers: 15.006 Arbiter: A. Jeskov Assistenten: D. Mosyakin Assistenten: I. Demeshko 4de official: V. Danchenko | Pléa 16' 82' Saint-Maximin 45' |           |         | Cardinale, Souquet, Dante , Le Marchand, Jallet, Koziello, Seri 73' ( Tameze), Lees-Melou, Saint-Maximin 80' ( Srarfi), Balotelli 25' 73' ( Ganago), Pléa RESERVEBANK: Benítez, Marlon, Walter, Sarr | Pasveer, Dabo, Kasjia , Miazga, Büttner 46' ( Faye), Bruns, Serero 30' 78' ( Ali), Foor, Rashica, Matavž, Linssen 86' ( Mount) RESERVEBANK: Houwen, Van der Werff, Colkett, Castaignos |  |
| Stadion: Allianz Riviera, Nice Toeschouwers: 15.006 Arbiter: A. Jeskov Assistenten: D. Mosyakin Assistenten: I. Demeshko 4de official: V. Danchenko |                                |           |         | Cardinale, Souquet, Dante , Le Marchand, Jallet, Koziello, Seri 73' ( Tameze), Lees-Melou, Saint-Maximin 80' ( Srarfi), Balotelli 25' 73' ( Ganago), Pléa RESERVEBANK: Benítez, Marlon, Walter, Sarr | Pasveer, Dabo, Kasjia , Miazga, Büttner 46' ( Faye), Bruns, Serero 30' 78' ( Ali), Foor, Rashica, Matavž, Linssen 86' ( Mount) RESERVEBANK: Houwen, Van der Werff, Colkett, Castaignos |  |
| Stadion: Allianz Riviera, Nice Toeschouwers: 15.006 Arbiter: A. Jeskov Assistenten: D. Mosyakin Assistenten: I. Demeshko 4de official: V. Danchenko |                                |           |         | Cardinale, Souquet, Dante , Le Marchand, Jallet, Koziello, Seri 73' ( Tameze), Lees-Melou, Saint-Maximin 80' ( Srarfi), Balotelli 25' 73' ( Ganago), Pléa RESERVEBANK: Benítez, Marlon, Walter, Sarr | Pasveer, Dabo, Kasjia , Miazga, Büttner 46' ( Faye), Bruns, Serero 30' 78' ( Ali), Foor, Rashica, Matavž, Linssen 86' ( Mount) RESERVEBANK: Houwen, Van der Werff, Colkett, Castaignos |  |
| Bijz.: In de 52e minuut viel het licht uit en werd de wedstrijd een ruim kwartier gestaakt Afwezig: Kruiswijk (geblesseerd)                         |                                |           |         | | |  |

Groepswedstrijd 3:
| donderdag 19 oktober 2017, 19:00 | SV Zulte Waregem  | 1–1 (1–1) | Vitesse   | Opstelling SV Zulte Waregem | Opstelling Vitesse |  |
| Stadion: Regenboogstadion, Waregem Toeschouwers: 10.064 Arbiter: Bebek Assistenten: Tomislav Petrović Assistenten: Miro Grgić 4de official: Goran Pataki 5de official: Mario Zebec 6de official: Goran Gabrilo | Kasjia 23' (e.d.) |           | 27' Bruns | Bostyn, Walsh 70' ( De fauw), Derijck 84', Heylen, Hamalainen , De Mets, Kaya 89' ( Šaponjić), De Sart, Coopman, Leya Iseka 37' 55' ( De Pauw), Olayinka RESERVEBANK: Leali, Baudry, Madu, Doumbia | Pasveer, Dabo, Kasjia , Miazga 37', Büttner 45+2' 83' ( Faye), Bruns 37' 77' ( Colkett), Serero 60', Mount, Rashica, Castaignos, Linssen 14' RESERVEBANK: Houwen, Ali, Lelieveld, Ten Teije, Bosz |  |
| Stadion: Regenboogstadion, Waregem Toeschouwers: 10.064 Arbiter: Bebek Assistenten: Tomislav Petrović Assistenten: Miro Grgić 4de official: Goran Pataki 5de official: Mario Zebec 6de official: Goran Gabrilo |                   |           |           | Bostyn, Walsh 70' ( De fauw), Derijck 84', Heylen, Hamalainen , De Mets, Kaya 89' ( Šaponjić), De Sart, Coopman, Leya Iseka 37' 55' ( De Pauw), Olayinka RESERVEBANK: Leali, Baudry, Madu, Doumbia | Pasveer, Dabo, Kasjia , Miazga 37', Büttner 45+2' 83' ( Faye), Bruns 37' 77' ( Colkett), Serero 60', Mount, Rashica, Castaignos, Linssen 14' RESERVEBANK: Houwen, Ali, Lelieveld, Ten Teije, Bosz |  |
| Stadion: Regenboogstadion, Waregem Toeschouwers: 10.064 Arbiter: Bebek Assistenten: Tomislav Petrović Assistenten: Miro Grgić 4de official: Goran Pataki 5de official: Mario Zebec 6de official: Goran Gabrilo |                   |           |           | Bostyn, Walsh 70' ( De fauw), Derijck 84', Heylen, Hamalainen , De Mets, Kaya 89' ( Šaponjić), De Sart, Coopman, Leya Iseka 37' 55' ( De Pauw), Olayinka RESERVEBANK: Leali, Baudry, Madu, Doumbia | Pasveer, Dabo, Kasjia , Miazga 37', Büttner 45+2' 83' ( Faye), Bruns 37' 77' ( Colkett), Serero 60', Mount, Rashica, Castaignos, Linssen 14' RESERVEBANK: Houwen, Ali, Lelieveld, Ten Teije, Bosz |  |
| Afwezig: Foor, Kruiswijk en Van der Werff (geblesseerd); Matavž (privé-redenen) |                   |           |           | | |  |

Groepswedstrijd 4:
| donderdag 2 november 2017, 21:05 | Vitesse | 0–2 (0–1) | SV Zulte Waregem   | Opstelling Vitesse | Opstelling SV Zulte Waregem |  |
| Stadion: GelreDome, Arnhem Toeschouwers: 17.986 Arbiter: Aranovskiy Assistenten: Oleksandr Voytyuk Assistenten: Sergiy Bekker 4de official: Semen Shlonchak 5de official: Serhiy Boiko 6de official: Anatoliy Abdula |         |           | 3' Baudry 70' Kaya | Pasveer ( 67'+), Dabo, Kasjia 67' ( Foor), Miazga, Büttner 34', 52', Serero 58' ( Faye), Mount 19', Bruns 66', Rashica, Castaignos 20' 35' ( Matavž 54'), Linssen RESERVEBANK: Houwen, Colkett, Ali, Lelieveld | Bostyn, De fauw 87' ( Heylen), Walsh, Baudry, Madu 16', 22', Coopman, De Mets, De Sart, Kaya 77' ( Doumbia), De Pauw 27' ( Hamalainen), Olayinka RESERVEBANK: Leali, Cordaro, Kastanos, Šaponjić |  |
| Stadion: GelreDome, Arnhem Toeschouwers: 17.986 Arbiter: Aranovskiy Assistenten: Oleksandr Voytyuk Assistenten: Sergiy Bekker 4de official: Semen Shlonchak 5de official: Serhiy Boiko 6de official: Anatoliy Abdula |         |           |                    | Pasveer ( 67'+), Dabo, Kasjia 67' ( Foor), Miazga, Büttner 34', 52', Serero 58' ( Faye), Mount 19', Bruns 66', Rashica, Castaignos 20' 35' ( Matavž 54'), Linssen RESERVEBANK: Houwen, Colkett, Ali, Lelieveld | Bostyn, De fauw 87' ( Heylen), Walsh, Baudry, Madu 16', 22', Coopman, De Mets, De Sart, Kaya 77' ( Doumbia), De Pauw 27' ( Hamalainen), Olayinka RESERVEBANK: Leali, Cordaro, Kastanos, Šaponjić |  |
| Stadion: GelreDome, Arnhem Toeschouwers: 17.986 Arbiter: Aranovskiy Assistenten: Oleksandr Voytyuk Assistenten: Sergiy Bekker 4de official: Semen Shlonchak 5de official: Serhiy Boiko 6de official: Anatoliy Abdula |         |           |                    | Pasveer ( 67'+), Dabo, Kasjia 67' ( Foor), Miazga, Büttner 34', 52', Serero 58' ( Faye), Mount 19', Bruns 66', Rashica, Castaignos 20' 35' ( Matavž 54'), Linssen RESERVEBANK: Houwen, Colkett, Ali, Lelieveld | Bostyn, De fauw 87' ( Heylen), Walsh, Baudry, Madu 16', 22', Coopman, De Mets, De Sart, Kaya 77' ( Doumbia), De Pauw 27' ( Hamalainen), Olayinka RESERVEBANK: Leali, Cordaro, Kastanos, Šaponjić |  |
| Afwezig: Kruiswijk en Van der Werff (geblesseerd) |         |           |                    | | |  |

Groepswedstrijd 5:
| donderdag 23 november 2017, 19:00 | SS Lazio         | 1–1 (1–1) | Vitesse     | Opstelling SS Lazio | Opstelling Vitesse |  |
| Stadion: Stadio Olimpico, Rome Arbiter: Palabıyık Assistenten: Çem Satman Assistenten: Serkan Olguncan 4de official: Ceyhun Sesigüzel 5de official: Halil Umut Meler 6de official: Barış Şimşek | Luis Alberto 42' |           | 13' Linssen | Vargić, Patric, Luiz Felipe, Bastos, Basta 86' ( Miceli), Murgia, Luis Alberto 68' ( Marušić), Crecco, Lukaku, Nani 54' ( Lulić ( 86'+)), Palombi RESERVEBANK: Strakosha, De Vrij, Guerrieri | Pasveer, Lelieveld 81' ( Dabo), Kasjia , Miazga, Faye, Mount, Serero, Foor, Rashica 68' ( Van Bergen), Matavž 62' ( Castaignos), Linssen RESERVEBANK: Houwen, Colkett, Bruns, Oude Kotte |  |
| Stadion: Stadio Olimpico, Rome Arbiter: Palabıyık Assistenten: Çem Satman Assistenten: Serkan Olguncan 4de official: Ceyhun Sesigüzel 5de official: Halil Umut Meler 6de official: Barış Şimşek |                  |           |             | Vargić, Patric, Luiz Felipe, Bastos, Basta 86' ( Miceli), Murgia, Luis Alberto 68' ( Marušić), Crecco, Lukaku, Nani 54' ( Lulić ( 86'+)), Palombi RESERVEBANK: Strakosha, De Vrij, Guerrieri | Pasveer, Lelieveld 81' ( Dabo), Kasjia , Miazga, Faye, Mount, Serero, Foor, Rashica 68' ( Van Bergen), Matavž 62' ( Castaignos), Linssen RESERVEBANK: Houwen, Colkett, Bruns, Oude Kotte |  |
| Stadion: Stadio Olimpico, Rome Arbiter: Palabıyık Assistenten: Çem Satman Assistenten: Serkan Olguncan 4de official: Ceyhun Sesigüzel 5de official: Halil Umut Meler 6de official: Barış Şimşek |                  |           |             | Vargić, Patric, Luiz Felipe, Bastos, Basta 86' ( Miceli), Murgia, Luis Alberto 68' ( Marušić), Crecco, Lukaku, Nani 54' ( Lulić ( 86'+)), Palombi RESERVEBANK: Strakosha, De Vrij, Guerrieri | Pasveer, Lelieveld 81' ( Dabo), Kasjia , Miazga, Faye, Mount, Serero, Foor, Rashica 68' ( Van Bergen), Matavž 62' ( Castaignos), Linssen RESERVEBANK: Houwen, Colkett, Bruns, Oude Kotte |  |
| Afwezig: Büttner (geschorst), Kruiswijk en Van der Werff (geblesseerd) |                  |           |             | | |  |

Groepswedstrijd 6:
| donderdag 7 december 2017, 21:05 | Vitesse        | 1–0 (0–0) | OGC Nice | Opstelling Vitesse | Opstelling OGC Nice |  |
| Stadion: GelreDome, Arnhem Toeschouwers: 17.564 Arbiter: Schärer Assistenten: Sladan Josipović Assistenten: Bekim Zogaj 4de official: Stephane De Almeida 5de official: Alain Bieri 6de official: Lukas Fähndrich | Castaignos 84' |           |          | Pasveer, Lelieveld 40', Miazga, Kasjia , Oude Kotte, Faye, Bruns, Mount, Colkett 46' ( Foor), Matavž 68' ( Rashica), Castaignos RESERVEBANK: Houwen, Dabo, Van Bergen, Ali, Ten Teije | Cardinale, Burner, Dante , Sarr, Coly, Koziello, Cyprien, Makengo 68', Srarfi 55' 78' ( Walter), Pléa 66' ( Diaby), Lusamba 88' ( Perraud) RESERVEBANK: Benítez, Lloris, Marlon, Mendy |  |
| Stadion: GelreDome, Arnhem Toeschouwers: 17.564 Arbiter: Schärer Assistenten: Sladan Josipović Assistenten: Bekim Zogaj 4de official: Stephane De Almeida 5de official: Alain Bieri 6de official: Lukas Fähndrich |                |           |          | Pasveer, Lelieveld 40', Miazga, Kasjia , Oude Kotte, Faye, Bruns, Mount, Colkett 46' ( Foor), Matavž 68' ( Rashica), Castaignos RESERVEBANK: Houwen, Dabo, Van Bergen, Ali, Ten Teije | Cardinale, Burner, Dante , Sarr, Coly, Koziello, Cyprien, Makengo 68', Srarfi 55' 78' ( Walter), Pléa 66' ( Diaby), Lusamba 88' ( Perraud) RESERVEBANK: Benítez, Lloris, Marlon, Mendy |  |
| Stadion: GelreDome, Arnhem Toeschouwers: 17.564 Arbiter: Schärer Assistenten: Sladan Josipović Assistenten: Bekim Zogaj 4de official: Stephane De Almeida 5de official: Alain Bieri 6de official: Lukas Fähndrich |                |           |          | Pasveer, Lelieveld 40', Miazga, Kasjia , Oude Kotte, Faye, Bruns, Mount, Colkett 46' ( Foor), Matavž 68' ( Rashica), Castaignos RESERVEBANK: Houwen, Dabo, Van Bergen, Ali, Ten Teije | Cardinale, Burner, Dante , Sarr, Coly, Koziello, Cyprien, Makengo 68', Srarfi 55' 78' ( Walter), Pléa 66' ( Diaby), Lusamba 88' ( Perraud) RESERVEBANK: Benítez, Lloris, Marlon, Mendy |  |
| Afwezig: Kruiswijk en Van der Werff (geblesseerd) |                |           |          | | |  |

### Johan Cruijff Schaal
| zaterdag 5 augustus 2017, 18:00 | Feyenoord                                   | 1–1 (1–0) 4–2 pen. | Vitesse                     | Opstelling Feyenoord | Opstelling Vitesse |  |
| Stadion: Stadion Feijenoord, Rotterdam Toeschouwers: 47.500 Arbiter: Makkelie Assistenten: Diks Assistenten: Steegstra 4de official: Kamphuis Video-assistenten: Van Boekel Video-assistenten: Mulder | Toornstra 7'                                |                    | 58' (pen.) Büttner          | Jones, Diks 38' 77' ( Amrabat), Botteghin, Van der Heijden, Haps, El Ahmadi 58', Vilhena, Toornstra, Berghuis 74' ( Başacıkoğlu), Jørgensen, Boëtius RESERVEBANK: Bijlow, Ten Hove, St. Juste, Nelom, Hamer, Tapia, Hansson, Kramer, Vente | Pasveer, Dabo, Kasjia , Kruiswijk, Büttner 87' ( Faye), Bruns 71' 77' ( Colkett), Serero, Foor, Rashica, Matavž, Linssen 29' RESERVEBANK: Tørnes, Houwen, Van der Werff, Miazga, Lelieveld, Mount, Ali, Van Bergen, Ten Teije |  |
| Stadion: Stadion Feijenoord, Rotterdam Toeschouwers: 47.500 Arbiter: Makkelie Assistenten: Diks Assistenten: Steegstra 4de official: Kamphuis Video-assistenten: Van Boekel Video-assistenten: Mulder | Pen.-serie                                  |                    |                             | Jones, Diks 38' 77' ( Amrabat), Botteghin, Van der Heijden, Haps, El Ahmadi 58', Vilhena, Toornstra, Berghuis 74' ( Başacıkoğlu), Jørgensen, Boëtius RESERVEBANK: Bijlow, Ten Hove, St. Juste, Nelom, Hamer, Tapia, Hansson, Kramer, Vente | Pasveer, Dabo, Kasjia , Kruiswijk, Büttner 87' ( Faye), Bruns 71' 77' ( Colkett), Serero, Foor, Rashica, Matavž, Linssen 29' RESERVEBANK: Tørnes, Houwen, Van der Werff, Miazga, Lelieveld, Mount, Ali, Van Bergen, Ten Teije |  |
| Stadion: Stadion Feijenoord, Rotterdam Toeschouwers: 47.500 Arbiter: Makkelie Assistenten: Diks Assistenten: Steegstra 4de official: Kamphuis Video-assistenten: Van Boekel Video-assistenten: Mulder | Toornstra Van der Heijden Boëtius Jørgensen |                    | Matavž Rashica Foor Colkett | Jones, Diks 38' 77' ( Amrabat), Botteghin, Van der Heijden, Haps, El Ahmadi 58', Vilhena, Toornstra, Berghuis 74' ( Başacıkoğlu), Jørgensen, Boëtius RESERVEBANK: Bijlow, Ten Hove, St. Juste, Nelom, Hamer, Tapia, Hansson, Kramer, Vente | Pasveer, Dabo, Kasjia , Kruiswijk, Büttner 87' ( Faye), Bruns 71' 77' ( Colkett), Serero, Foor, Rashica, Matavž, Linssen 29' RESERVEBANK: Tørnes, Houwen, Van der Werff, Miazga, Lelieveld, Mount, Ali, Van Bergen, Ten Teije |  |
| Bijz.: De KNVB had de aanvangstijd van dit duel veranderd in 18:00 uur, de oorspronkelijke aanvangstijd was gepland om 20:00 uur. In deze wedstrijd werd er gebruikgemaakt van doellijntechnologie en van twee video-assistenten (één video-assistent zal de wedstrijd volgen, de ander richt zich op de herhalingen). Nadat de wedstrijd na 90 minuten in een gelijke stand eindigde, werd er direct overgegaan op het nemen van strafschoppen. Vitesse-fans boycotten de wedstrijd uit protest tegen de KNVB. |                                             |                    |                             | | |  |

### Oefenwedstrijden
| zaterdag 1 juli 2017, 17:00                                                                                 | Vitesse | 0–2 (0–0) | PFK Oleksandrija        | Opstelling Vitesse | Opstelling PFK Oleksandrija |  |
| Stadion: Sportpark Over het Lange Water (Eendracht Arnhem), Arnhem Toeschouwers: 700 Arbiter: Siemen Mulder |         |           | Tsurikov 61' Kulish 90' | Tørnes 46' ( Houwen), Dabo 46' ( Lucassen), Lelieveld 46' ( Oude Kotte) 76' ( Van Dijk) 77', Kruiswijk 46' ( Kasjia ), Büttner 46' ( Faye), Bruns 46' ( Serero), Osman 46' ( Calor), Rashica 46' ( Van Bergen), Schuurman 46' ( Foor), Buitink 46' ( Ten Teije), Acheffay 46' ( Mercan) RESERVEBANK: Tim Matavž | Pankiv, Chebotayev 46' ( Gitchenko), Basov, Banada 59' ( Kulish), Batsula 46' ( Kozak), Hitchenko 59' ( Bonklarenko), Zaporozhan 46' ( Starenkiy), Polyarus 59' ( Ohirya), Tsurikov 71', Hrytsuk 46' ( Ponomar), Sitalo 46' ( Kalenchuk) |  |
| Stadion: Sportpark Over het Lange Water (Eendracht Arnhem), Arnhem Toeschouwers: 700 Arbiter: Siemen Mulder |         |           |                         | Tørnes 46' ( Houwen), Dabo 46' ( Lucassen), Lelieveld 46' ( Oude Kotte) 76' ( Van Dijk) 77', Kruiswijk 46' ( Kasjia ), Büttner 46' ( Faye), Bruns 46' ( Serero), Osman 46' ( Calor), Rashica 46' ( Van Bergen), Schuurman 46' ( Foor), Buitink 46' ( Ten Teije), Acheffay 46' ( Mercan) RESERVEBANK: Tim Matavž | Pankiv, Chebotayev 46' ( Gitchenko), Basov, Banada 59' ( Kulish), Batsula 46' ( Kozak), Hitchenko 59' ( Bonklarenko), Zaporozhan 46' ( Starenkiy), Polyarus 59' ( Ohirya), Tsurikov 71', Hrytsuk 46' ( Ponomar), Sitalo 46' ( Kalenchuk) |  |
| Stadion: Sportpark Over het Lange Water (Eendracht Arnhem), Arnhem Toeschouwers: 700 Arbiter: Siemen Mulder |         |           |                         | Tørnes 46' ( Houwen), Dabo 46' ( Lucassen), Lelieveld 46' ( Oude Kotte) 76' ( Van Dijk) 77', Kruiswijk 46' ( Kasjia ), Büttner 46' ( Faye), Bruns 46' ( Serero), Osman 46' ( Calor), Rashica 46' ( Van Bergen), Schuurman 46' ( Foor), Buitink 46' ( Ten Teije), Acheffay 46' ( Mercan) RESERVEBANK: Tim Matavž | Pankiv, Chebotayev 46' ( Gitchenko), Basov, Banada 59' ( Kulish), Batsula 46' ( Kozak), Hitchenko 59' ( Bonklarenko), Zaporozhan 46' ( Starenkiy), Polyarus 59' ( Ohirya), Tsurikov 71', Hrytsuk 46' ( Ponomar), Sitalo 46' ( Kalenchuk) |  |
| |         |           |                         | | |  |

| zaterdag 8 juli 2017, 16:00                                                              | Vitesse     | 1–1 (0–0) | KV Oostende        | Opstelling Vitesse | Opstelling KV Oostende |  |
| Stadion: Sportveld Driel (RKSV Driel), Driel Toeschouwers: 1400 Arbiter: Jochem Kamphuis | Büttner 54' |           | Berrier 60' (pen.) | Tørnes 46' ( Houwen), Dabo 61' ( Lucassen), Kasjia ( 61' ( Lelieveld), Faye, Büttner ( vanaf '61) 75' ( Calor), Serero 61' ( Schuurman), Bruns 61' ( Colkett), Foor 61' ( Osman), Rashica 61' ( Ten Teije), Matavž 46' ( Buitink), Linssen 46' ( Van Bergen) | Dutoit, Bossaerts 57' ( Bushiri), Lombaerts 57' ( Berrier), Capon 52' ( Bataille), Milić 52' ( Tomašević), Van De Wiele 52' ( Rajsel), Vandendriessche 52' ( Ndenbe), Bah 52' ( Jonckheere), Conté 45' ( Özkan), El Ghanassy 52' ( Rezaeian), Živković 52' ( Akpala) |  |
| Stadion: Sportveld Driel (RKSV Driel), Driel Toeschouwers: 1400 Arbiter: Jochem Kamphuis |             |           |                    | Tørnes 46' ( Houwen), Dabo 61' ( Lucassen), Kasjia ( 61' ( Lelieveld), Faye, Büttner ( vanaf '61) 75' ( Calor), Serero 61' ( Schuurman), Bruns 61' ( Colkett), Foor 61' ( Osman), Rashica 61' ( Ten Teije), Matavž 46' ( Buitink), Linssen 46' ( Van Bergen) | Dutoit, Bossaerts 57' ( Bushiri), Lombaerts 57' ( Berrier), Capon 52' ( Bataille), Milić 52' ( Tomašević), Van De Wiele 52' ( Rajsel), Vandendriessche 52' ( Ndenbe), Bah 52' ( Jonckheere), Conté 45' ( Özkan), El Ghanassy 52' ( Rezaeian), Živković 52' ( Akpala) |  |
| Stadion: Sportveld Driel (RKSV Driel), Driel Toeschouwers: 1400 Arbiter: Jochem Kamphuis |             |           |                    | Tørnes 46' ( Houwen), Dabo 61' ( Lucassen), Kasjia ( 61' ( Lelieveld), Faye, Büttner ( vanaf '61) 75' ( Calor), Serero 61' ( Schuurman), Bruns 61' ( Colkett), Foor 61' ( Osman), Rashica 61' ( Ten Teije), Matavž 46' ( Buitink), Linssen 46' ( Van Bergen) | Dutoit, Bossaerts 57' ( Bushiri), Lombaerts 57' ( Berrier), Capon 52' ( Bataille), Milić 52' ( Tomašević), Van De Wiele 52' ( Rajsel), Vandendriessche 52' ( Ndenbe), Bah 52' ( Jonckheere), Conté 45' ( Özkan), El Ghanassy 52' ( Rezaeian), Živković 52' ( Akpala) |  |
|                                                                                          |             |           |                    | | |  |

| zaterdag 15 juli 2017, 17:00                                                         | Istanbul Başakşehir | 1–1 (0–0) | Vitesse       | Opstelling Istanbul Başakşehir                                                                | Opstelling Vitesse |  |
| Stadion: Sportplatz SC Landskron, Villach Toeschouwers: 30 Arbiter: Christof Leitner | Cikalleshi 82'      |           | Ten Teije 72' | Babacan, Caiçara, Attamah, Mahmut, Clichy, Kahveci, Belözoğlu, Višća, Mossoró, Elia, Adebayor | Pasveer, Dabo 82' ( Lelieveld), Kasjia , Kruiswijk 75' ( Van der Werff), Büttner 82' ( Faye), Bruns, Serero 82' ( Colkett), Foor, Rashica, Ten Teije, Linssen |  |
| Stadion: Sportplatz SC Landskron, Villach Toeschouwers: 30 Arbiter: Christof Leitner |                     |           |               | Babacan, Caiçara, Attamah, Mahmut, Clichy, Kahveci, Belözoğlu, Višća, Mossoró, Elia, Adebayor | Pasveer, Dabo 82' ( Lelieveld), Kasjia , Kruiswijk 75' ( Van der Werff), Büttner 82' ( Faye), Bruns, Serero 82' ( Colkett), Foor, Rashica, Ten Teije, Linssen |  |
| Stadion: Sportplatz SC Landskron, Villach Toeschouwers: 30 Arbiter: Christof Leitner |                     |           |               | Babacan, Caiçara, Attamah, Mahmut, Clichy, Kahveci, Belözoğlu, Višća, Mossoró, Elia, Adebayor | Pasveer, Dabo 82' ( Lelieveld), Kasjia , Kruiswijk 75' ( Van der Werff), Büttner 82' ( Faye), Bruns, Serero 82' ( Colkett), Foor, Rashica, Ten Teije, Linssen |  |
| Bijz.: Buitink, Tørnes en Matavž zijn geblesseerd. Van Bergen is ziek.               |                     |           |               |                                                                                               | |  |

| donderdag 20 juli 2017, 20.00                                            | Sparta Praag | 1–1 (0–1) | Vitesse     | Opstelling Sparta Praag | Opstelling Vitesse |  |
| Stadion: Generali Arena, Praag Toeschouwers: 7765 Arbiter: Radek Příhoda | Šural 61'    |           | Linssen 10' | Dúbravka, Zahustel 46' ( Karavajev), Kaya, Štetina, Vătăjelu 83' 86' ( Juliš), Frýdek 66', Sáček, Šural 76' ( Civic), Lafata , Kadlec, Janko | Pasveer ( t/m '46), Dabo 71' 76' ( Lelieveld), Van der Werff 46' ( Kasjia ), Kruiswijk 46' ( Oude Kotte), Büttner, Serero 66', Bruns 81' ( Ali), Foor, Rashica 81' ( Van Bergen), Ten Teije 76' ( Matavž), Linssen 81' ( Faye) |  |
| Stadion: Generali Arena, Praag Toeschouwers: 7765 Arbiter: Radek Příhoda |              |           |             | Dúbravka, Zahustel 46' ( Karavajev), Kaya, Štetina, Vătăjelu 83' 86' ( Juliš), Frýdek 66', Sáček, Šural 76' ( Civic), Lafata , Kadlec, Janko | Pasveer ( t/m '46), Dabo 71' 76' ( Lelieveld), Van der Werff 46' ( Kasjia ), Kruiswijk 46' ( Oude Kotte), Büttner, Serero 66', Bruns 81' ( Ali), Foor, Rashica 81' ( Van Bergen), Ten Teije 76' ( Matavž), Linssen 81' ( Faye) |  |
| Stadion: Generali Arena, Praag Toeschouwers: 7765 Arbiter: Radek Příhoda |              |           |             | Dúbravka, Zahustel 46' ( Karavajev), Kaya, Štetina, Vătăjelu 83' 86' ( Juliš), Frýdek 66', Sáček, Šural 76' ( Civic), Lafata , Kadlec, Janko | Pasveer ( t/m '46), Dabo 71' 76' ( Lelieveld), Van der Werff 46' ( Kasjia ), Kruiswijk 46' ( Oude Kotte), Büttner, Serero 66', Bruns 81' ( Ali), Foor, Rashica 81' ( Van Bergen), Ten Teije 76' ( Matavž), Linssen 81' ( Faye) |  |
|                                                                          |              |           |             | | |  |

| donderdag 25 juli 2017, 14.30                                                           | Vitesse       | 2–1 (2–1) | FC Emmen   | Opstelling Vitesse | Opstelling FC Emmen                                                                                                   |  |
| Stadion: Sportveld Driel (RKSV Driel), Driel Toeschouwers: 1000 Arbiter: Ingmar Oostrom | Matavž 5' 26' |           | Peters 42' | Room, Lelieveld, Van der Werff 63' ( Oude Kotte), Kasjia , Faye, Foor 46' ( Bruns 79'), Ali 63' ( Calor), Colkett, Van Bergen, Matavž 63' ( Ten Teije), Linssen 46' ( Büttner) | Scherpen, Lima, Veldmate , Klok, Huizing 71' ( Ben Moussa), Bilate, Bannink, Peters, Bakker, Chacón, Bijl 72' ( Loen) |  |
| Stadion: Sportveld Driel (RKSV Driel), Driel Toeschouwers: 1000 Arbiter: Ingmar Oostrom |               |           |            | Room, Lelieveld, Van der Werff 63' ( Oude Kotte), Kasjia , Faye, Foor 46' ( Bruns 79'), Ali 63' ( Calor), Colkett, Van Bergen, Matavž 63' ( Ten Teije), Linssen 46' ( Büttner) | Scherpen, Lima, Veldmate , Klok, Huizing 71' ( Ben Moussa), Bilate, Bannink, Peters, Bakker, Chacón, Bijl 72' ( Loen) |  |
| Stadion: Sportveld Driel (RKSV Driel), Driel Toeschouwers: 1000 Arbiter: Ingmar Oostrom |               |           |            | Room, Lelieveld, Van der Werff 63' ( Oude Kotte), Kasjia , Faye, Foor 46' ( Bruns 79'), Ali 63' ( Calor), Colkett, Van Bergen, Matavž 63' ( Ten Teije), Linssen 46' ( Büttner) | Scherpen, Lima, Veldmate , Klok, Huizing 71' ( Ben Moussa), Bilate, Bannink, Peters, Bakker, Chacón, Bijl 72' ( Loen) |  |
|                                                                                         |               |           |            | | |  |

| zaterdag 29 juli 2017, 15:00 (GMT)                                                                 | Reading FC                | 2–3 (0–2) | Vitesse                    | Opstelling Reading FC | Opstelling Vitesse |  |
| Stadion: Adams Park (Wycombe Wanderers FC), High Wycombe Toeschouwers: 1894 Arbiter: D. Whitestone | Swift 63' (pen.) Popa 71' |           | Linssen 14' Matavž 31' 51' | Mannone, Gunter, Obita 46' ( Richards), Moore, Ilori, Van den Berg 24' ( Kelly), Evens, Swift 75' ( Loader), Clement, Popa 75' ( Rinomhota), Böðvarsson 46' ( Smith) RESERVEBANK: Jaakkola, Smith, Kelly, Rinomhota, Richards, Loader | Pasveer, Dabo, Kasjia 81' ( Miazga), Kruiswijk 81' ( Van der Werff), Büttner 63' ( Faye), Bruns 63' ( Colkett), Serero, Foor 63' ( Mount), Rashica 81' ( Ali), Matavž 79', Linssen RESERVEBANK: Room, Lelieveld, Van der Werff, Miazga, Faye, Colkett, Ali, Van Bergen, Mount, Ten Teije, Houwen |  |
| Stadion: Adams Park (Wycombe Wanderers FC), High Wycombe Toeschouwers: 1894 Arbiter: D. Whitestone |                           |           |                            | Mannone, Gunter, Obita 46' ( Richards), Moore, Ilori, Van den Berg 24' ( Kelly), Evens, Swift 75' ( Loader), Clement, Popa 75' ( Rinomhota), Böðvarsson 46' ( Smith) RESERVEBANK: Jaakkola, Smith, Kelly, Rinomhota, Richards, Loader | Pasveer, Dabo, Kasjia 81' ( Miazga), Kruiswijk 81' ( Van der Werff), Büttner 63' ( Faye), Bruns 63' ( Colkett), Serero, Foor 63' ( Mount), Rashica 81' ( Ali), Matavž 79', Linssen RESERVEBANK: Room, Lelieveld, Van der Werff, Miazga, Faye, Colkett, Ali, Van Bergen, Mount, Ten Teije, Houwen |  |
| Stadion: Adams Park (Wycombe Wanderers FC), High Wycombe Toeschouwers: 1894 Arbiter: D. Whitestone |                           |           |                            | Mannone, Gunter, Obita 46' ( Richards), Moore, Ilori, Van den Berg 24' ( Kelly), Evens, Swift 75' ( Loader), Clement, Popa 75' ( Rinomhota), Böðvarsson 46' ( Smith) RESERVEBANK: Jaakkola, Smith, Kelly, Rinomhota, Richards, Loader | Pasveer, Dabo, Kasjia 81' ( Miazga), Kruiswijk 81' ( Van der Werff), Büttner 63' ( Faye), Bruns 63' ( Colkett), Serero, Foor 63' ( Mount), Rashica 81' ( Ali), Matavž 79', Linssen RESERVEBANK: Room, Lelieveld, Van der Werff, Miazga, Faye, Colkett, Ali, Van Bergen, Mount, Ten Teije, Houwen |  |
| |                           |           |                            | | |  |

| vrijdag 12 januari 2018, 15:00                                                                    | Vitesse     | 1–1 (1–0) | Heart of Midlothian FC | Opstelling Vitesse | Opstelling Heart of Midlothian FC |  |
| Stadion: Oliva Nova Golf & Beach Resort, Oliva Toeschouwers: 40 Arbiter: Rubén López de los Mozos | Linssen 14' |           | 84' Irving             | Pasveer, Dabo 46' ( Lelieveld), Kasjia 46' ( Miazga), Kruiswijk 46' ( Oude Kotte), Faye, Serero 67' ( Schuurman), Bruns, Mount, Rashica 67' ( Van Bergen), Castaignos, Linssen 77' ( Ten Teije) | J. Hamilton, Randall 60' ( C. Hamilton), Berra 46' ( Souttar), Hughes 60' ( Baur), Godinho 46' ( Brandon), Cowie 60' ( Paton), Petkov 46' ( Cochrane 82' ( Keena)), Martin 46' ( Irving 88' ( Ritchie)), Zanatta 46' ( Milinković), Lafferty 46' ( Isma), Stockton 46' ( Henderson 82' ( C. Smith)) |  |
| Stadion: Oliva Nova Golf & Beach Resort, Oliva Toeschouwers: 40 Arbiter: Rubén López de los Mozos |             |           |                        | Pasveer, Dabo 46' ( Lelieveld), Kasjia 46' ( Miazga), Kruiswijk 46' ( Oude Kotte), Faye, Serero 67' ( Schuurman), Bruns, Mount, Rashica 67' ( Van Bergen), Castaignos, Linssen 77' ( Ten Teije) | J. Hamilton, Randall 60' ( C. Hamilton), Berra 46' ( Souttar), Hughes 60' ( Baur), Godinho 46' ( Brandon), Cowie 60' ( Paton), Petkov 46' ( Cochrane 82' ( Keena)), Martin 46' ( Irving 88' ( Ritchie)), Zanatta 46' ( Milinković), Lafferty 46' ( Isma), Stockton 46' ( Henderson 82' ( C. Smith)) |  |
| Stadion: Oliva Nova Golf & Beach Resort, Oliva Toeschouwers: 40 Arbiter: Rubén López de los Mozos |             |           |                        | Pasveer, Dabo 46' ( Lelieveld), Kasjia 46' ( Miazga), Kruiswijk 46' ( Oude Kotte), Faye, Serero 67' ( Schuurman), Bruns, Mount, Rashica 67' ( Van Bergen), Castaignos, Linssen 77' ( Ten Teije) | J. Hamilton, Randall 60' ( C. Hamilton), Berra 46' ( Souttar), Hughes 60' ( Baur), Godinho 46' ( Brandon), Cowie 60' ( Paton), Petkov 46' ( Cochrane 82' ( Keena)), Martin 46' ( Irving 88' ( Ritchie)), Zanatta 46' ( Milinković), Lafferty 46' ( Isma), Stockton 46' ( Henderson 82' ( C. Smith)) |  |
|                                                                                                   |             |           |                        | | |  |

## Jong Vitesse
Jong Vitesse is het vlaggenschip van de Vitesse Voetbal Academie, het voorportaal van het grote Vitesse. Het team speelt in het seizoen 2017/2018 in de Derde divisie (Zondag), de op drie na hoogste voetbalcompetitie in Nederland.

### Staf Jong Vitesse 2017/18
| Nat.               | Naam           | Functie              |
| ------------------ | -------------- | -------------------- |
| Vlag van Nederland | Joseph Oosting | Hoofdtrainer / Coach |
| Vlag van Nederland | Ruud Knol      | Assistent-trainer    |
| Vlag van Nederland | Kevin Moeliker | Assistent-trainer    |
| Vlag van Nederland | Rein Baart     | Keeperstrainer       |
| Vlag van Nederland | Frank Nab      | Fysiotherapeut       |
| Vlag van Nederland | Leo Heere      | Clubarts             |
| Vlag van Nederland | Mark Hendriks  | Masseur              |
| Vlag van Nederland | Marco Kamphuis | Materiaalman         |
| Vlag van Nederland | Toon Hendriks  | Elftalleider         |

### Selectie Jong Vitesse 2017/18¹
De volgende namen zijn de vaste spelers van de B-selectie in het seizoen 2017/18:
| - Stef Brummel - Bilal Bayazit - Joris Klein-Holte - Gino Bosz (C) - Leroy Schorea | - Thomas Oude Kotte - Boyd Lucassen - Sven van Doorm - Jesse Schuurman - Anil Mercan | - Julian Calor - Quincy Kluivert - Hidde van Dijk - Jovi Munter - Cali Daniel | - Bo van Essen - Lars ten Teije - Julian Lelieveld |

¹per wedstrijd aangevuld met jeugdspelers en bankzitters uit de hoofdmacht die niet gespeeld hebben.

## Clubstatistieken Jong Vitesse seizoen 2017/18
Legenda:

Winst Gelijk Verlies

### Punten en stand per speelronde
| Speelronde            | 01             | 02             | 03             | 04             | 05             | 06             | 07             | 08             | 09             | 10             | 11             | 12             | 13             | 14             | 16             | 17             | 18             | 19             | 20             | 15             | 21             | 22             | 23             | 24             | 25             | 26             | 27             | 28             | 29             | 30             | 31             | 32             | 33             | 34             |
| --------------------- | -------------- | -------------- | -------------- | -------------- | -------------- | -------------- | -------------- | -------------- | -------------- | -------------- | -------------- | -------------- | -------------- | -------------- | -------------- | -------------- | -------------- | -------------- | -------------- | -------------- | -------------- | -------------- | -------------- | -------------- | -------------- | -------------- | -------------- | -------------- | -------------- | -------------- | -------------- | -------------- | -------------- | -------------- |
| Trainer               | Joseph Oosting | Joseph Oosting | Joseph Oosting | Joseph Oosting | Joseph Oosting | Joseph Oosting | Joseph Oosting | Joseph Oosting | Joseph Oosting | Joseph Oosting | Joseph Oosting | Joseph Oosting | Joseph Oosting | Joseph Oosting | Joseph Oosting | Joseph Oosting | Joseph Oosting | Joseph Oosting | Joseph Oosting | Joseph Oosting | Joseph Oosting | Joseph Oosting | Joseph Oosting | Joseph Oosting | Joseph Oosting | Joseph Oosting | Joseph Oosting | Joseph Oosting | Joseph Oosting | Joseph Oosting | Joseph Oosting | Joseph Oosting | Joseph Oosting | Joseph Oosting |
| Punten per speelronde | 3              | 1              | 3              | 3              | 3              | 3              | 0              | 3              | 3              | 3              | 1              | 1              | 1              | 3              | 3              | 3              | 0              | 3              | 3              | 0              | 0              | 3              | 0              | 3              | 3              | 3              | 3              | 3              | 3              | 3              | 1              | 3              | 3              | 1              |
| Punten na speelronde  | 3              | 4              | 7              | 10             | 13             | 16             | 16             | 19             | 22             | 25             | 26             | 27             | 28             | 31             | 34             | 37             | 37             | 40             | 43             | 43             | 43             | 46             | 46             | 49             | 52             | 55             | 58             | 61             | 64             | 67             | 68             | 71             | 74             | 75             |
| Stand na speelronde   | 1              | 2              | 2              | 2              | 1              | 1              | 2              | 2              | 1              | 1              | 2              | 2              | 2              | 2              | 2              | 2              | 2              | 2              | 2              | 2              | 2              | 2              | 2              | 1              | 1              | 1              | 1              | 1              | 1              | 1              | 1              | 1              | 1              | 1              |

| (Eind)stand | Kwalificatie voor                                                                     |
| ----------- | ------------------------------------------------------------------------------------- |
| 1           | Kampioen, promotie naar de Tweede divisie                                             |
|             | (Plaatsvervangende) periodekampioen en play-offs voor promotie naar de Tweede divisie |
| 2 t/m 14    | –                                                                                     |
| 15, 16      | Play-offs tegen degradatie naar de Hoofdklasse                                        |
| 17, 18      | Degradatie naar de Hoofdklasse                                                        |

### Topscorers
| Pos. | Speler          | Wedstrijden |   |
| ---- | --------------- | ----------- | - |
| 1.   | Jesse Schuurman | 1           | 2 |
| 2.   | Bo van Essen    | 2           | 2 |
| 3.   | Gino Bosz       | 1           | 1 |
| 4.   | Sven van Doorm  | 1           | 1 |

## Wedstrijden Jong Vitesse

#### Augustus
- Op 27 augustus won Jong Vitesse thuis tegen HSC '21 met 5–0. De Vitesse-doelpunten werden gemaakt door Jesse Schuurman, Gino Bosz, Bo van Essen en Sven van Doorm.

#### September
- Op 3 september speelde Jong Vitesse gelijk tegen Blauw Geel '38 met 2–2. De Vitesse-doelpunten werden gemaakt door Anil Mercan en Bo van Essen.
- Op 10 september won Jong Vitesse thuis tegen VV De Meern met 2–0. De Vitesse-doelpunten werden gemaakt door Thomas Oude Kotte en Mitchell van Bergen.
- Op 17 september won Jong Vitesse uit tegen USV Hercules met 1–3. De Vitesse-doelpunten werden gemaakt door Sven van Doorm en Anil Mercan.
- Op 24 september won Jong Vitesse thuis tegen RKVV Westlandia met 3–0. De Vitesse-doelpunten werden gemaakt door Julian Calor en Hidde van Dijk.

#### Oktober
- Op 1 oktober won Jong Vitesse uit van HBS-Craeyenhout met 0–2. De doelpunten werden gemaakt door Sven van Doorm en Lars ten Teije.
- Op 8 oktober verloor Jong Vitesse thuis tegen OJC Rosmalen met 1–2. Het Vitesse-doelpunt werd gemaakt door Julian Calor.
- Op 15 oktober Jong Vitesse won uit van VV Dongen met 0–3. De doelpunten werden gemaakt door Mitchell van Bergen, Bo van Essen en Julian Calor.
- Op 22 oktober won Jong Vitesse thuis tegen VV UNA met 5–0. De doelpunten werden gemaakt door Lars ten Teije, Boyd Lucassen, Thomas Oude Kotte en Anil Mercan.
- Op 29 oktober won Jong Vitesse een uitwedstrijd tegen Quick '20 met 0–2 door twee doelpunten van Lars ten Teije.

#### November
- Op 5 november speelde Jong Vitesse uit tegen OFC met 2–2 gelijk. De doelpunten werden gemaakt door  Bo van Essen en Boyd Lucassen.
- Op 19 november speelde Jong Vitesse thuis tegen JVC Cuijk met 3–3 gelijk. Bo van Essen, Lars ten Teije en Julian Calor maakten de Arnhemse doelpunten.
- Op 26 november speelde Vitesse Jong Vitesse uit tegen ADO '20 met 1–1 gelijk. Het doelpunt aan Arnhemse zijde kwam op naam van Gino Bosz.

#### December
- Op 3 december won Jong Vitesse thuis tegen Quick met 7–1. De Vitesse-doelpunten werden gemaakt door Lars ten Teije, Mitchell van Bergen, Cali Daniel, Gino Bosz en Bo van Essen.
- Op 10 december werd de uitwedstrijd van Jong Vitesse tegen Jong De Graafschap afgelast.
- Op 17 december won Jong Vitesse uit van EVV met 0–3. De doelpunten werden gemaakt door Boyd Lucassen, Jesse Schuurman en Mitchell van Bergen.

#### Januari
- Op 14 januari won Jong Vitesse thuis tegen Be Quick 1887 met 3–2. De Vitesse-doelpunten werden gemaakt door Bo van Essen, Thomas Buitink en Gino Bosz.
- Op 21 januari verloor Jong Vitesse uit tegen VV UNA met 1–0.
- Op 28 januari won Jong Vitesse thuis tegen HBS met 3–2. De Vitesse-doelpunten werden gemaakt door Gino Bosz en Thomas Oude Kotte.

#### Februari
- Op 4 februari won Jong Vitesse thuis van Quick '20 met 2–1. De doelpunten werden gemaakt door Bo van Essen en Thomas Oude Kotte.
- Op 11 februari verloor Jong Vitesse uit van Jong De Graafschap met 3–0; dit betrof het inhalen van het afgelaste duel van 10 december.
- Op 18 februari verloor Jong Vitesse uit van VV De Meern met 1–0.
- Op 25 februari won Jong Vitesse thuis van USV Hercules met 3–1. De Vitesse-doelpunten werden gemaakt door Jesse Schuurman, Vyacheslav Karavaev en Mukhtar Ali.

#### Maart
- Op 4 maart verloor Jong Vitesse uit van RKVV Westlandia met 2–1. Het Vitesse-doelpunt werd gemaakt door Jesse Schuurman.
- Op 11 maart won Jong Vitesse thuis tegen OFC met 5–2. De Vitesse-doelpunten werden gemaakt door Sven van Doorm, Lars ten Teije (2x), Bo van Essen en Gino Bosz
- Op 18 maart won Jong Vitesse uit tegen OJC Rosmalen met 0–5. De doelpunten werden gemaakt door Anil Mercan, Thomas Oude Kotte, Thomas Buitink (2x) en Martijn Berden.

#### April
- Op 1 april won Jong Vitesse thuis van VV Dongen met 3–0. De doelpunten werden gemaakt door Anil Mercan en Martijn Berden (2x).
- Op 8 april won Jong Vitesse uit van JVC Cuijk met 0–3. De doelpunten werden gemaakt door Martijn Berden, Sven van Doorm en Bo van Essen.
- Op 15 april won Jong Vitesse thuis van ADO '20 met 9–2. De Vitesse-doelpunten werden gemaakt door Thomas Buitink (3x), Bo van Essen (3x), Gino Bosz (2x) en Anil Mercan.
- Op 22 april won Jong Vitesse uit van H.V. & C.V. Quick met 0–2. De doelpunten werden gemaakt door Anil Mercan en Bo van Essen.
- Op 29 april won Jong Vitesse thuis van Jong De Graafschap met 3–2. De Vitesse-doelpunten werden gemaakt door Julian Lelieveld (2x) en Jesse Schuurman.

#### Mei
- Op 5 mei speelde Jong Vitesse thuis tegen EVV met 1–1 gelijk. Het Vitesse-doelpunt werd gemaakt door Bo van Essen.
- Op 13 mei won Jong Vitesse uit tegen HSC '21 met 0–2, met doelpunten van Anil Mercan en Bo van Essen.
- Op 20 mei won Jong Vitesse thuis met 4–1 van Blauw Geel '38, waarmee de ploeg kampioen werd van de derde divisie. Jong Vitesse keert hierdoor in het komende seizoen terug in de tweede divisie. De Vitesse-doelpunten werden gemaakt door Lars ten Teije, Julian Lelieveld, Bo van Essen en Boyd Lukassen.
- Op 27 mei speelde Jong Vitesse uit tegen Be Quick 1887 met 3–3 gelijk. De Vitesse-doelpunten werden gemaakt door Gino Bosz (2x) en Martijn Berden.

### Oefenwedstrijden Jong Vitesse
| Datum            | Locatie                                        | Thuis              | Uitslag        | Uit                                   | Bijzonderheden       |
| ---------------- | ---------------------------------------------- | ------------------ | -------------- | ------------------------------------- | -------------------- |
| 22 juli 2017     | Sportpark De Heikant, Groesbeek                | Achilles '29       | 4-1            | Jong Vitesse                          |                      |
| 25 juli 2017     | Sportpark de Haere (DSV '61), Doornspijk       | Jong Vitesse       | 0-4            | Wolverhampton Wanderers FC (Under-23) |                      |
| 29 juli 2017     | Sportpark De Lok, Tiel                         | SV TEC             | 1-4            | Jong Vitesse                          |                      |
| 6 augustus 2017  | Nationaal Sportcentrum Papendal, Arnhem        | Jong Vitesse       | 3-0            | Jong N.E.C.                           |                      |
| 12 augustus 2017 | Nationaal Sportcentrum Papendal, Arnhem        | Jong Vitesse       | 3-1            | VV DUNO                               |                      |
| 15 augustus 2017 | Sportpark De Koerbelt (Excelsior '31), Rijssen | Jong Vitesse       | 1-0            | DOS '37                               | Fletcher Toptoernooi |
| 15 augustus 2017 | Sportpark De Koerbelt (Excelsior '31), Rijssen | Jong Vitesse       | 2-0            | SVZW Wierden                          | Fletcher Toptoernooi |
| 19 augustus 2017 | Sportpark De Koerbelt (Excelsior '31), Rijssen | Jong Vitesse       | 0-1            | Sportclub Silvolde                    | Fletcher Toptoernooi |
| 19 augustus 2017 | Sportpark De Koerbelt (Excelsior '31), Rijssen | Jong De Graafschap | 1-1 (2-3 pen.) | Jong Vitesse                          | Fletcher Toptoernooi |
| 19 augustus 2017 | Sportpark De Koerbelt (Excelsior '31), Rijssen | Sportclub Silvolde | 1-0            | Jong Vitesse                          | Fletcher Toptoernooi |
| 21 augustus 2017 | Nationaal Sportcentrum Papendal, Arnhem        | Jong Vitesse       | 0-1            | Jong PEC Zwolle                       |                      |
| 4 oktober 2017   | Nationaal Sportcentrum Papendal, Arnhem        | Jong Vitesse       | 1-0            | Jong PEC Zwolle                       |                      |
| 8 november 2017  | Nationaal Sportcentrum Papendal, Arnhem        | Jong Vitesse       | 2-1            | FC Schalke 04 (Under-23)              |                      |
| 21 maart 2018    | Sportpark Zuid, Groesbeek                      | De Treffers        | 0-1            | Jong Vitesse                          |                      |